# 바마나
바마나(산스크리트어: वामन, IAST: Vāmana) 트리비크라마 (직역: '세 걸음'), 우루크라마 (직역: '멀리 걷는'), 우펜드라 (직역: '인드라의 남동생'), 다디바마나(산스크리트어: दधिवामन, IAST: Dadhivāmana), 그리고 발리반다나 (직역: '발리를 묶거나 죽이는 자')라고도 알려져 있으며, 힌두교 신 비슈누의 아바타라이다. 그는 비슈누의 다섯 번째 아바타라로, 나라심하 다음으로 트레타 유가에서 첫 번째 다샤바타라이다.
처음 베다에 언급된 바마나는 힌두 서사시와 푸라나에서 마하발리 다이티야 왕으로부터 세 세상을 (총칭하여 삼계) 되찾고, 우주의 질서를 회복하며 마하발리를 저승으로 밀어내는 세 걸음 이야기와 가장 일반적으로 연관된다. 그는 아디티와 카샤파 선인의 아들들인 아디트야 중에서 가장 어리다.

## 명칭 및 어원
바마나(산스크리트어: वामन)는 '난쟁이', '작은', 또는 '키가 작거나 작은 체구'를 의미한다. 또한 '난쟁이 황소'를 의미하기도 하는데, 이는 리그베다에서 비슈누가 직접적으로 난쟁이 동물(황소 포함)과 연관되어 있다는 점에서 주목할 만하다. 푸라나 문헌에 따르면 위대한 선인 카샤파와 그의 아내 아디티의 아들로 태어났으며, 바마나를 지칭하는 다른 이름 또는 에피테트는 다음과 같다:
| 이름                             | 산스크리트어 | 의미 / 설명 |
| -------------------------------- | ------------ | --- |
| 발리반다나 또는 발리반다나크리트 | बलिबन्धन       | '발리를 묶거나 죽이는 자'; 가루다 푸라나에 따르면 '악마 발리를 속박한 자'를 의미한다 (아래 참조).                                                                                  |
| 다디-바마나                      | दधिवामन        | '수여하는', '주는', '응고된 우유' (치료제로 여겨짐), 그리고 '살라 나무의 수지' (비슈누가 신성하고 선호하는 것으로 보이며; 향, 아유르베다 의학, 주거지 건설 및 보트 코크에 사용됨). |
| 트리비크라마                     | त्रिविक्रम       | '세 걸음' 또는 '세 보폭' (tri '셋' + vikrama '걸음' 또는 '보폭'). 이 별명은 리그베다에 나오는 비슈누의 세 걸음 또는 세 보폭을 의미한다.                                            |
| 우루크라마                       | उरुक्रम        | '멀리 걷는' 또는 '넓은 보폭', 아마도 두 번째 걸음으로 모든 존재를 덮는 것과 관련하여 (예: 스칸다 푸라나 1.19.42).                                                                  |
| 우펜드라                         | उपेन्द्र        | '인드라의 남동생' 또는 단순히 '아들'. 이 별명은 난쟁이 아바타라가 아디티와 선인 카샤파의 12명 아디트야들 중 한 명으로 태어난 것을 의미한다 (즉, 인드라와 함께).                    |
| 바마나데바                       | वामनदेव        | '난쟁이 신' (vamana '난쟁이' + 데바 '신'). |

## 전설
인드라 (데바 (힌두교)의 왕, 카샤파와 아디티의 아들)가 발리라고 불리는 아수라들의 왕, 카샤파와 디티의 고손자에 의해 패배한 후, 데바 (힌두교)들은 궁극적으로 비슈누에게 피난처를 찾고, 비슈누는 인드라를 권좌에 복귀시키기로 동의한다. 이를 위해 비슈누는 바마나(카샤파와 아디티의 아들)로 화신한다. 독실한 발리는 제의 제사를 거행하는데 (발리의 통치 아래 아수라들은 참여하지만 데바들은 참여하지 않는다), 그 중 하나에 바마나가 참석하여 단 세 걸음의 땅(보통 불 제단을 짓기 위함)만을 요청한다. 발리는 바마나가 비슈누의 진정한 본성임을 (보통 그의 스승인 브리구의 후손 슈크라 선인에 의해) 경고받았음에도 불구하고 동의한다. 바마나는 몸집이 커져 세 걸음 만에 모든 존재를 포괄하고 그 너머까지 뻗어나간다. 세 세상은 인드라에게 회복되고, 발리와 아수라들은 저승인 파탈라로 추방된다. 그는 아디티와 현자 카샤파의 아들인 아디트야들 중 가장 어리다.

## 상징주의

하루 동안의 태양 위치

A. A. 맥도넬은 "비슈누가 세 걸음을 걸은 이유는 부차적인 특성이다. 그는 곤경에 처한 인간을 위해 세 차례 지상의 공간을 횡단했다 (6, 49); 인간에게 거처를 주기 위해 대지를 횡단했다 (7, 100); 광범위한 존재를 위해 지상의 공간을 횡단했다 (1, 155); 인드라와 함께 거대한 걸음을 내딛고 우리의 존재를 위해 세상을 펼쳤다 (6, 69). 리그베다에 나타난 이 특징은 궁극적으로 서사시와 푸라나에 나타나는 비슈누의 난쟁이 화신 신화에서 유래했을 수 있다. 중간 단계는 브라마나 (샤타파타 브라마나 1, 2, 5; [타이티리야 삼히타] 2, 1, 3; 타이티리야 브라마나 1, 6, 1)에서 발견되는데, 여기서 비슈누는 제사를 통해 데바들을 위해 지구를 되찾기 위해 난쟁이의 모습을 취한다.태양의 경로에 있는 세 지점: 로이는 리그베다에 언급된 비슈누의 세 걸음이 떠오르는 태양, 정점, 지는 태양의 세 가지 다른 위치를 상징하는 것으로 다양하게 해석되었다고 말한다.
삼계와 세 가지 평면: J. 뮤어는 백 야주르베다 (5.15)에 나오는 비슈누의 세 걸음에 대한 사야나의 견해를 언급한다. '비슈누는 트리비크라마 (세 번 걸은 신)로 화신하여 온 우주를 가로질렀다. 같은 사상이 리쉬들에 의해 표현되었다. "그는 세 곳에 발자취를 남겼다 (한 걸음은 땅에, 두 번째는 대기권에, 세 번째는 하늘에) 각각 아그니, 바유, 수리야로서".' 아그니 (불)는 땅에 있고, 바유 (공기)는 대기권에 퍼져 있으며, 수리야 (태양)는 하늘 높은 곳에 있으므로, 세 걸음은 땅, 그 사이의 공기, 그리고 위의 하늘이라는 세 가지 평면을 상징한다.

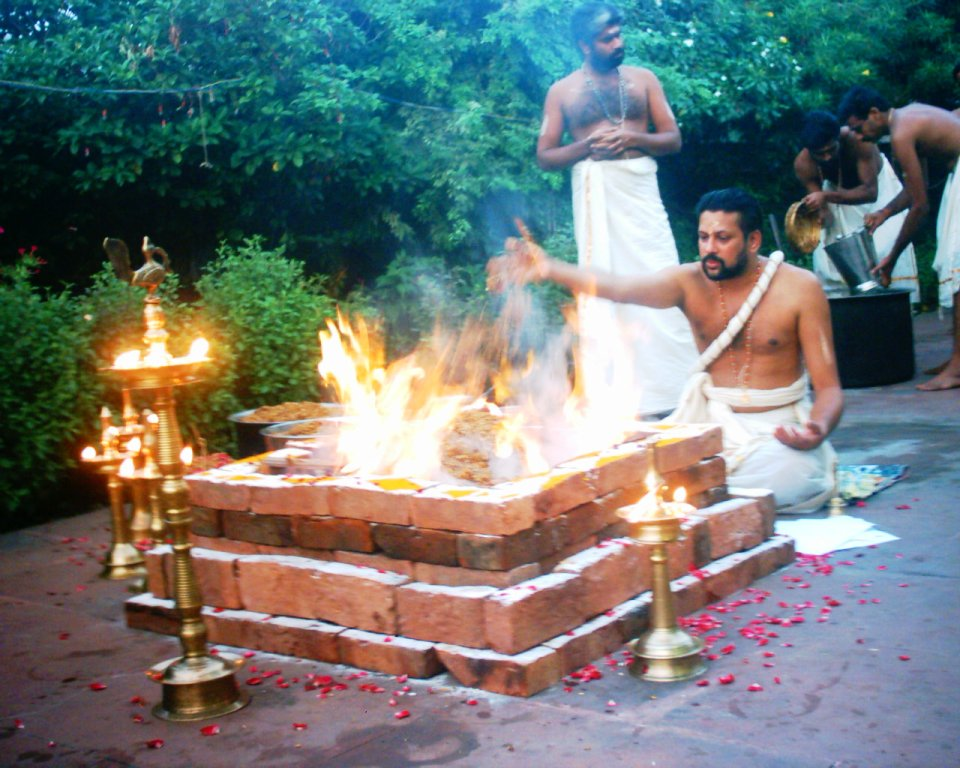
야즈나

수면과 깨어남의 세 가지 상태: S. 찬다는 세 걸음이 존재의 세 가지 상태인 자가라타 (깨어남), 스와프나 (꿈 수면), 그리고 수슈프티 (깊은 수면)를 상징한다고 말한다. 바마나의 마지막 걸음은 발리의 머리 위이며, 이는 해탈과 이러한 상태들의 초월을 상징한다.

### 니룩타
문법학자 야스카가 저술한 니룩타는 베다의 올바른 어원학과 해석에 관한 여섯 가지 베단가 또는 '베다의 가지' 중 하나이다. 비슈누에 대한 항목(리그베다와 관련)은 다음과 같이 명시한다 (대괄호 '[ ]'는 원저자에 따름):
비슈누는 이 (우주)를 가로질렀다. 그는 세 번 발을 디뎠고, 먼지에 휩싸였다.

비슈누는 이 세상과 존재하는 모든 것을 가로지른다. 그는 세 번 발을 디딘다, [삼중의 존재를 위해]. 샤카푸니는 '땅, 중간 공간, 그리고 하늘에'라고 말한다. 아우르나바바는 '일출산, 자오선, 그리고 일몰산에'라고 말한다.

그의 [먼지]에 휩싸였다, 즉 폭풍우 치는 대기 속에서는 발자취가 보이지 않는다. 또는 은유적인 의미로 사용되는데, 즉 먼지 투성이의 장소에 휩싸인 것처럼 그의 발자취가 보이지 않는다. Pdmsavah (먼지)는 발(pddaih)에 의해 생성되거나 (√su) 아니면 땅에 흩어져 있거나 밟혀 있기 때문에 (그렇게 불린다).— The Nighantu and the Nirukta, Lakshman Sarup 번역 (1967), 12장, 19절

이 설명은 본질적으로 세 발자국이 태양의 위치 또는 '세 가지 세계'로 개념화된 물리적 존재를 상징할 수 있음을 나타낸다. 샤카푸니와 아우르나바바에 대한 언급과 관련하여 K. S. 머티는 '야스카가 베다 단어를 해석한 첫 번째 인물은 아니었다. 그는 자신이 인용하고 설명한 사맘나야와 함께 니간투를 언급했다. 그에게는 샤카푸루, 아우둠바라야나, 아우파만야바 등의 선배들이 있었다'고 말한다.

## 베다

### 리그베다
| 리그베다 | 참조                   | 참조 | 주석 |
| -------- | ---------------------- | --- | ---- |
| 리그베다 | 삼히타 (만달라 크라마) | 비슈누 (걸음): 1.22, 1.154, 6.69, 7.99, 7.100; 발리 (공물): 5.1.10, 7.6.5; 브리하스파티 / 브리하스파티: 4.50 |      |
| 리그베다 | 아디트야 브라마나      | 비슈누: 1.1.3, 3.2.18, 3.3.32, 6.3.15; 발리 (공물): 7.5.29                                                   |      |

#### 삼히타
ato devā avantu no yato viṣṇurvicakrame |
pṛthivyāḥ saptadhāmabhiḥ ||
idaṃ viṣṇurvi cakrame tredhā ni dadhe padam |
samūḷhamasya pāṃsure ||
trīṇi padā vi cakrame viṣṇurghopā adābhyaḥ |
ato dharmāṇi dhārayan ||
신들이 우리에게 은혜를 베푸소서, 비슈누께서 걸어가신 곳으로부터
지구의 일곱 지역을 통해!
이 모든 세상을 비슈누께서 걸으셨으니; 세 번 발을 디디셨고, 그 모든 것이
그의 발자취 먼지 속에 모였도다.
비슈누, 그 수호자, 아무도 그를 속일 수 없는 그는 세 걸음을 내디디셨으니; 그 후로
그의 높은 칙령을 확립하시도다.— 리그베다 전자 1권 22장 16-18절

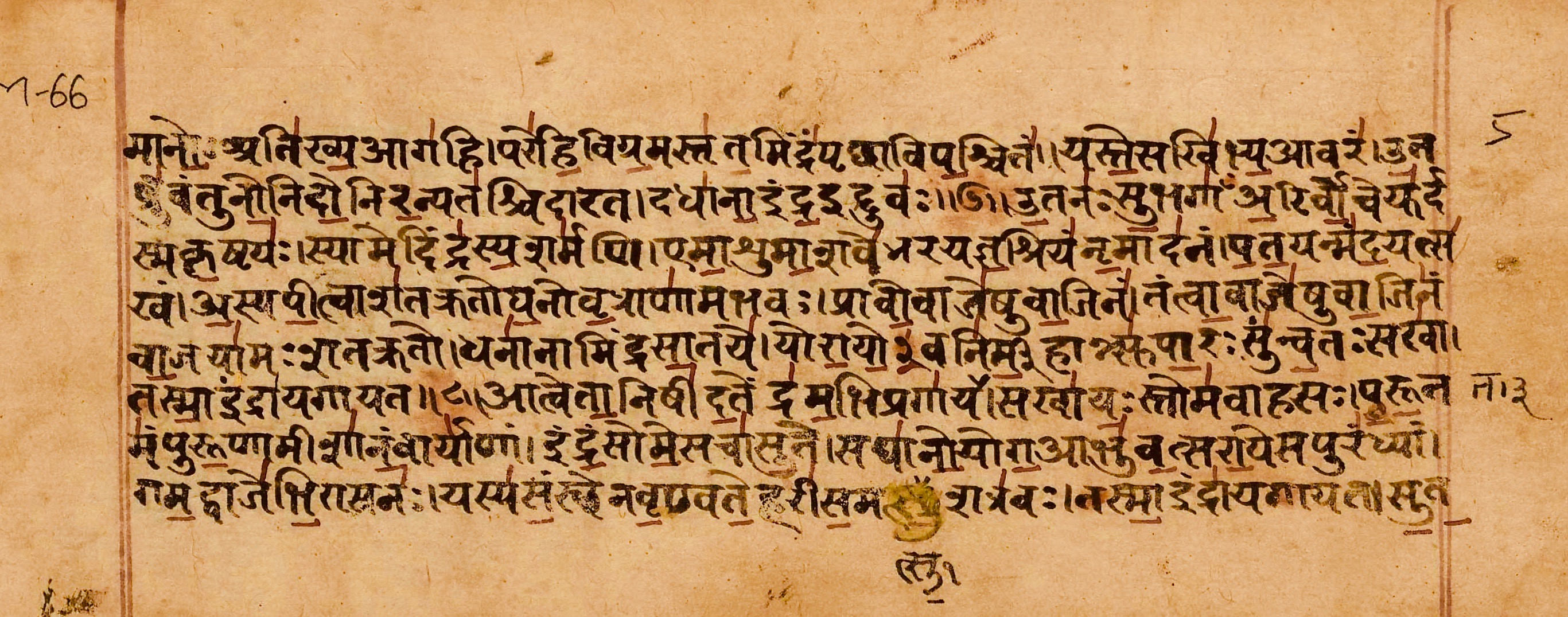
산스크리트어로 된 리그베다 페이지

로이는 리그베다에 나오는 비슈누의 세 걸음에 대한 구절들이 난쟁이 전설이 만들어진 핵심이라고 말한다. 그러나 리그베다는 비슈누를 난쟁이 또는 바마나로 묘사하지는 않는다. W. J. 윌킨스는 리그베다의 비슈누 걸음에 대해 '이 구절들에는 아마도 난쟁이 화신의 씨앗이 들어 있을 것'이라고 동의한다.
위에 인용된 구절들에 관하여, 일반적으로 '일곱 대륙' 또는 '지구의 지역'이 존재한다고 받아들여진다. A. 글루클리히는 '예를 들어, 마츠야 푸라나에는 세계의 7부분 지도가 있다... [그것은] 거대한 산인 메루산 (또는 마하 메루, 위대한 메루)이 서 있는 하나의 중심을 가지고 있다... 대륙들은 7개의 동심원 형태로 산을 둘러싸고 있다... 히말라야가 메루산의 대략적인 위치였던 것이 분명하다'고 덧붙인다.
비슈누의 세 걸음에 관하여 글루클리히는 바마나와 아수라 왕 발리에 대한 일부 전설에서 '첫 번째 [걸음]은 지구 전체를 덮었고, 두 번째는 대기권을 덮었으며, 세 번째는 하늘 전체를 측정했다'고 지적한다. M. 하우그는 리그베다의 아디트야 브라마나 (1.1.5)를 번역하면서 '세 가지 세계'는 종종 땅 (지구), 공기 (대기), 그리고 하늘 (천국)을 의미한다고 명확히 한다. 따라서 세 걸음은 물리적 존재 전체를 포함한다 (비록 일부 푸라나 기록에서는 바마나가 두 걸음 만에 이를 달성한다). D. 구달은 또한 '세 가지 세계'가 상징하는 것에 대한 더 신비적인 해석을 브리하다란야카 우파니샤드가 제공한 대로 관련시키는데, 여기에는 마음, 말하기, 그리고 숨이 포함된다 (아래 우파니샤드 섹션 참조).
특히 뮤어는 '아다브야'가 '속일 수 없는 자'(위 그리피스 제공)로 번역될 수 있지만, '정복할 수 없는 보존자'로도 번역될 수 있다고 언급하며, '나중에 트리무르티에서 비슈누가 우주의 보존자로서 탁월한 역할을 하게 된 사상은 이 구절에서 유래했을 가능성이 있다'고 지적한다.

#### 아이타레야 브라마나
인드라스 차 비슈노 야드 아파스프리데탐 [리그베다 6.69.8]이라는 말은 인드라와 비슈누가 아수라들과 싸웠음을 암시한다. 그들을 물리친 후, 그들은 그들에게 "우리가 나누자!"고 말했다. 아수라들은 그 제안을 받아들였다. 그러자 인드라는 "비슈누가 세 걸음을 내딛는 모든 것이 우리의 것이며, 나머지 부분은 너희의 것이다."라고 말했다. 그리고 인드라는 이들 (세 세계)을 통과하고, 베다를 넘어, (마지막으로) 바크를 넘어섰다.— 마르틴 하우그 번역 (1922) 아이타레야 브라마나, 6권 3장 15절 (275쪽)

비슈누가 데바 (힌두교)들을 위해 아수라들로부터 세 걸음으로 세 세계를 얻는다는 개념은 아디트야 브라마나에 명확히 설명되어 있다. 인드라와 비슈누가 아수라들과 싸우는 것에 대한 리그베다 삼히타 구절 (6.69.8)은 '너희 둘은 정복했으니, 결코 정복당하지 않았다: 둘 중 어느 누구도 패배한 적이 없다. 너희 인드라-비슈누는 싸웠을 때, 이 무한한 것을 세 부분으로 만들어냈다'고 말한다.
호타르 베다 제사장이 그 구절(탄 보 마호)을 반복하면, 비가 오는 것을 막을 것이다. 파르잔야는 비를 다스리는 권능을 가지고 있기 때문이다(하지만 그 구절에는 그에 대한 암시가 없다). 하지만 그가 핀반티 아포 구절을 반복한다면, 그 구절에는 비를 언급하는 파다(세 번째 아티암 나 미헤)와 마루타를 언급하는 파다(비와 함께 오는 폭풍, 첫 번째 파다에 있음)가 있으며, 비니안티("그들이 가져간다")라는 단어는 비슈누를 지칭하며, 그의 특징은 비차크라메, 즉 그가 (우주를 세 번) 걸었다고 한다. 이 의미는 비니안티라는 용어에도 함축되어 있으며, (또한 그 안에는) 바지에("전리품을 실은")라는 단어가 있어 인드라를 지칭한다(그러면 비가 올 것이다).— 아이타레야 브라마나, 마르틴 하우그 번역 (1922), 3권 3장 18절 ('드하야스의 기원, 본질 및 의미에 대하여', 126–127쪽)

'루드라의 아들들'이라 불리는 마루타들은 리그베다 전체에 걸쳐 자주 언급되며, 위 인용문과 관련하여 비를 내리는 역할(1.38.7)을 한다. 인드라는 비의 신이며, 아디트야 브라마나에 명시된 바와 같이 '비는 음식을 준다'(2.5.41; 106쪽). 이는 아이타레야 아란야카 (아란야카 2, 아디트야 3)에서 "데바들의 씨앗은 비다. 비의 씨앗은 약초다. 약초의 씨앗은 음식이다"라고 상세히 설명된다. 또한, 바가바드 기타에서 크리슈나는 '모든 살아있는 몸은 비로 인해 생산되는 곡물로 생존한다. 비는 야즈나의 수행으로 생산된다'(3.14)고 말한다.

### 사마베다
| 사마베다 | 참조              | 참조                                                     | 주석                   |
| -------- | ----------------- | -------------------------------------------------------- | ---------------------- |
| 사마베다 | 삼히타            | 1부: 3권 1장 2부 9절 (3.1.2.9); 2부: 8권 2장 5부 (8.2.5) | 리그베다 1.22에서 유래 |
| 사마베다 | 판차빔사 브라마나 | 비슈누: XII.13.22, XX.3.2; 발리 (공물): XV.7.4           |                        |

#### 삼히타
이 모든 세상을 비슈누가 걸어갔으니: 세 번 발을 디뎠고, 그 모든 것이

그의 발자취 먼지 속에 모였도다.

비슈누, 그 수호자, 그를 속일 자 없는 그는 세 걸음을 내디디셨으니, 그 후로

그의 높은 칙령을 확립하시도다.— 사마베다, R. T. H. 그리피스 번역 (1895), 2부, 8권, 2장, 5부, 1-2절

번역가 랄프 T. H. 그리피스는 사마베다 서문에서 '리그베다에서 주로 가져온 찬송가, 찬송가의 일부, 그리고 독립된 구절들로 구성되어 있다'고 말한다. 위에 인용된 사마베다 찬송가는 예를 들어 리그베다 찬송가 1.22에서 직접 가져온 것이다.

#### 판차빔사 브라마나
프라자파티는 (가축) 동물들(소들)을 창조했다. 이들은 창조된 후 그를 떠났다. 그는 아그니스토마를 통해서도, 우크타(땅)를 통해서도, 소다신을 통해서도, 밤(의례)을 통해서도, 황혼(의례)을 통해서도, 아슈비나(샤스트라)를 통해서도 그들에게 도달하지 못했다. 그들에 대해 그는 아그니에게 말했다; '너는 나를 위해 이들을 잡으려 노력하라'. 아그니는 (첫 번째 추가 찬양:) 아홉 구절 스토마, 자라보다리아(-사만)를 통해서 그들에게 도달할 수 없었다... 그는 비슈누에게 그들에 대해 말했다: '너는 나를 위해 이들을 잡으려 노력하라'. 비슈누는 (네 번째 추가 찬양) 스물한 구절 스토마를 통해, 바라반티야(-사만)를 통해 그들에게 도달했고, 그는 그들을 (더 이상 나아가지 못하도록) 제지했다 (아바라야타): '여기 비슈누가 걸었다'라는 구절로, 그는 걸었다.— 판차빔사 브라마나, W. 칼란트 번역 (1931), 20장, 3.2

위 인용문인 판차빔사 브라마나에 나오는 '스토마'와 '사만'이라는 용어는 사마베다와 같은 만트라와 찬송가를 의미한다.
자이미니야 브라마나에는 비슈누의 발걸음을 생략하지만 바라반티야 사만을 '가축을 원하는 자는 바라반티야 사만을 사용해야 한다. 프라자파티가 동물들을 창조했다. 창조된 동물들은 그에게서 도망쳤다. 바라반티야 사만을 통해 그는 그들을 붙잡았다. 그가 그들을 붙잡았기 때문에(아바라야트) 바라반티야는 바라반티야라고 불린다. 바라반티야를 아그니스토마 사만으로 사용하는 것은 동물들이 존재하고 도망가지 않도록 하기 위함이다.'라고 설명하는 유사한 구절(1.3.3.2; 또한 사마베다에 있음)이 있다.
타이티리야 삼히타 5.5.8 (흑 야주르베다)에서 바라반티야는 또한 '프라자파티가 아그니를 창조했다; 그[아그니]는 창조되자 그에게서 떠났다; 그[아그니]를 그[프라자파티]는 바라반티야로 제지했고, 그래서 바라반티야라는 이름이 붙었다. 치아타로 그는 그를 응고시켰고, 그래서 치아타라는 이름이 붙었다. 그가 바라반티야로 존경할 때, 그는 그를 제지하고, 치아타로 그는 그를 응고시킨다.'라고 설명된다.
비슈누의 걸음은 따라서 동물이 제사에서 도망치는 것을 제지하는 것과 관련하여 언급된다 (종종 의식에서 쌀떡 및 기타 식물 또는 우유 기반 식품이 상징적으로 희생되고, 실제로 표현되는 동물들은 해를 입지 않는다). 비슈누의 걸음에 의해 제지당한다는 이 생각은 발리가 바마나 전설에서 종종 제지되거나 묶이는 것과 연결될 수 있다.

### 야주르베다
| 야주르베다 | 참조          | 참조                | 참조 | 주석                                                                   |
| ---------- | ------------- | ------------------- | --- | ---------------------------------------------------------------------- |
| 야주르베다 | 슈클라 (백)   | 바자산네이 삼히타   | 2.25, 5.15, 16.30 | 2.25는 SB 1.9.3에 자세히 설명된 야즈나의 '비슈누 걸음' 동안 낭송된다.  |
| 야주르베다 | 슈클라 (백)   | 샤타파타 브라마나   | 비슈누: 1.2.5, 1.9.3, 2.3.1.12; 발리 (공물): 1.3.2.15, 1.5.3.18, 1.6.3.17, 11.2.6.14 | 1.9.3은 바자산네이 삼히타 2.25의 공식을 사용한다.                      |
| 야주르베다 | 크리슈나 (흑) | 타이티리야 삼히타   | 비슈누: 칸다 1: (걸음) 2.13.i, 3.4.d, 3.6, 6.5, 7.5, 7.6, 7.7, 8.10, 8.15; (난쟁이) 8.1, 8.8, 8.17; 칸다 2: (난쟁이) 1.3, 1.5, 1.8; (걸음) 4.12, 6.12; 칸다 3: (걸음) 2.6, 2.10, 2.11, 5.3; 칸다 4: (걸음) 2.1, 2.9; (난쟁이) 5.5; 칸다 5: (걸음) 2.1, 6.16; 칸다 6: --; 칸다 7: -- | '칸다 1: 2.13.i'는 '칸다 1, 프라파타카 2, 섹션 13, 구절 i'를 의미한다. |
| 야주르베다 | 크리슈나 (흑) | 타이티리야 삼히타   | 발리 (공물): 칸다 1: 6.2 | '칸다 1: 2.13.i'는 '칸다 1, 프라파타카 2, 섹션 13, 구절 i'를 의미한다. |
| 야주르베다 | 크리슈나 (흑) | 타이티리야 브라마나 | 비슈누: 1권: 1.2.5.1; 2권: 2.4.3.10; 발리 (세금 / 공물): 2권: 2.7.18.3 |                                                                        |

#### 백야주르베다: 바자산네이 삼히타
땋은 머리를 한 자에게 경배를, 면도한 머리를 한 자에게 경배를! 천 개의 눈을 가진 자와 백 개의 활을 가진 자에게 경배를!

산에 사는 자와 시피비슈타에게 경배를! 가장 관대한 자, 화살로 무장한 자에게 경배를!

키가 작은 자에게 경배를, 난쟁이에게 경배를, 거대한 자와 성인에게 경배를! 성장한 자와 성장하는 자, 가장 앞선 자와 첫째에게 경배를.

빠른 자에게 경배를, 활동적인 자에게 경배를, 성급한 자와 빠르게 움직이는 자에게 경배를! 파도 속에 사는 자에게, 고요한 물 속에 사는 자에게, 강과 섬에 사는 자에게 경배를.— 바자산네이 삼히타, 랄프 T.H. 그리피스 번역 (1899), 16권, 29-31절

위 인용문에 관하여 아이얀가르는 긴 (즉, 땋은) 머리는 무니를, 면도한 머리는 '산냐신 계율의 금욕주의자'를 나타낸다고 말한다. 로이는 '야주르베다의 사타루드리야 찬송가 [즉, 위에 인용된 바자산네이 삼히타, 16권]에서 루드라가 바마나로 언급된다. 루드라는 아르드라 성군을 주관한다고 하며, 따라서 별을 의미하는 것으로 이해될 수 있다'고 주장한다.
하지만 위에 인용된 구절에 나오는 '천 개의 눈을 가진 자' (즉, 푸루샤, 아래 하리밤사의 바마나에 대한 두 번째 설명을 보라), '산에 사는 자' (예: 위 리그베다 1.154), 그리고 '시피비슈타'라는 용어는 모두 비슈누에게도 적용된다. 또한 바자산네이 삼히타에 딸린 샤타파타 브라마나는 난쟁이로서의 비슈누 전설을 다루며, 루드라/시바를 다루지 않는다. 어쨌든 푸라나에는 비슈누와 시바가 모두 브라만-난쟁이로 화신하는 전설이 있으며, 위에 인용된 찬송가는 핵심 요소들을 제공한다: 브라만, 난쟁이, 그리고 성장의 개념.

#### 백야주르베다: 샤타파타 브라마나
프라자파티에서 태어난 신들과 아수라들은 모두 우월성을 놓고 다투고 있었다. 그러자 신들이 패배했고, 아수라들은 '이 세상은 틀림없이 우리만의 것이다! 그러므로 이 세상을 우리끼리 나누자; 그리고 나눈 후, 그 위에서 살자!'라고 생각했다. 그들은 이에 따라 황소 가죽으로 서쪽에서 동쪽으로 세상을 나누기 시작했다.

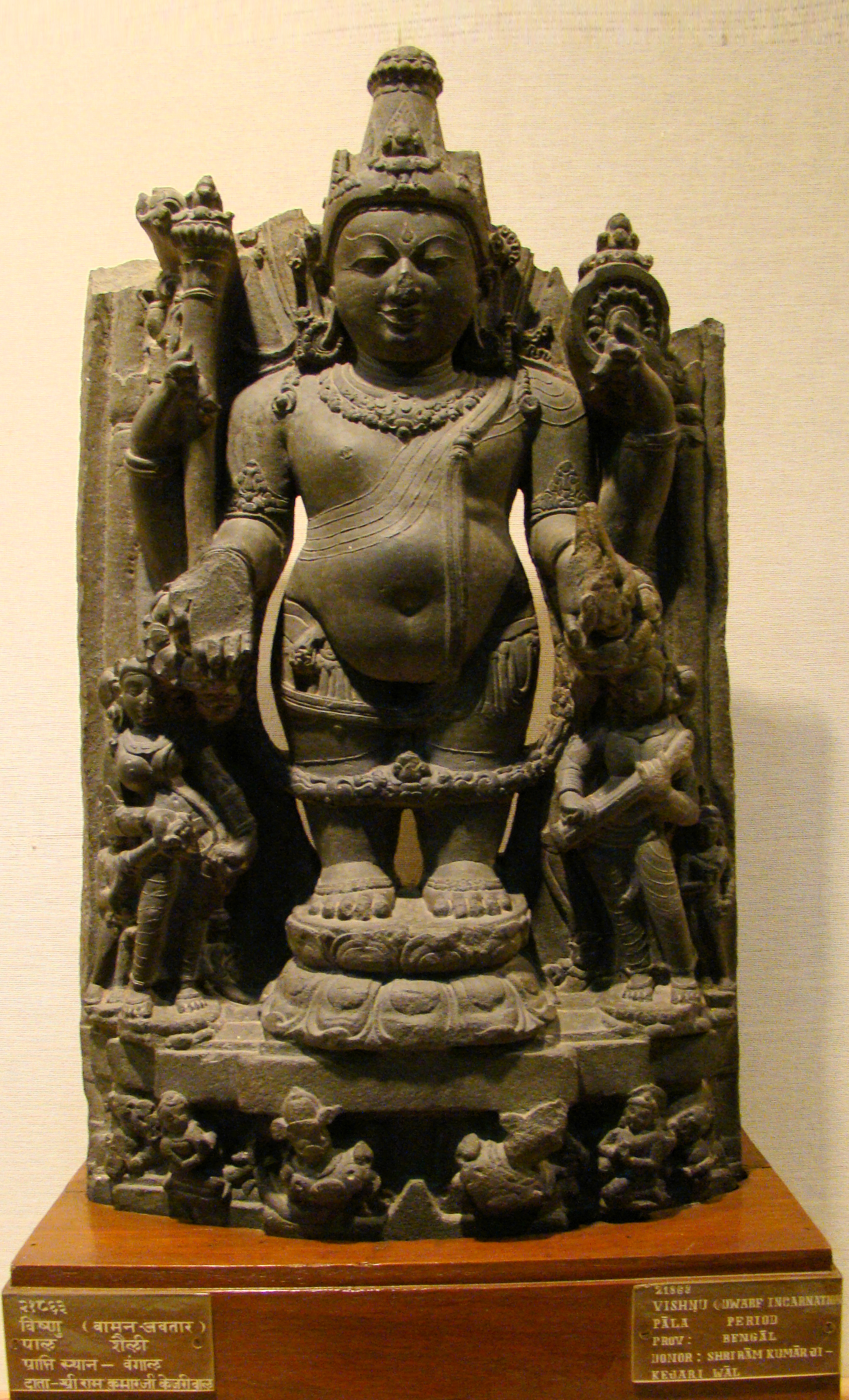
비슈누 난쟁이 화신 (바마나), 팔라 시대, 벵갈 – BHU 박물관

신들은 이 소식을 듣고 말했다: '아수라들이 실제로 이 땅을 나누고 있구나: 자, 아수라들이 나누고 있는 곳으로 가자. 만약 우리가 아무런 몫도 얻지 못한다면 우리에게 무슨 일이 생길까?' 바로 이 제사를 (형태로 한) 비슈누를 선두에 세우고, 그들은 (아수라들에게) 갔다. 그리고 그들은 말했다: '우리도 너희와 함께 이 땅을 나누어 갖자! 그 일부가 우리의 것이 되게 하라!' 아수라들은 다소 마지못해 대답했다: '이 비슈누가 누워 있는 만큼만, 그 이상은 안 된다, 우리가 주겠다!'

이제 비슈누는 난쟁이였다. 그러나 신들은 이에 기분 나빠하지 않고 말했다: '제사만큼의 크기를 준 그들이 우리에게 참으로 많은 것을 주었구나' ... 이렇게 그를 세 (세) 면에서 에워싸고, 동쪽에 아그니 (불)를 놓은 후, 그들은 그 (또는 그, 즉 비슈누, 제사)와 함께 예배하고 수고했다. 그로 인해 그들은 이 모든 땅을 얻었다...—  샤타파타 브라마나, 줄리우스 에겔링 번역 (1900), 칸다 1, 아디트야 2, 브라마나 5, 1–7절

뮤어는 샤타파타 브라마나에 나오는 이 전설에 대해 '비슈누는 난쟁이로 묘사되며, 제사의 형태로 온 세상을 정복했다... [이것은] 난쟁이 [즉, 바마나] 화신 이야기의 씨앗을 담고 있다'고 말한다. 이 전설은 다르샤푸르나마셰시티, 또는 '초승달과 보름달 제사'와 관련하여 주어진다. 번역가 줄리우스 에겔링은 (주어진 링크의 각주 59:1) 위에 인용된 전설이 '단일 선으로 제단의 세 면을 나무 칼 [사타스파얌이라는 제기]로 그어 처음으로 둘러싸는 푸르바-파리그라하를 나타낸다'고 말한다. 그는 또한 (증명할 수는 없다고 인정하면서도) 비슈누의 크기가 '저녁에 난쟁이 크기로 줄어드는 햇빛을 나타내며, 이는 데바들에게 남겨진 유일한 보존 수단'이라고 추정한다.
그는 이제 (세) 비슈누 걸음을 내딛는다. 제사를 지내는 자는 확실히 신들을 기쁘게 한다. 릭스 [리그베다의 구절들], 야구스 [야주르베다의 구절들], 그리고 공물을 통해 그 제사로 신들을 기쁘게 함으로써, 그는 그들 가운데 몫을 얻는다; 그리고 그들 가운데 몫을 얻으면, 그는 그들에게 간다.

그리고 그가 비슈누 걸음을 내딛는 또 다른 이유는 다음과 같다; 비슈누는 진정으로 희생이며, (vi-kram) 걸음으로 신들을 위해 지금 그들에게 속한 그 모든 것을 아우르는 힘 (vikrânti)을 얻었다. 그의 첫 걸음으로 그는 바로 이 (땅)을 얻었고, 두 번째로 이 공중 공간을 얻었으며, 마지막 (걸음)으로 하늘을 얻었다. 그리고 비슈누는 희생으로서 그의 걸음으로 그 (희생자)를 위해 바로 이 아우르는 힘을 얻는다: 이런 이유로 그는 비슈누 걸음을 내딛는다. 이제 대부분의 (존재)는 바로 이 (땅)에서 (위로) 간다...—  샤타파타 브라마나, 줄리우스 에겔링 번역 (1900), 칸다 1, 아디트야 9, 브라마나 3, 8-9절

리그베다에 언급된 비슈누의 걸음에 직접적으로 관련된 이 지시는 다르샤푸르나마셰시티, 즉 '초승달과 보름달 제사'와 관련하여서도 주어진다. 비슈누의 세 걸음은 난쟁이 비슈누 전설과 직접적인 관련이 없다. 대신, 그들은 제물을 바치는 땅을 성화하기 위한 희생 의식 (예: 라크샤사 또는 '악마'를 쫓아내고 그들 자신의 힘을 공고히 하기 위해)과 관련하여 언급된다.
이제 해가 진 후에 저녁에 공양을 드리면, 그는 '나는 이 생명 주는 즙을 신들에게 바칠 것이다: 우리는 그들에게 속한 이것으로 살아간다'고 생각한다. 그리고 그가 나중에 저녁 식사를 할 때, 그는 공양의 남은 것을 먹고, 그 중 공물 부분(발리)이 사방에 배분되었다; 아그니호트라를 수행하는 자는 공양의 남은 것만을 먹기 때문이다.—  샤타파타 브라마나, 줄리우스 에겔링 번역 (1900), 2권, 3장, 1브라마나, 12절

이 인용문은 '발리'가 아그니호트라와 같은 의식에서 공물 또는 희생 제물을 지칭하는 데 사용됨을 보여준다. '발리'가 세금을 지칭하는 데 사용되는 것과 결합하여 (아래 타이티리야 브라마나 참조), 이 의미들이 발리가 제사를 거행하고 희생 제물(예: 난쟁이-브라만이 요청하는 세 걸음의 땅)을 바치는 것을 좋아했던 왕이라는 것과 연결될 가능성이 있어 보인다.

#### 흑야주르베다: 타이티리야 삼히타
신들과 아수라들은 이 세계를 놓고 다투었다; 비슈누는 이 난쟁이를 보고, 그 자신의 신에게 바쳤다; 그리고 그는 이 세계들을 정복했다. 싸움에 참여하는 자는 난쟁이 (짐승)를 비슈누에게 바쳐야 한다; 그러면 그는 비슈누가 되어 이 세계들을 정복한다.— 타이티리야 삼히타, 아서 베리에데일 키스 번역 (1914), 2권, 1프라파타카, 3절

위에 인용된 타이티리야 삼히타의 구절에 따르면, 비슈누를 위한 희생 제물은 난쟁이 동물이다 (또한 1.8.1 (황소), 1.8.8, 1.8.17에서도 언급된다). D.A. 소이퍼는 '이 모든 것에 내재된 연결 고리는 다음과 같다: 비슈누의 세 걸음은 세상을 되찾는다 - 난쟁이로서 비슈누는 세 걸음을 걷는다 - 난쟁이 동물을 비슈누에게 바쳐 이 세 걸음의 힘을 얻는다'고 말한다.

#### 흑야주르베다: 타이티리야 브라마나
그러면 왕은 두 드바다샤 스트로트라와 두 차투르빔샤를 낭송한다. 그러면 크샤트라 권능이 그에게 아주 잘 나타나고 (우드비드얌), 그러면 시민들은 왕에게 세금(발리)을 쉽게 가져온다.— 타이티리야 브라마나 (2권), R.L. 카샤파 번역 (2017), 아스타카 2, 프라파타카 7, 아누바카 18, 칸디카 3 (377쪽)

이 인용문은 '발리'가 왕에게 납부되는 세금을 지칭하는 데 사용됨을 보여준다. 이는 발리의 인물이 (아수라들의) 왕으로서 — 또한 '희생 제물 또는 공물'의 다른 의미와 일치하게 — 희생을 거행하고 (난쟁이-브라만들이 요청하는 땅과 같은) 희생 제물을 바치는 것을 좋아했다는 것과 연결될 가능성이 있어 보인다.

### 아타르바베다
| 아타르바베다 | 참조   | 참조                                               | 주석 |
| ------------ | ------ | -------------------------------------------------- | --- |
| 아타르바베다 | 삼히타 | 비슈누: 7.26; 발리 (공물): 3.4.3, 11.1.20, 11.4.19 | 7.26은 리그베다 1.54에서 가져온 것이다. 11.1.20은 '발리-하라'를 사용한다; 11.4.19는 발리-흐리트를 사용하여 '공물'을 의미한다. |

## 우파니샤드

### 브리하다란야카 우파니샤드
이들은 세 가지 세계이다. 말하는 기관은 이 세계(지구)이고, 마음은 하늘이며, 생명력은 저 세계(천국)이다.

이들은 세 가지 베다이다. 말하는 기관은 리그베다이고, 마음은 야주르베다이며, 생명력은 사마베다이다.

이들은 신들, 마네스, 그리고 인간이다. 말하는 기관은 신들이고, 마음은 마네스이며, 생명력은 인간이다.

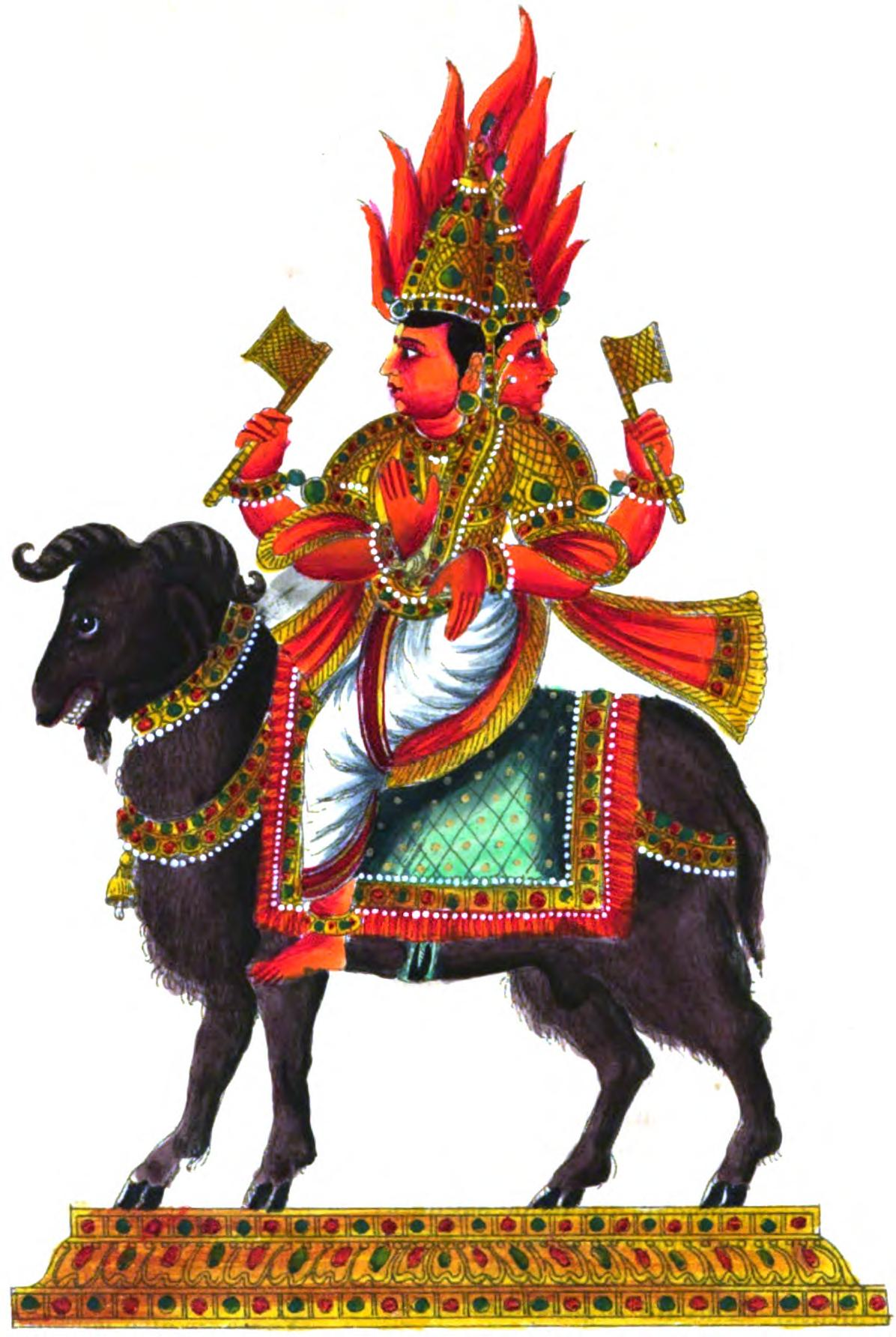
아그니, 불의 신.

이들은 아버지, 어머니, 그리고 자녀이다. 마음은 아버지이고, 말하는 기관은 어머니이며, 생명력은 자녀이다.— 브리하다란야카 우파니샤드와 샹카라차리야 주석 (스와미 마다바난다 번역, 1934), 5장, 4-7절

브리하다란야카 우파니샤드는 108 우파니샤드 중 주요한 묵햐 우파니샤드 중 하나이다. 샤타파타 브라마나의 마지막 책 (칸바 리센션; 이 문서는 위 섹션에서 마디얀디나 리센션을 인용하며, 이는 우파니샤드를 포함하지 않는다)에서, 이는 아트만에 대한 논문이며, 샹카라와 마드바차리야와 같은 인물들이 주석을 달았다.
이 슈루티 경전에 따르면, '세 가지 세계'의 개념은 단순히 물리적 실재 (즉, 땅, 대기, 하늘)만을 의미하지 않는다. 그것은 또한 다른, 즉 더 신비적인 의미를 가지며, 여기에는 말, 마음, 그리고 생명력이 포함된다. 따라서 바마나가 두세 걸음으로 세 가지 세계를 가로지른다는 전설도 더 신비적인 의미를 가질 수 있으며, 브리하다란야카 우파니샤드가 제공하는 의미는 판차 부타 (힌두교 고대 원소)와 같은 확립된 베다 개념과 일치하는 것으로 보인다. 예를 들어, 위에 인용된 우파니샤드에 따르면, 땅에 디딘 첫 걸음은 말하는 기관('바크' 또는 '박')을 나타낸다. 다른 권위 있는 - 슈루티 출처를 포함하여 - 출처에 따르면, 첫 걸음, 땅, 그리고 말은 모두 아그니 (불의 신; 불 제단은 제사의 핵심 구성 요소이다)에 의해 표현된다:
- 사야나는 땅에 디딘 첫 걸음이 아그니에 의해 표현된다고 말한다 (위 참조).
- 타이티리야 삼히타 (흑 야주르베다) 1.7.11은 '아그니는 한 음절로 말을 얻었다'[80] (2.1.4 또한 숫자 셋의 상징적 중요성을 설명한다).[18]
- 샤타파타 브라마나 (백 야주르베다) 3.2.2.13은 '아그니는 말이다'라고 말한다.[81][82]

## 이티하사 (서사시)

### 마하바라타
| 마하바라타 | 참조 | 주석 |
| ---------- | --- | ---- |
| 마하바라타 | 3권 - 바나 파르바 - CII (102), CCLXX (270), CCCXIII (313); 6권 - 비슈마 파르바 - LXVII (67); 12권 - 샨티 파르바 - XLIV (44), CCVII (207), CCCXL (340), CCCL (350); 13권 - 아누사사나 파르바 - XVII (17), CIX (109), CXXVI (126), CXLIX (149); |      |
| 마하바라타 | 번역은 키사리 모한 강굴리가 했다. (달리 명시되지 않은 경우) |      |

그때 그 강력한 야수들의 왕, 인간-사자 나라심하는 공중으로 도약하여 날카로운 발톱으로 다이티야 히란야카시푸를 즉시 두 조각으로 갈랐다. 그리고 숭배받는 연꽃 눈을 가진 위대한 광채의 주님은 모든 생명체의 안녕을 위해 다이티야 왕을 이렇게 죽인 후, 다시 카샤파의 아들로서 아디티의 태 안에 태어났다. 그리고 천 년이 지난 후에 그녀는 그 초인적인 잉태를 해산했다. 그리고 그때 비를 머금은 구름의 색을 띠고 밝은 눈과 난쟁이 체구를 가진 그 존재가 태어났다.

그는 금욕주의자의 지팡이와 물통을 손에 들고 있었고, 가슴에는 머리카락 컬의 상징 슈리바차 표식이 있었다. 그리고 그 숭배받는 존재는 엉성한 머리카락과 제사용 실을 착용했으며, 그는 강하고 잘생겼고 광채로 빛났다. 그리고 그 존재는 다나바의 왕 발리의 제사터에 도착하여 브리하스파티의 도움으로 제사 모임에 들어갔다. 그리고 그 난쟁이 몸을 가진 존재를 보자, 발리는 매우 기뻐하며 그에게 말했다. '오 브라만이여, 만나서 기쁘오! 무엇을 원하오?' 발리의 말을 들은 난쟁이 신은 미소 지으며 대답했다. '그리 되리라! 오 다나바의 주인이여, 내게 세 걸음의 땅을 주시오!' 그리고 발리는 무한한 힘을 가진 그 브라만이 요구한 것을 주기로 동의했다. 그리고 그가 요구한 공간을 걸음으로 측정하는 동안. 하리는 놀랍고 특별한 형상으로 변했다. 그리고 단 세 걸음으로 그는 이 무한한 세상을 즉시 덮었다. 그리고 그 영원한 신, 비슈누는 그것을 인드라에게 주었다. 방금 그대에게 말한 이 이야기는 '난쟁이의 화신'으로 유명하다. 그리고 그로부터 모든 신들이 태어났고, 그 후에 세상은 바이슈나바라고 불리거나 비슈누에 의해 가득 차 있다고 한다. 그리고 악인을 파괴하고 종교를 보존하기 위해, 그는 야두 족속의 사람들 가운데서 태어났다. 그리고 숭배받는 비슈누는 크리슈나라고 불린다.— 마하바라타 (키사리 모한 강굴리 번역, 1883-1896), 3권, 바나 파르바, 270장

브야사에게 귀속되는 마하바라타는 힌두교 전설의 두 서사시 중 하나이다. 특히 마하바라타의 18권(파르바) 중 여섯 번째(비슈마 파르바라고 불림)는 바가바드 기타로, 크리슈나 (마하바라타 자체에 의해 입증된 바와 같이 비슈누/하리와 동의어)의 가르침을 담고 있다. 바마나에 대한 주요 이야기는 위에서 세 번째 책인 바나 파르바의 270장에서 전문으로 인용되었다. 인용된 다른 모든 참조는 이 전설에 대한 간략한 언급이거나 바마나와 관련하여 얻을 수 있는 축복과 같은 보충 정보이다.
특히 J. 멜튼과 C. A. 존스와 같은 학자들은 '고대 쌀 수확 축제인 오남은 이제 인도 서사시 마하바라타에 나오는 마하발리 왕의 이야기와 연결되어 있다... 비슈누는 마하발리의 헌신에 감명받아 [발리]에게 매년 한 번 옛 신민들을 다시 방문할 수 있는 은혜를 주었다'고 말한다. 그러나 참조가 제공되지 않았으며 마하바라타(적어도 키사리 모한 강굴리의 번역에서는)에서 그러한 이야기는 발견되지 않았다. 다른 주목할 만한 세부 사항은 다음과 같다:
- 리그베다 (즉, 비슈누의 세 걸음)를 언급하며, '그는 위대한 멧돼지이다. 그는 위대한 인간-사자이며, 그는 세 걸음의 주님이다' (6권, 비슈마 파르바, LXVII)라고 명시되어 있다.
- 아디티는 데바들을 (바마나 포함) 낳았고, 디티는 아수라들을, 다누는 다나바들을 낳았다; 모두 카샤파의 아내들이다 (12권, 샨티 파르바, CCVII).
- 크리슈나는 선인 나라다에게 자신의 화신들, 특히 바마나에 대해 알리면서 '베다는... 사트야 유가 (황금 시대)에 나에 의해 재창조되었다. 그것들은 다시 사라졌거나 푸라나에서 여기저기 부분적으로만 들릴 수 있다'고 말한다 (12권, 샨티 파르바, CCCXL).
- 아샤다 달 열두 번째 날에 단식하고 난쟁이 (아수라 왕 발리를 속인 자)로서의 크리슈나를 숭배함으로써, 나라메다 희생의 공덕을 얻고 압사라들과 함께 행복하게 지낼 수 있다고 명시되어 있다 (13권, 아누사사나 파르바, CIX).
- 비슈누는 '체구가 난쟁이인 브라만이나, 물에서 막 올라와 머리에 강둑에서 가져온 진흙을 얹은 멧돼지를 보는 자는 결코 어떤 악과도 마주하지 않을 것이다. 그들은 모든 죄에서 벗어날 것이다' (13권, 아누사사나 파르바, CXXVI)라고 말한다.

#### 하리밤사
| 하리밤사 | 참조 | 주석 |
| -------- | --- | --- |
| 하리밤사 | 1부: LXXVII (77), LXXX (80), CV (105), CCXVIII (218), CCXIX (219), CCXXXVI (236); 2부: 바비샤 파르바: XXVII (27), XL-XLVI (40-46); | 마하바라타의 부록으로 여겨지는 하리밤사에는 두 가지 버전이 있다. 첫 번째는 세 부분으로 나뉜 더 짧은 '비판적 판본'으로, 데브로이가 번역했다. 두 번째는 두 부분으로 된 더 긴 (아마도 축약되지 않은) 버전이다. 이 문서는 더트 번역을 참조했으며, 다사 번역도 있다. |

##### 첫 번째 이야기
난쟁이의 모습으로 비슈누는 히란야카시푸의 후손에게 세 [발자취]를 놓을 땅을 구걸하여 받아들였다. 후에 영원한 비슈누는 세 발자취로 세 세계를 침공하고 천상의 형상을 취했다.— 하리밤사 (만마타 나트 더트 번역, 1897), 바비샤 파르바, 27장, 11-16절

첫 번째 이야기는 단 한 장(바비샤 파르바: XXVII / 27)으로 구성되어 있다. 다이티야 발리가 인드라와 데바를 정복한 후, 슈크라가 주재하고 '금욕주의 서약을 지키고 베다에 능통한 많은 브라만들이' 참여하는 라자수야 제사를 거행한다. 이 제사에서 사라스바티가 나타나 발리에게 은총을 베푼다. 그런 다음 바마나가 태어나 세 발자취로 발리에게서 세 세계를 빼앗고 인드라를 권좌에 복귀시키며 '다이티야들은 저승으로 들어갔다'. 발리는 '암브로시아'를 바쳐 데바들을 기쁘게 했고, 그리하여 '죄를 벗고 불멸하게 되었다'.

##### 두 번째 이야기
| 거기서 닥샤와 다른 조상들, 프라체타, 풀라하, 두 번 태어난 자들 중 가장 뛰어난 마리치, 브리구, 아뜨리, 바시스타, 가우타마, 그리고 나라다가 그를 숭배하고 있었다. 학습, 마음, 하늘, 불, 물, 땅, 소리, 촉각, 형태, 맛, 냄새, 이러한 감각의 대상들, 위대함의 원리, 네 가지 베다... | 거기서 존경받는 브라만들, 닥샤, 프라체타스, 풀라하, 마리치, 브리구, 아뜨리, 바시스타, 가우타마 그리고 나라다. 학문, 하늘, 바람, 빛, 물, 땅, 소리, 촉각, 형태, 맛, 냄새, 자연, 현현, 그리고 위대한 원인, 네 가지 베다... |
| —하리밤사 (더트 번역, 1897), 바비샤 파르바, 42장, 28-47절 | —바마나 푸라나 (굽타 번역, 1968), 3장, 27-29절 |

바마나 전설에 대한 두 번째 이야기는 마츠야 푸라나와 바마나 푸라나의 이야기와 매우 유사하다. 위에 바마나 푸라나와 비교하여 나타난 바와 같이, 다른 번역본과 다른 텍스트임에도 불구하고 심지어 단어 선택에서도 강한 유사성이 있다. 따라서 이 세 텍스트가 공통된 출처를 공유하거나, 더 가능성 있게는 (바가바타가 나중에 쓰였다는 가정 하에) 그 중 하나에서 파생되었을 가능성이 높다.
주님이 카샤파의 아들로 태어났을 때, 그는 불공정한 날의 구름처럼 피처럼 붉은 눈을 가졌고 난쟁이의 형태였다. 그의 가슴에는 슈리바차의 신비로운 표식이 있었다. 압사라들은 확장된 눈으로 그를 바라보았다. 그의 광채는 하늘에서 동시에 떠오르는 천 개의 태양과 같았다. 그 아름다운 주님은 부르, 부바 및 다른 로카의 지지자였고, 높은 어깨와 깨끗한 머리카락을 가졌으며, 경건한 자들의 피난처였고, 불의한 자들에게는 피난처를 제공하지 않았다.— 하리밤사 (만마타 나트 더트 번역, 1897), 바비샤 파르바, 44장, 30-42절

바마나에 대한 두 번째이자 주요 이야기는 7장(바비샤 파르바: XL-XLVI / 40–46)으로 구성되어 있다. '마리치의 잘 차려입은 아들 카샤파는 프라자파티의 두 자매인 디티와 아디티와 결혼했다'. 아디티는 12계급의 천상 존재들/아디트야들/수라들(예: '인드라'는 신의 직위나 계급의 이름이지 개인이 아니다)을 낳았고, 디티는 히란야카시푸를 포함한 악마들/다이티야들/아수라들을 낳았다. 히란야카시푸가 나라심하 화신에 의해 파괴된 후, 고귀한 발리는 아수라들의 왕으로 즉위했다 (XL). 인드라와 수라들을 물리친 후, 발리는 락슈미에게 축하를 받았다 (XLI).
데바들은 어머니 아디티의 은둔처에서 피난처를 찾는다. 그녀는 인드라에게 '너와 모든 불멸자들은 비로차나의 아들 발리를 죽일 수 없다. 오직 천 개의 머리를 가진 푸루샤만이 그를 죽일 수 있고 다른 누구도 그럴 수 없다'고 말한다. 데바들과 아디티는 카샤파에게 접근하고, 카샤파는 인드라의 왕위를 회복하려는 그들의 소원에 동의하며 그들을 브라흐마로카의 천상 거처로 데려가 브라흐마와 이야기한다. 브라흐마는 그들에게 비슈누를 찾으라고 조언하고, 그들은 '우유 바다의 북쪽 강둑... 암리타라고 불리는 그곳에 도달하여 수라들은 카샤파와 함께 천 개의 눈을 가진 지적인 요기 나라야나를 기쁘게 하기 위해 수년간 어려운 고행을 수행하기 시작했다' (XLII).
비슈누는 데바들의 고행에 기뻐하여 카샤파의 요청에 응해 인드라의 '남동생으로 태어나, 친족들의 기쁨을 항상 증진시키고, 나와 아디티의 아들이 되겠다'고 약속한다. 은둔처로 돌아온 데바들은 '성인들로 가득 찬 곳에서 베다 공부에 몰두하며 아디티의 잉태를 기다렸다'. 천 년간의 임신 끝에 아디티는 '데바들의 보호자이자 아수라들의 파괴자'인 바마나를 낳는다 (XLIII). 데바들의 칭송과 찬양을 받은 바마나는 발리의 말 제사에 리쉬 브리하스파티와 함께 참석하기로 동의하며, 그곳에서 '세 세계를 되찾기 위해 적절하다고 생각하는 일을 할 것'이라고 말한다.
제사에서 바마나는 '소년의 모습을 취하고, 연기 나는 눈을 가졌으며, 잘 다듬은 제사용 실과 사슴 가죽을 입었다. 그는 손에 우산과 지팡이를 들고 있었다. 나이는 어리지만 노인처럼 보였다'. 발리에게 나타난 바마나는 '놀라운 언변으로, 베다에 명시되어 있지만 누구에게도 보이지 않는 이유와 논증으로 자신을 발리에게 제사와 동일시하는 존재로 묘사했다'. 놀란 발리는 바마나에 대해 묻고 그가 무엇을 원하는지 물었다 (XLIV). 아슈바메다 제사의 세부 사항과 장점을 설명한 후, 바마나는 세 걸음의 땅을 요청하기 전에 발리가 슈크라로부터 '그에게 어떤 선물도 약속하지 마라... 그는 위대한 주님 하리이다. 마야를 통해 난쟁이의 모습을 취하여 데바의 왕을 위해 너를 속이려고 여기에 왔다'는 경고를 받는다.
제사의 주님이 직접 참석한 것에 기뻐한 발리는 슈크라와 그의 할아버지 프라흘라다의 항의를 거부하고 바마나에게 세 발자국의 땅을 선물하는데, 바마나는 즉시 자신의 우주적인 형상을 드러낸다. 화가 난 다른 아수라들은 '불로 향하는 벌레들처럼' 바마나에게 접근한다 (XLV). 바마나는 거대한 형상으로 몸집을 불려 '디티의 모든 아들들을 손바닥과 발로' 박살낸다. 아수라 지도자들은 파괴되고, '세 발자국으로 소유한' 세 세계는 인드라에게 돌아가고, 발리는 '수탈라라고 불리는 땅 밑의 영역'을 할당받은 것에 기뻐한다. 발리는 또한 부적절한 제사와 맹세 없는 연구 등으로부터 혜택을 받을 수 있는 축복을 받는다. 비슈누는 세계를 나누고, 나중에 나라다와 가루다는 천상의 뱀에 묶인 발리와 비슈누에 대해 논한다 (XLVI).

##### 바라하 화신과의 연결점
- 특히, 말 제사(아슈바메다)는 '모든 제사 중 최고'이며, 이 '위대한 야즈나는 황금 뿔, 철제 굴레, 그리고 마음처럼 빠른 걸음을 가진 멧돼지의 형상을 하고 있으며, 풍부한 황금을 지니고 우주의 기원이며, 매우 신성하다'고 묘사된다. 이는 바라하 화신과 연결될 수 있다 (바비샤 파르바: XLV).
- 바마나 화신에게 세 세계를 빼앗기고 결과에 시달리던 발리는 나라다에게 지구를 들어 올린 바라하를 언급한다 (바비샤 파르바: XLVI).

### 라마야나
| 라마야나 |                     | 참조 | 주석                                                          |
| -------- | ------------------- | --- | ------------------------------------------------------------- |
| 라마야나 | 발미키 버전 1       | 1권: 발라칸담 - XXIX (29); 아요디야칸담 - XXV (25); 2권: 키슈킨다칸담 - LVIII (58); 3권: 윳다칸담 - XXXIX (39); 4권: 우타라칸다 - XXVII (27) | 라마야나에는 여러 버전이 있다. 많은 버전이 발미키에 귀속된다. |
| 라마야나 | 발미키 버전 2       | 발라 칸다: 28, 29; 아요디야 칸다 - 14, 25; 우타라 칸다 - 4                                                                                   | 라마야나에는 여러 버전이 있다. 많은 버전이 발미키에 귀속된다. |
| 라마야나 | 아디아트마 라마야나 | 아요디야 칸다 - V.19 (5.19); 우타라 칸다 - VIII.29 (8.29)                                                                                    | 라마야나에는 여러 버전이 있다. 많은 버전이 발미키에 귀속된다. |

#### 발미키 버전 1
그리고 난쟁이의 모습을 취하고, 그는 비로차나의 아들 [[[마하발리|발리]]] 앞에 나타났다. 그리고 세 발자국으로 덮을 수 있는 만큼의 땅을 요구하며, 모든 생명체의 안녕에 항상 전념하는 그 분은 모든 것의 선을 이루기 위해 세상을 차지했다. 그리고 자신의 힘으로 발리(Bali)를 제지한 그 위대한 에너지의 존재는 다시 강력한 인드라에게 세 세계를 돌려주었다.— 라마야나 (M.N. 더트 번역, 1891), 발라칸담, 29절

- 싯다크라마는 '위대한 영혼을 가진 바마나의' 은둔처의 이름이다 (1권, 발라칸담 - XXIX).

#### 발미키 버전 2
"이에 따라, 찬란한 비슈누는 아디티의 태에서 바마나 화신으로 태어났고, 구도자로 변장하여 발리 왕에게 접근했다. 그에게 세 걸음으로 덮을 수 있는 땅 한 조각을 요청했고, 그가 요청한 것을 얻은 후, 그는 세 걸음으로 온 우주를 덮었다.— 발미키 라마야나 (H.P. 샤스트리 번역, 1952), 발라 칸다, 29장 (64쪽)

#### 아디아트마 라마야나
아들이 왕국을 잃은 것을 보고, (인드라의 손에서 발리 아수라 왕의 손으로), 아디티의 간청을 받은 그는 옛날에 난쟁이 인간(바마나)의 모습을 취하여, 발리에게 구걸하여 그것을 되찾았다.— 아디아트마 라마야나 (R.B.L.B. 나트 번역, 1979), 아요디야 칸다, 5.19장

## 마하푸라나

### 아그니 푸라나
| 아그니 푸라나 | 참조 | 주석 |
| ------------- | --- | ---- |
| 아그니 푸라나 | 4.5-11, 5.9, 25.38-39, 31.4, 31.14-17, 43.2, 47.2, 48.4, 63.6, 110.20, 116.26, 119.14-16, 172.6, 189.3-15, 219.42-46, 236.1-5, 236.15-21, 276.10, 276.14, 291.2-5a, 305.6 |      |

(그는) 천상인들을 원래의 자리로 되돌려 놓았고 천상인들의 칭송을 받았다. 한때 천상인들과 악마들 사이의 전투에서 천상인들은 (악마) 발리와 다른 악마들에게 패배하여 천국에서 쫓겨났고 하리 (비슈누)에게 피난처를 찾았다. 그는 데바 (힌두교)들에게 피난처를 준 후, 아디티 (후자의 아내이자 천상인들의 어머니)와 카샤파 (현자)의 칭송을 받으며 아디티의 (아들) 난쟁이가 되어 (발리가 거행한) 희생제에 가서 희생을 거행하는 발리의 왕궁 문에서 베다를 낭송했다.

그가 베다를 낭송하는 것을 듣고, 원하는 것을 주는 자 (발리)는 슈크라 (악마의 프리셉터)의 방해에도 불구하고 난쟁이에게 말했다. "무엇이든 (네가) 원하는 것을 (내게) 주겠다". 난쟁이는 발리에게 "스승을 위해 세 [발자취] 공간을 (내게) 주시오"라고 물었다. (발리)는 그에게 "내가 (네게) 주겠다"라고 말했다. 물이 손에 부어지자 난쟁이는 거인이 되어 세 걸음으로 부흐, 부바, 그리고 스바르 [땅, 하늘, 천국]의 세계를 측정하고 발리를 수탈라 (저승)로 (보냈고) 하리 (비슈누)는 사크라 (인드라)에게 세계를 주었다. 사크라 (인드라)는 천상인들과 함께 하리 (비슈누)를 칭송하고 세상의 통치자로서 행복하게 지냈다.— 아그니 푸라나 (전체본), J.L. 샤스트리, G.P. 바트, N. 강가다란 번역 (1998), 4장, 5-11절

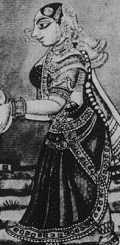
아디티.

아그니 푸라나에 나오는 바마나 전설의 첫 번째 간략한 이야기는 단 7구절 (또는 슐로카)로 구성되어 있으며, 위에 전문으로 인용되었다. 특히, 길이가 두 단락에 불과함에도 불구하고 전설의 모든 기본 요소를 포함하는 것으로 보인다 (즉, 여러 장으로 구성된 더 정교한 이야기들도 여전히 동일한 단계 또는 공식을 따른다):
1. 인드라와 데바들은 이제 세 세계를 지배하는 악마 왕 발리에게 패배한다.
2. 데바들은 궁극적으로 비슈누에게 피난처를 찾고, 비슈누는 아디티의 아들인 브라만-난쟁이 바마나로 태어나 발리를 물리친다.
3. 바마나는 고귀한 발리가 수행하는 희생제에 참석하고, 바마나에 대한 경고를 무시하고 세 걸음의 땅을 의도적으로 허락한다.
4. 바마나는 세 걸음으로 세 세계를 되찾고, 이 세계들은 인드라에게 돌아가 다시 지배하며, 발리는 저승으로 보내진다.

다른 세부 사항은 다음과 같다:
- 싯다샤르마는 '비슈누가 난쟁이로 나타난 곳'이라고 명시되어 있다 (5.9).
- 바마나, 나라심하, 하야그리바, 그리고 바라하의 형상은 각각 남동쪽, 남서쪽, 북서쪽, 그리고 북동쪽에 배치되어야 한다 (43.2).
- 바마나는 '법라, 원반, 철퇴, 그리고 연꽃'을 들고 있다고 명시되어 있다 (48.4).
- 아그니는 바드라파다 달에 슈라바나드바다시 브라타를 지킴으로써 바마나를 숭배하는 방법을 상세히 설명한다 (189.3-15).
- 데바 (힌두교)와 아수라 사이의 12가지 전투 중 첫 번째는 나라심하, 두 번째는 바마나, 세 번째는 바라하와 관련되었다 (276.10-11).
- 바마나는 쿠루크셰트라에서 숭배되어야 한다 (305.6).

### 바가바타 푸라나
| 바가바타 푸라나 | 참조                                                                                                | 주석 |
| --------------- | --------------------------------------------------------------------------------------------------- | ---- |
| 바가바타 푸라나 | 1.3.19; 2.7.17; 5.24.18; 6.8.13, 6.18.8; 8.11, 8.13.6, 8.15-22; 10.3.42, 10.62.2; 11.4.20; 12.12.20 |      |

[발리가 수크라에게 말하기를:] 자비롭고 자비로운 사람은 의심할 여지 없이 자선을 베풀면 더욱 상서로워지며, 특히 당신처럼 훌륭한 사람에게 자선을 베풀 때 더욱 그렇습니다. 이런 상황에서, 나는 이 작은 브라흐마차리 [바마나]에게 그가 원하는 자선을 무엇이든 주어야 합니다.

오 위대한 현자여, 당신과 같은 위대한 성자들은 의례적 의식과 야즈나 수행을 위한 베다 원리를 완전히 알고 계시므로, 어떤 상황에서도 비슈누 경을 숭배합니다. 그러므로 그 비슈누 경이 저에게 모든 축복을 주기 위해 여기에 오셨든, 아니면 적대자로서 저를 벌하기 위해 오셨든, 저는 주저 없이 그분의 명령을 따르고 그분이 요청하신 땅을 드려야 합니다.— 슈리마드 바가바탐 (스와미 프라부파다 번역, 1977), 8칸토, 20장, 10-11절

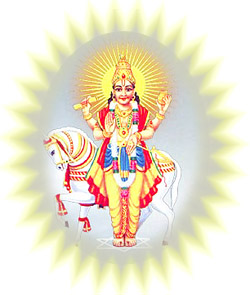
슈크라, 발리의 스승.

바가바타 푸라나에 나오는 바마나 전설의 주요 이야기는 수카데바 고스와미가 파리크싯 왕에게 이야기한 것이다 (칸토 8, 15–22장). 하리밤사, 그리고 마츠야, 바마나, 스칸다 푸라나에 제공된 전설들과 유사점을 고려할 때, 이 이야기는 공통된 출처를 공유하거나 (바가바타가 나중에 쓰였다는 가정 하에) 이들 중 적어도 하나에서 파생되었을 가능성이 높다. 아래 장 요약에 인용된 인용문은 간결성을 위해 박티베단타 서적 신탁 (BBT)이 제공한 장 소개에서 가져온 것이다.
우유 바다를 저은 후 (쿠르마 참조), 발리는 인드라가 이끄는 데바 (힌두교)들에게 패배하고 죽임을 당했지만, 그의 프리셉터 (아차리야)가 된 수크라차리야에 의해 부활한다 (11). 비슈바지트-야즈나를 수행하고 힘을 되찾은 발리는 인드라푸리 시로 군대와 함께 또 다른 인드라와의 전투를 위해 이동하는데, 이때 '브리하스파티는 데미데바들에게 천상 행성을 떠나 어딘가 보이지 않는 곳에 머물라고 조언했다... [그리고 발리는], 100회의 아슈바메다-야즈나를 수행하면서... 천상 행성의 풍요를 누렸다' (15). 아디티는 아들 인드라를 돕기 위해 카샤파의 가르침에 따라 비슈누를 기쁘게 하기 위해 고행을 수행한다 (16). 크리슈나는 '아디티가 수행한 파요브라타 의식에 매우 기뻐하여... 그녀의 아들이 되기로 동의했다' (17).
바마나가 태어나 난쟁이의 모습을 취한 후, 자타카르마 (생일) 및 성스러운 실 의식이 거행된다. 바마나는 나르마다강 북쪽 강변에 있는 브리구카차라 불리는 장소의 제사터 [발리의]를 방문하는데, 그곳에서 브라만 브리구 왕조의 브라만들이 야즈나를 수행하고 있었다... 주님의 발을 씻은 후, 발리 마하라자는 즉시 주님의 발에서 흐르는 물을 자신의 머리에 받아들이고 그와 그의 조상들이 분명히 영광을 받았다고 느꼈다. 그런 다음 발리 마하라자는 바마나데바 경의 안녕을 묻고 주님에게 돈, 보석 또는 그가 원하는 어떤 것이든 요청해 달라고 요청했다' (18).

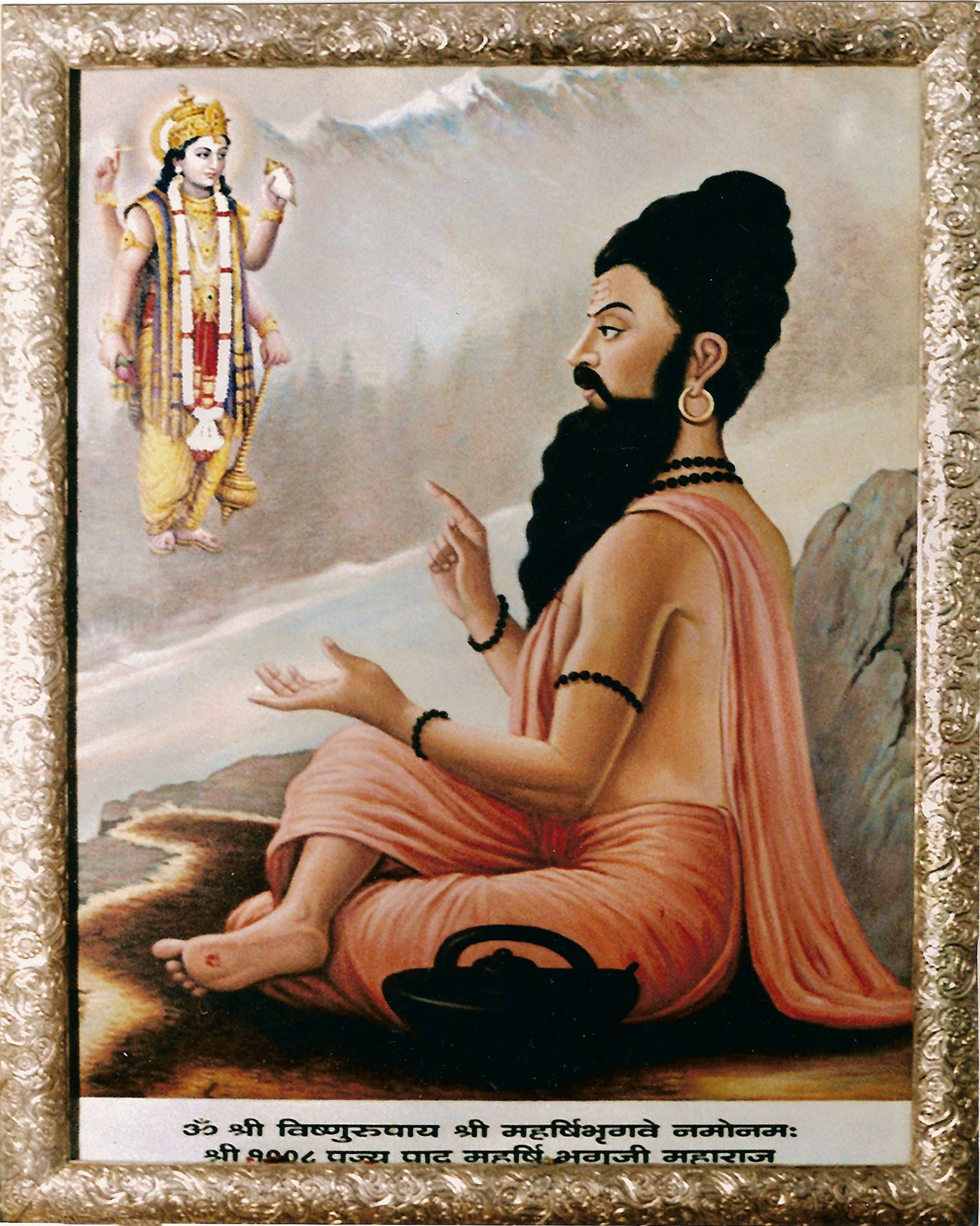
브리구.

바마나는 히란야카시푸와 히란약샤를 찬양한 후 세 걸음의 땅을 요청한다. 그러나 수크라차리야는 난쟁이가 인드라를 대리하여 행동하는 비슈누임을 알고 발리가 아무것도 주지 못하게 막는다 (19). '가정주부는 종교의 원칙을 유지해야 한다... 발리 마하라자는 자신의 약속을 철회하는 것이 부적절하다고 생각했다... 바마나데바 경은 즉시 자신을 우주적인 몸으로 확장했다. 바마나데바 경의 자비로 발리 마하라자는 주님이 모든 것을 아우르는 존재이며 모든 것이 그분의 몸 안에 있음을 볼 수 있었다... 주님은 점차 세상의 전체 표면을 덮었고, 몸을 확장하여 하늘 전체를 덮었다. 손으로는 모든 방향을 덮었고, 두 번째 발걸음으로는 전체 상위 행성계를 덮었다. 따라서 그가 세 번째 발걸음을 디딜 수 있는 빈 공간은 없었다' (20).
발리가 두 걸음 만에 모든 것을 잃는 것을 본 화난 악마들은 바마나를 공격하지만, 패배하고 발리의 명령에 따라 저승으로 추방된다. 발리는 바루나의 밧줄로 가루다에게 체포되어 묶이며, 그 전에 비슈누는 약속된 세 번째 땅을 요구한다. 그러나 '비슈누 경은 발리 마하라자의 결단력과 성실함을 높이 평가했기 때문에, 발리 마하라자가 자신의 약속을 이행할 수 없게 되자, 비슈누 경은 그에게 천국 행성보다 더 나은 수탈라 행성이 적합한 곳이라고 판단했다' (21). 발리는 할아버지 프라흘라다의 헌신을 기억하고, 세 번째 발걸음을 위해 자신의 머리를 비슈누에게 바친다; 이 헌신에 기뻐한 크리슈나는 '원반을 바쳐 발리 마하라자를 보호하겠다'고 약속하고 문지기로 그와 함께 있겠다고 약속한다 (22). 다른 세부 사항은 다음과 같다:
- 바마나는 크리슈나의 전체 15번째 화신이다 (1.3.19).
- 바마나는 키르티(Kirti)라는 아내가 있었고, 그녀와 함께 '많은 아들을 낳았으며, 사우바가를 우두머리로 두었다'고 명시되어 있다 (6.18.8). 아이얀가르는 키르티는 '명성'을, 브리하트-소카는 '위대한 찬양'을, 산바가는 '행복'을 의미한다고 말한다.[66] 아내에 대한 유일한 다른 언급은 비슈누 푸라나에 나오는데, 그 이름은 파드마 또는 카말라라고 한다 (아래 참조).
- 브라마바이바르타 푸라나에 따르면, 아디티는 바마나를 낳기 위해 수푸냐카 브라타라는 다른 의식을 수행했다 (아래 참조).
- '브리구카차' (8.18)의 '카차'는 거북이를 의미하며, 흙도 의미한다.[123]
- 크리슈나는 그의 부모인 바수데바와 데바키에게 그들이 카샤파와 아디티였을 때 바마나(우펜드라라고도 알려짐)로서 이전에 그들의 아들이었다고 알린다 (10.3.42).
- 바나, 발리의 장남은 시바파의 신자였으며 '천 개의 팔로 음악 반주를 연주하며 주님을 특히 만족시켰다' (10.62.2).

### 브라흐마 푸라나
| 57.36-42, 58.24, 70.13-20, 71.29-35, 75.14-20, 104.70-98; 가우타미-마하트먀: 4, 52.29-43, 52.68-73 |

#### 첫 번째 이야기
발바닥과 손바닥으로 그는 [바마나] 다이티야들을 짓밟았다. 그는 거대하고 끔찍한 형상을 취하고 지구를 배회했다. 그가 몸집이 커져 지구를 배회할 때, 달과 태양은 처음에는 그의 가슴 높이에 있었다. 그가 하늘로 날아오를 때 그들은 그의 배꼽에 있었다. 그 측정할 수 없는 위력을 가진 자가 더 커질 때 그들은 그의 무릎 높이에 있었다.— 브라흐마 푸라나 (작자 미상 번역, 1955), 104장, 94-96절

브라흐마 푸라나에 나오는 바마나 전설의 첫 번째 이야기는 간략하지만 그 성격은 완전히 전형적이며, 28절 중 20절이 바마나에 의해 공격받거나 파괴된 아수라들의 이름과 속성을 자세히 설명하는 데 초점을 맞추고 있다는 점이 주목할 만하다. 나머지 8절(또는 슐로카)은 비슈누가 바마나라는 난쟁이 형태를 취하고 '강력한 발리의 야즈나'에 참석하며, 거대한 형태로 악마들을 짓밟고, 세 세계의 통제권을 인드라에게 돌려주는 전설 자체를 전달한다.

#### 두 번째 이야기
거북이 등 위에 굳건히 선 후, 그[바마나]는 발리의 제사장에 한 걸음을 놓았다. 그 영원한 주님은 두 번째 걸음을 온 세상 위에 놓았다. 그런 다음 그는 발리에게 말했다: "오 아수라의 주여, 세 번째 걸음을 놓을 곳이 없구나. 세 번째 걸음을 어디에 놓을까요? 내게 땅을 주시오." 발리는 경의를 표하며 손바닥을 합장하고 웃으며 말했다. 그는 아내와 함께 있었다. "["]온 우주가 당신에 의해 창조되었습니다, 오 데바의 주여. 저는 창조자가 아닙니다. 당신의 잘못으로 너무 작아졌습니다, 오 우주적 존재의 주여. 그래도 저는 거짓말을 한 적이 없고, 앞으로도 거짓말을 하지 않아 진실한 사람임을 증명할 것입니다. 제 등 위에 올라서세요["].— 브라흐마 푸라나 (작자 미상 번역, 1955), 가우타미-마하트먀, 4장, 48-52절

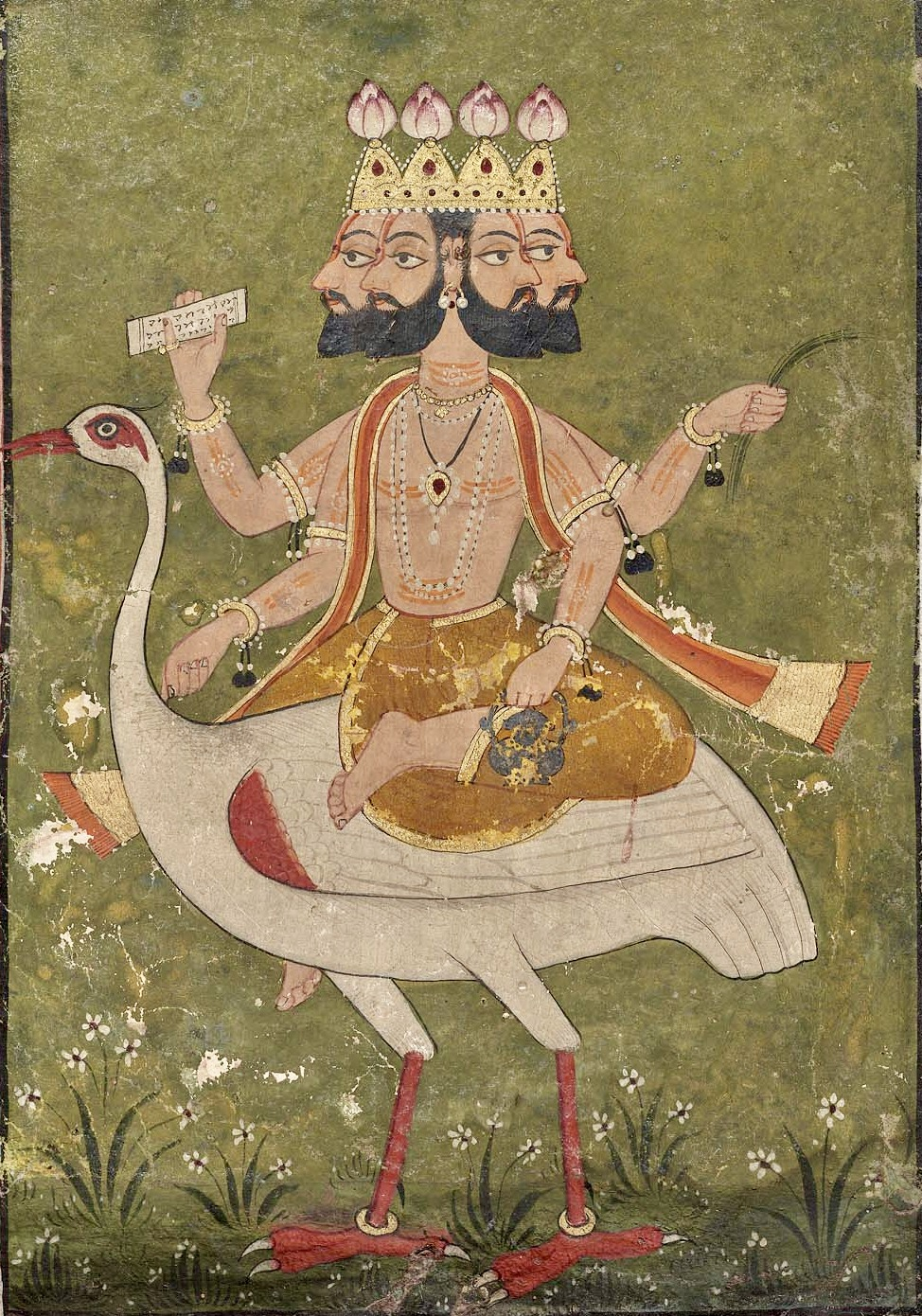
함사에 탄 브라흐마.

바마나 전설의 두 번째 이야기는 전체 한 장(가우타미-마하트먀: 4; 68절)으로 구성되어 있다. 브라흐마가 나라다에게 이야기해 주는데, 이 이야기는 인드라가 이끄는 데바들이 문자적인 전투에서 패배한 것이 아니라, 무적의 발리의 선하고 고귀한 자질에 의해 '패배'했다는 점에서 일반적인 이야기와 다르다. 발리의 통치 하에서는 '적도, 질병도, 어떤 종류의 불안도 없었다.. 발리가 왕국을 다스리는 동안, 기근, 악, 신 부인, [또는] 사악함과 같은 것은 꿈에서도 볼 수 없었다'. 질투심과 불행에 시달린 데바들은 비슈누에게 피난처를 찾고, 비슈누는 발리가 신자이며, '데바 (힌두교)나 아수라도 그를 정복할 수 없지만, '기적적인 힘을 가진 말'로 그를 묶어 왕국을 돌려줄 수 있다'고 말한다.
비슈누는 아디티의 태에 들어가 난쟁이 바마나로 태어난다. 브라만의 모습을 취한 바마나는 발리의 제사에 '사만 구절을 노래하며' 참석한다. 악마의 프리셉터인 브리구의 후손인 슈크라는 바마나에 대해 발리와 그의 아내에게 경고하지만, 발리는 '제사장의 주님이 이렇게 뜻밖에 우리 집에 오시니 나는 축복받았다'고 대답한다.
바마나는 세 걸음의 땅을 요청하고, 발리는 이를 허락하며, 바마나는 몸집을 키워 위에서 인용된 것처럼 두 걸음 만에 모든 존재를 덮는다. 발리에게 만족한 바마나는 은총을 베풀지만 발리는 아무것도 원하지 않는다. 세 세계는 인드라에게 돌아가고, 발리와 그의 가족은 저승으로 보내진다.

### 브라흐만다 푸라나
| 브라흐만다 푸라나 | 참조                                                                                            | 주석 |
| ----------------- | ----------------------------------------------------------------------------------------------- | ---- |
| 브라흐만다 푸라나 | 1부: --; 2부: 33.25, 37.4-5; 3부: 72.14b-16, 72.73, 72.77-78, 73.75-87, 74.26; 4부: --; 5부: -- |      |

발리, 다이티야의 주님이자 비로차나의 아들이 제사를 드리고 있을 때, 그[비슈누]는 브라만이 되어 아디티 가족을 기쁘게 하고 상서로운 시간에 발리에게 이렇게 말했다:

"당신은 세 세계의 왕입니다. 모든 것이 당신 안에 있습니다. 오 왕이여, 내게 세 걸음의 땅을 허락해야 합니다." 주님께서 그렇게 말씀하셨다.

"물론 주겠소." 비로차나의 아들 발리 왕은 말했다. 그를 난쟁이로 생각하고 그는 기뻐하며 그렇게 제안했다. 그 바마나, 오 훌륭한 브라만들이여, 주님은 세 걸음, 즉 천국, 에테르, 지구로 전 우주를 덮었다. — 브라흐만다 푸라나, (G.V. 타가레 번역, 1958), 3부, 73장, 75-78절

브라흐만다 푸라나에는 바마나 전설에 대한 간략한 이야기가 제공된다 (3부: 73.75-87). 이 이야기는 발리가 바마나의 진정한 본성이나 세 발자국의 땅을 선물하는 것에 대한 결과에 대해 사전에 경고받거나 알지 못하는 몇 안 되는 이야기 중 하나라는 점에서 주목할 만하다. 또한 발리와 다른 '아수라들이 아들들과 손자들과 함께' 바마나에 의해 수탈라로 쫓겨났지만, '그들 중 잔인한 자들도 죽임을 당했다'. 데바 (힌두교), 다나바 (발리 포함), 그리고 인간들이 바마나의 거대한 우주적 형태를 (그 안에 우주를 담고 있는) 본 후, 세 세계는 데바들의 '고귀한 영혼' 지도자 인드라에게 다시 주어졌다. 다른 세부 사항은 다음과 같다:
- 비슈누가 발리로부터 세 세계를 되찾기 위해 세 걸음을 걸을 때, 비슈누 발가락 끝에서 갠지스강이 만들어졌다 (37.4-5).
- 데바 (힌두교)와 아수라 사이의 12가지 전투 중 첫 번째는 나라심하, 두 번째는 바마나, 세 번째는 바라하와 관련되었다 (72.73).
- 발리는 '고귀한 마음'과 '위대한 요기'로 묘사된다 (74.26).

### 브라흐마바이바르타 푸라나
| 브라흐마바이바르타 푸라나 | 참조 | 주석                                                                                |
| ------------------------- | --- | ----------------------------------------------------------------------------------- |
| 브라흐마바이바르타 푸라나 | 1부: 프라크르티-칸다 - 42 (385), 가나파티-칸다 - 6 (528쪽), 38 (667); 2부: 크리슈나-잔마-칸다 - 7 (65), 9 (74), 10 (81), 12 (85), 22 (193), 40 (322; 시바가 '난쟁이 브라만 소년'으로 변함), 47 (378; 인드라를 만남), 61 (431), 82 (525), 110 (671), 115 (695), 119 (706) | 나게르 번역 (두 부분)은 구절 번호를 제공하지 않는다. 대신 페이지 번호가 제공되었다. |

[바마나가 말하기를:] 오 인드라, 분명히 우주는 다양한 유형이며 칼파 또한 다르며 브라흐만다도 셀 수 없이 많다. 이 브라흐만다에는 수많은 브라흐마, 비슈누, 마헤시바라 그리고 인드라들이 나타났다. 그들의 수를 셀 수 있는 자는 아무도 없지만 나는 그들 모두를 알고 있다. 오 신들 중 최고여, 지구상의 먼지 입자들을 셀 수 있다 하더라도, 인드라의 수는 셀 수 없을 것이다... 인드라의 생명과 통치는 네 유가로 제한된다. 스물여덟 인드라가 몰락한 후에야 브라흐마의 하루가 계산된다.— 브라흐마바이바르타 푸라나 (R.N. 센 번역, 1920), 크리슈나-잔마-칸다, 47장 (379쪽)

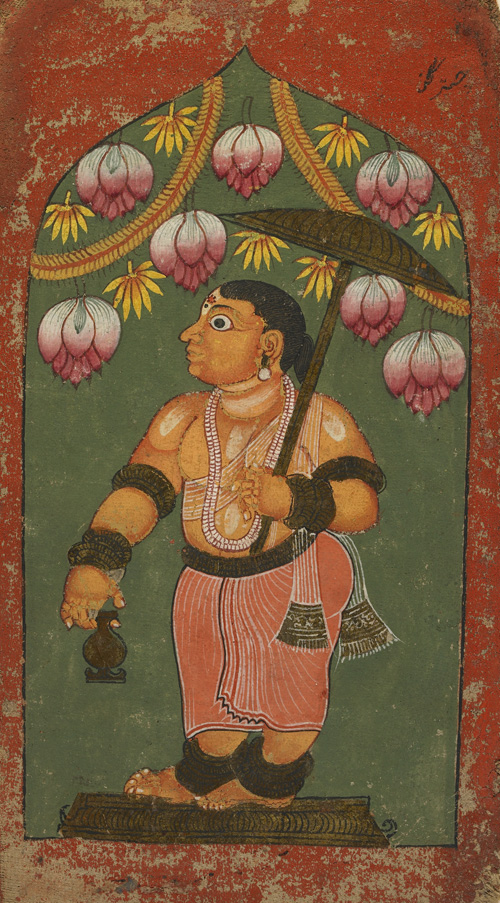
바마나.

위에 인용된 바마나 전설은 브라흐마바이바르타 푸라나 (크리슈나-잔마-칸다: 47장)에만 있는 것으로 보인다. 이 이야기에서 비슈바카르마는 인드라에 의해 도시 아마라바티를 재건하기 위해 고용되는데, 이 도시는 파괴된 상태였다. 1년 후, 인드라가 여전히 만족하지 못하고 자신의 거처로 돌아갈 수 없게 되자, 비슈바카르마는 브라흐마에게 도움을 청한다. 브라흐마는 다시 비슈누에게 도움을 청하고, 비슈누는 '브라만 소년의 모습으로... 그는 매우 매력적인 평온한 미소를 띠고 있었다'고 화신한다. 인드라가 비슈바카르마가 얼마나 오랫동안 일해야 하는지에 대해 묻자 오만해지자, 위에 인용된 바와 같이 바마나는 수많은 우주에 수많은 인드라가 있었다고 지적한다.
수많은 개미들이 나타나고, 바마나는 인드라에게 그들 각각이 이전에 인드라로 즉위했었다고 말한다. 그는 모든 개미들이 자신의 업으로 인해 높은 지위와 낮은 지위를 얻었다고 덧붙인다. 나중에 로마사라는 현자가 도착하여 가슴의 털이 빠진 이유를 묻자, 그는 인드라가 죽을 때마다 털이 한 올씩 빠진다고 말한다. 그는 수많은 브라흐마가 있었지만, '브라흐마가 죽을 때마다 비슈누는 한 번 눈을 깜빡일 뿐'이라고 덧붙인다. 바마나 - '시바가 비슈누의 모습으로' 나타난 것으로 밝혀짐 - 와 로마사는 사라진다. 인드라는 '전체 장면을 꿈처럼' 보며 더욱 겸손하고 현명해진다. 비슈바카르마는 인드라로부터 자신의 작업에 대해 관대하게 보상받고 자신의 거처로 돌아간다.
바마나에 대한 더 전형적인 이야기는 푸라나의 다른 곳에서도 제공된다. 아래 인용된 내용은 인드라가 오만해져 비슈누에게 자신의 자만심이 깨지는 일련의 예시 중 하나이다 (인드라의 자만심과 겸손은 쿠르마, 거북이 화신과 같은 다른 전설의 전제이기도 하다):
옛날에 인드라는 바다를 휘저은 후 불멸의 물을 마시고 악마들을 물리쳤다. 그 결과 그는 자만심에 부풀어 올랐다. 그 후 주님 크리슈나는 발리를 통해 그의 자만심을 부수었다. 인드라와 다른 모든 신들은 영광을 잃었다. 그 후 브리하스파티의 스토트라를 낭송하고 아디티의 브라타를 수행함으로써 주님은 기뻐하셨고, 아디티의 태에서 바마나의 화신으로 자신을 화신하셨다. 그 후 자비로운 주님은 발리에게 왕국을 간청하여 마헨드라를 보석 박힌 사자왕좌에 복귀시키고 신들을 잘 정착시켰다.— 브라흐마바이바르타 푸라나 (R.N. 센 번역, 1920), 크리슈나-잔마-칸다, 61장 (431쪽)

기타 세부 사항은 다음과 같다:
- 발리는 부적절하게 수행된 제물을 소비한다고 명시되어 있다 (하리밤사 및 바마나 푸라나와 같은 다른 텍스트에서도 언급된다; 1부: 프라크르티-칸다 - 42).
- 수푸냐카 브라타 (맹세)는 여성들이 (마가 달의 '밝은 13번째 날에') 크리슈나를 기쁘게 하고 그의 은총으로 아들을 낳기 위해 행한다; 아디티가 '난쟁이 화신으로 태어난 아들'을 얻기 위해 수푸냐카 브라타를 수행했다고 명시되어 있다 (1부: 가나파티-칸다 - 6); 바가바타 푸라나에 따르면, 아디티는 대신 파요브라타를 수행했다 (위 참조).
- 프라자파티 수타파와 그의 아내 프르스니는 비슈누를 그들의 고행으로 너무나 기쁘게 하여, 그가 그들의 아들이 되기로 동의했는데, 두 번째는 카샤파와 아디티로서의 화신으로 바마나가 되었고, 궁극적으로 세 번째는 바수데바와 데바키로서의 화신으로 크리슈나가 되었다 (2부: 크리슈나-잔마-칸다 - 7).
- 발리의 딸 라트나말라는 '바마나에게 매력을 느끼고 그를 자신의 아들로 삼기를 원했고, 그런 아들을 자신의 젖으로 먹여야겠다고 마음먹었다'. 그녀의 소원은 비슈누에 의해 허락되었다: 악마 푸타나로 화신하여 아기 크리슈나에게 독을 먹였지만 그에게 죽임을 당하고 (따라서 해탈) 해방되었다 (2부: 10장과 115장).
- 시바는 파르바티를 걱정하여 난쟁이 브라만으로 화신했는데, 파르바티는 고행으로 인해 약해졌었다 (2부: 40); 이것은 바자산네이 삼히타 (백 야주르베다, 16권, 위 참조)를 언급하는 것일 수 있다.

### 가루다 푸라나
| 가루다 푸라나 | 참조 | 주석                                                      |
| ------------- | --- | --------------------------------------------------------- |
| 가루다 푸라나 | 1부: 바마나: 1.27, 15.3, 45.5, 45.20, 86.10-11, 131.3, 131.10-16; 발리: 6.45-46, 87.36, 113.15-16; 2부: 바마나: 194.10, 196.7, 233.3; 발리 (나라야나 발리): 다르마 칸다 - 4.103, 4.113-115; 3부: 바마나: 15.20, 23.79, 26.63-66, 29.53; 발리: 27.8-9 | 3부 (브라흐마 모스카 칸다) 1.51-52는 푸라나들을 분류한다. |

카르마에게 경의를 표하노니, 이는 브라흐마를 도예가처럼 우주의 내장에서 일하게 하여 비슈누가 열 화신의 고난에 빠지게 했으며; 이로 인해 루드라는 손에 해골을 들고 구걸하도록 강요받았고, 그 명령에 따라 태양이 하늘을 빙빙 돌고 있다.

주는 자는 발리 왕이었고, 받는 자는 비슈누 경 자신이었으며, 선물은 온 지구로 이루어졌고, 그것도 학식 있는 브라만들 앞에서였다. 그는 무엇을 보답으로 받았는가? 오직 속박뿐이었다. 오 운명이여! 그대에게 경의를 표하노니 - 그대가 원하는 대로 일하는 그대.— 가루다 푸라나, '학자 위원회' 번역 (1957), 1부, 113장, 15-16절

바마나의 전설은 가루다 푸라나에 간략히 언급된 것으로 보인다. 위에 인용된 예시와 같다. 다른 세부 사항은 다음과 같다:
- '바마나'는 비슈누의 1,000가지 이름 (비슈누 사하스라나마) 중 하나이며, '발리반다나크리트' ('악마 발리를 속박한 자'), 트리비크라마 ('세 걸음을 가진 자'), 그리고 '발리' (1부: 15.3)도 마찬가지이다.
- 바마나를 위한 살라그라마 돌은 '원형이고 짧다' (1부: 45.20).
- 바마나는 비슈누의 10가지 주요 화신인 다샤바타라에서 다섯 번째로 등재되어 있다 (1부: 86.10-11).
- '바마나'는 '로히니 별과 섞인 어두운 절반의 여덟째 날'에 거행되는 성스러운 의식에서 반복할 비슈누의 이름 중 하나이다 (1부: 131.3; 10–16).
- 발리는 하리에 의해 비로차나의 아들이자 프라흘라다의 손자, 히란야카시푸의 아들 (비슈누의 나라심하 아바타에 의해 죽임을 당함), 그리고 자신에게 100명의 아들이 있었으며, 장남은 바나라고 명시되어 있다 (1부: 6.45-46).
- 다음 (여덟 번째) 마누인 사바르니의 통치 기간 동안, 발리는 인드라의 지위에 선출될 것이다 (1부: 87.36).
- '다디바마나 [바마나]의 우상은 보리 곡물 크기여야 한다. 둥글고 푸른색을 띠며, 날씬하고 쾌활한 모습이어야 한다. 두 개의 바퀴, 다섯 개의 고푸람, 활과 화살을 휘둘러야 한다. 곧고 둥글며 야생화 화환으로 장식되어야 한다. 천 개의 머리, 이마 오른쪽의 은색 점, 왼쪽의 상서로운 반달 모양 표식, 그리고 가운데 보름달을 포함해야 한다. 그러한 상서로운 선물은 기부자에게 행운을 가져다준다' (2부: 26.63-66)라고 명시되어 있다.

### 쿠르마 푸라나
| 쿠르마 푸라나 | 참조                      | 주석 |
| ------------- | ------------------------- | ---- |
| 쿠르마 푸라나 | 16.46-69, 44.62, 49.33-36 |      |

그 후 얼마 지나지 않아, 비로차나의 아들 발리는 제물을 바쳐 편재하는 비슈누, 제물의 주님을 숭배했다. 그는 많은 재물을 바쳐 브라만들을 숭배했고, 브라만-현자들은 위대한 영혼을 가진 (발리)의 제사장에 모여들었다. 이를 알게 된 비슈누 주님은 바라드바자의 촉구로 난쟁이의 모습을 취하여 제사장에 오셨다. 검은색 사슴 가죽과 신성한 실을 두르고 팔라사 막대기를 든 채, 엉성한 머리카락과 재로 뒤덮인 브라만 (형태의 비슈누)은 베다를 읊으며 그곳에 오셨다. 악마 왕에게 가까이 다가가 구도자 하리는 발리 왕에게 자신의 발 세 걸음만큼의 땅을 간청했다. 황금 그릇을 들고 입을 헹군 후, 경건한 발리는 비슈누의 발을 씻고, '내 세 걸음만큼의 땅을 주리라, 쇠하지 않는 하리께서 기뻐하시리라'는 결심을 생각하며, 주님의 손가락 끝에 시원한 물을 떨어뜨렸다.

그러자 태초의 주님은 세속적인 집착으로부터 자신에게 피난처를 구한 악마 왕을 꾀어내기 위해 지구, 하늘, 그리고 천국에 발을 디뎠다. 삼계를 밟으니, 주님의 발은 프라자파티의 영역에서 브라흐마의 영역까지 뻗어 있었다. 그곳에 살던 싯다들은 천 개의 태양만큼 빛나는 주님에게 경의를 표하며 머리를 숙였다.— 쿠르마 푸라나 (A.S. 굽타 번역, 1972), 16장, 46-54절

쿠르마 푸라나에는 바마나에 대한 두 가지 이야기가 있다.

#### 첫 번째 이야기

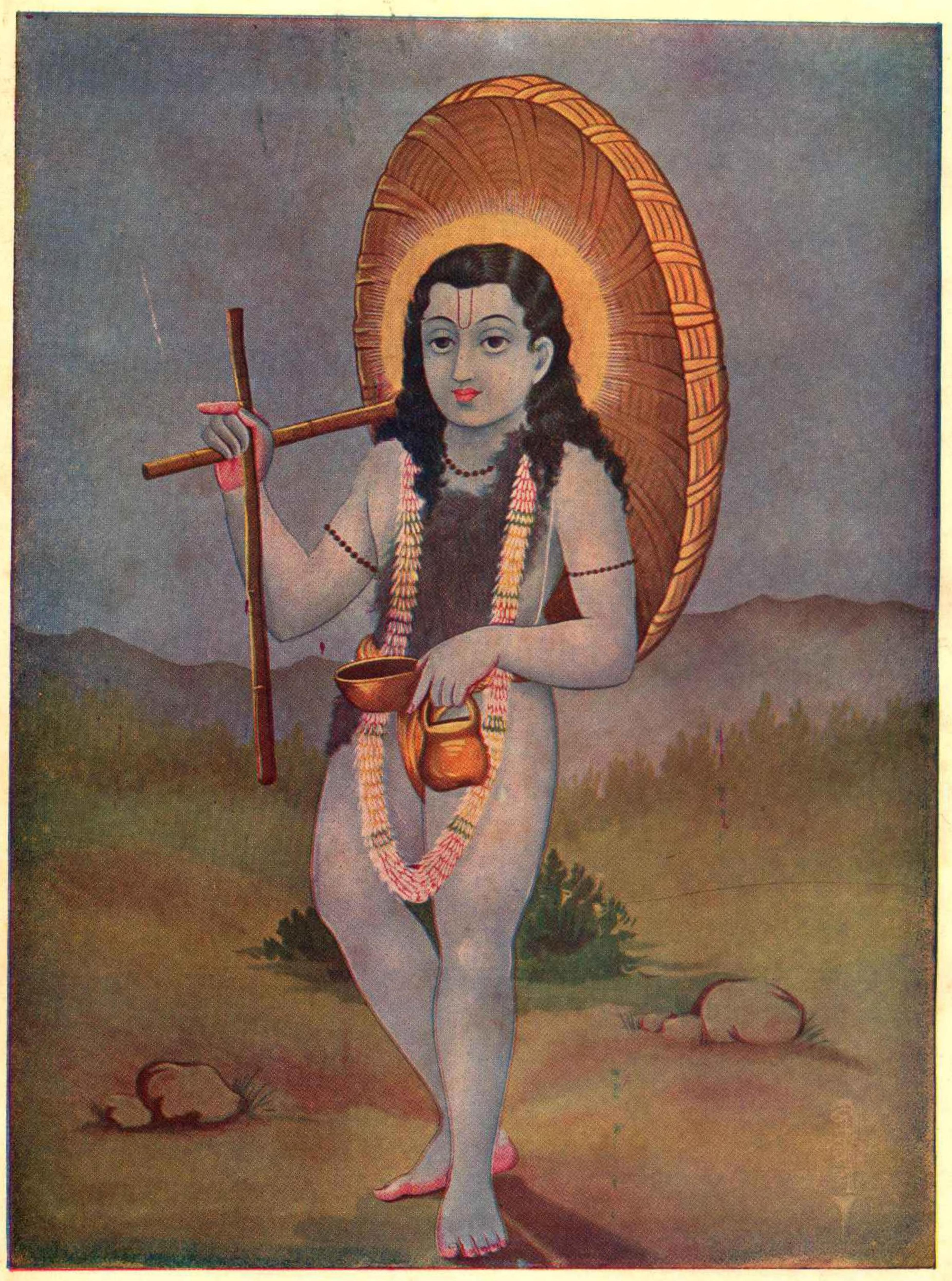
바마나.

첫 번째 이야기에서, 위에 인용된 부분에 이어, 바마나가 세 세계를 세 걸음으로 덮으면서 우주란을 깨뜨리고, 그 결과 흘러들어온 물은 브라흐마에 의해 갠지스강으로 '명명'된다. 바마나는 발리에게 해체될 때까지 (즉, 총 1,000 유가 동안 지속되는 칼파의 끝에) 저승으로 추방될 것이라고 말한다. 바마나는 세 세계를 인드라에게 돌려준 후 모든 사람 앞에서 사라진다. 저승에서 독실한 발리는 비슈누를 숭배하고 피난처를 찾으라는 프라흘라다 할아버지의 지시를 구한다 (16.46-69).
프라흘라다는 또한 비슈누의 네 번째 (나라심하) 화신으로 히란야카시푸를 죽인 나라심하 전설과 직접적으로 연결되어 있다. 히란야카시푸는 프라흘라다의 아버지이자 발리의 증조부이며, 히란약샤의 형이다. 히란약샤는 비슈누의 세 번째 (바라하) 화신에 의해 죽임을 당했다. 히란야카시푸와 히란약샤 자신들은 자야-비자야의 세 화신 중 첫 번째로, 차투르쿠마라에게 저주받은 비슈누의 문지기들이다.

#### 두 번째 이야기
두 번째, 훨씬 더 간략한 이야기에서, '이 바이바스바타 마누반트라에서 비슈누는 카샤파와 아디티의 아들로 바마나로 태어났다. 그의 세 걸음으로 세 세계를 정복한 이 고귀한 주님은 인드라에게 모든 장애물이 제거된 삼계를 주었다... 이 모든 세계가 고귀한 영혼을 가진 바마나에 의해 '입장'되었으므로, 그는 여기에 관련된 'Vis' (입장하다)라는 어근 때문에 모든 사람에게 비슈누라고 불린다'고 명시되어 있다 (49.33-36). 바이바스바타는 슈라다데바 마누라고도 불리며, 현재 칼파에서 연속적으로 통치하는 14명의 마누 중 현재의 일곱 번째 마누이다. 바이바스바타는 또한 비슈누의 첫 번째 (마츠야) 화신으로 여섯 번째 마누인 차크슈샤의 통치 말기에 대홍수에서 그를 구출한 마츠야 전설과 직접적으로 연결되어 있다.

### 링가 푸라나
| 링가 푸라나 | 참조                                                                     | 주석                                               |
| ----------- | ------------------------------------------------------------------------ | -------------------------------------------------- |
| 링가 푸라나 | 1부: 45.11, 65.54b-60, 91.52, 95.46; 2부: 96.17-22, 2절: 6.23, 48.31-32; | 2부는 108장까지 계속된 다음 다시 1장에서 시작된다. |

당신은 거북이 형태로 만다라 산을 들고 있었고; 땅은 멧돼지 형태로 들어올려졌습니다. 사자 형태로 히란야카시푸가 죽었습니다. 다시 발리는 당신에 의해 바마나 형태로 세 걸음을 취하면서 묶였습니다. 당신만이 모든 생명체의 불변하는 주님입니다.— 링가 푸라나 (J.L. 샤스트리 번역), 1부, 96장, 17-22절

링가 푸라나에서 바마나 전설은 위에 인용된 것처럼 간략하게만 언급된다. 다른 세부 사항은 다음과 같다:
- '바마나'와 '트리크라마' ('세 걸음을 내디딘 자')는 시바의 1,000가지 이름 중 두 가지로 등재되어 있다 (1부: 65.54b-60).
- 마탈라, 저승 또는 지옥은 '아난타, 무추쿤다, 그리고 파탈라와 스바르가의 거주자인 발리 왕이 점유하고 있다' (1부: 45.11).
- '옴카라는 세 세계, 세 베다, 세 제물 불, 비슈누의 세 걸음, 세 경전, 즉 리그, 사만, 그리고 야주르 만트라와 동일하다'고 명시되어 있다 (1부: 91.52).
- 바마나는 비슈누의 10가지 주요 화신인 다샤바타라에 등재되어 있다 (2부: 48.31-32).

### 마르칸데야 푸라나
| 마르칸데야 푸라나 | 참조  | 주석 |
| ----------------- | ----- | ---- |
| 마르칸데야 푸라나 | V.56; |      |

마르칸데야 푸라나에서는 바마나 전설이 언급되지 않는 것으로 보인다.

### 마츠야 푸라나
| 바마나: XLVII.72-75, (47.72-75), XLVII.213-244 (47.213-244), LII.18 (52.18), CCXLIV-CCXLVI (244-246); 발리: VI.6-10 (6.6-10), XLVII.41-57 (47.41-57), CXXV.1 (135.1), CLXXXVII.38-42 (187.38-42) |

[발리가 말하기를] "바마나 경, 당신은 너무나 사랑스럽고 매력적이군요. 저는 기꺼이 당신에게 금덩이, 보석, 코끼리, 말, 가장 아름다운 여인, 옷, 장신구, 마을, [그리고] 일곱 바다의 땅을 드리겠습니다. 이 중에서 가장 마음에 드는 것을 요청하십시오. 제가 드리겠습니다." 발리가 그토록 감격스럽게 말하자, 바마나 경은 미소 지으며 엄숙하게 말했다 - "왕이여, 내 세 [발자취]만큼의 땅만 주시오. 보석, 금, 마을 등은 그것을 요구하는 자들에게 주시오." 발리가 말했다 - "왜 세 [발자취]만큼의 땅만 요구합니까? 그것으로 당신의 어떤 목적이 달성될까요? 백 또는 천 [발자취]만큼의 땅을 가져가셔도 좋습니다." 바마나가 말했다 - "이만큼의 땅으로 충분히 만족합니다. 저는 이만큼만 원합니다. 당신의 다른 선물들은 그것을 요구하는 다른 사람들에게 주십시오."

바마나의 그 말을 듣고, 악마 왕 발리는 주님께 세 [발자취]만큼의 땅을 주었다. 주님께서 발리가 필요한 선물을 하겠다는 약속을 받은 후, 그는 즉시 성장하기 시작했고, 모든 데바들로 구성되어 있었다. 그는 태양과 달을 눈으로 가졌고, 하늘은 그의 이마가 되었으며, 땅은 그의 발이 되었다...—  마츠야 푸라나 (A. 탈루크다르 번역, 1916), 246장, 45-53절

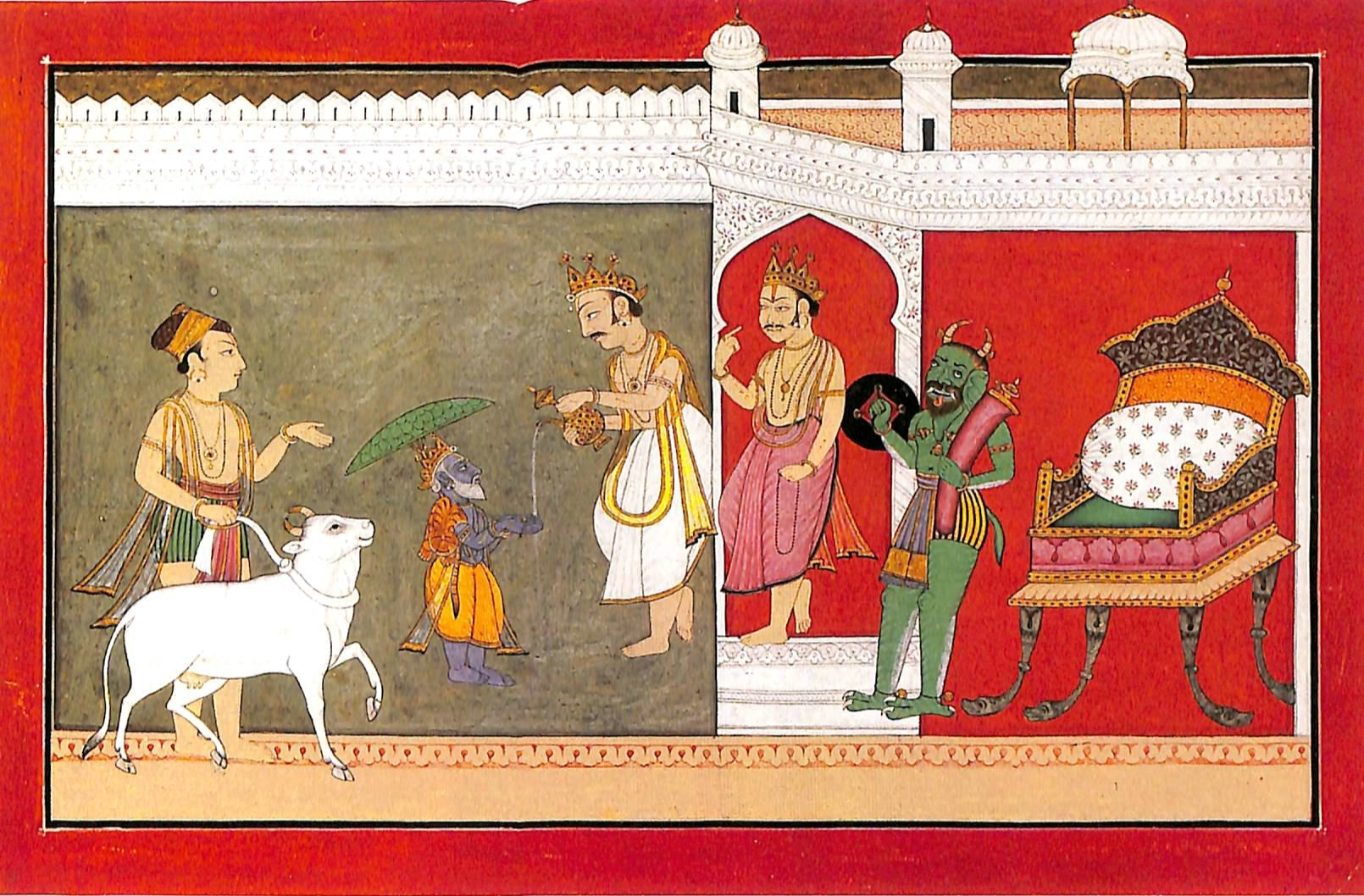
발리와 함께 있는 바마나, 찬바의 마헤시 (플로리트 c. 1730 - 1770)의 그림. 리트베르크 박물관

마츠야 푸라나에는 바마나 전설에 할애된 세 장이 있다. 특히 바마나 푸라나의 내용과 매우 유사한 요소와 묘사가 있다. 이 이야기에 따르면, 샤우나카는 아르주나에게 인드라가 아수라들에게 정복당한 후, 그의 어머니이자 데바들의 어머니인 아디티가 '엄격한 고행을 수행하기 시작했다. 그녀는 천 년 동안 공기만으로 살면서 크리슈나 경을 숭배했으며, [아수라]들에게 억압받는 자녀들을 보고 자신의 아들들이 헛되이 태어났다고 생각했다'. 비슈누는 아디티의 헌신에 기뻐하여 인드라를 권좌에 복귀시켜 달라는 그녀의 요청에 동의하며 '그러므로 나는 카샤파를 통해 너에게서 태어나 모든 악마들을 죽일 것이다'라고 말한다 (CCXLIV / 244).
악마들이 빛을 잃자, 발리는 할아버지이자 비슈누 신자인 프라흘라다에게 그 이유를 묻는다. 하리에 명상하면서 프라흘라다는 바마나의 환상을 보고 발리에게 알리는데, 발리는 처음에는 비웃지만 '무분별하고 사악하며 불경하다'는 저주를 받은 후 사과한다. 바마나의 탄생과 함께 '모든 데바들, 심지어 악마들, 인간들, 땅, 하늘, [그리고] 창공은 평화로워졌고', 브라흐마는 기도하고 적절한 탄생 의식을 수행한다. 브라흐마는 바마나에게 (검은) 사슴 가죽을 입히고, 브리하스파티는 성스러운 실을, 마리치 (브라흐마의 아들)는 단다를, 바시스타는 카만달루를, 앙기라는 쿠사 풀과 베다를, 풀라하는 악샤수트라 (묵주)를, 그리고 풀라스티아는 흰 옷을 준다. 바마나가 발리 왕의 제사로 향하자, '바마나가 걸을 때 발을 디딘 땅 부분은 가라앉아 깊은 구멍이 생겼고, 그는 천천히 걸었음에도 불구하고 모든 산과 바다를 포함한 온 세상을... 흔들리게 했다' (CCXLV / 245).

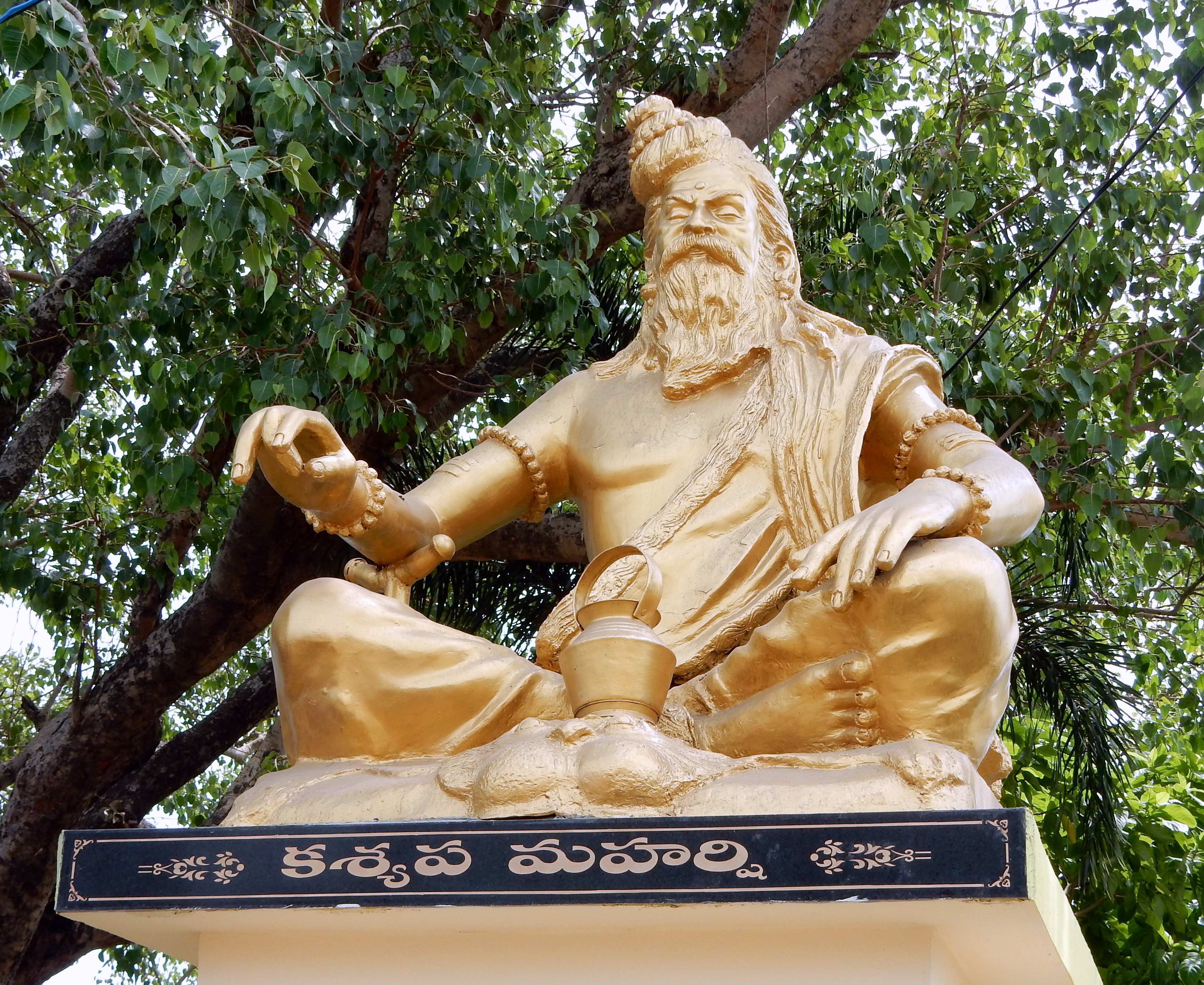
카샤파.

발리는 자신의 스승 슈크라에게 왜 자신의 제물이 아그니에게 받아들여지지 않는지 묻고, 바마나가 제사에 올 것이라는 소식을 듣는다. 비슈누를 거부할 수 없다는 것을 깨달았음에도, 발리는 '다양한 고행, 선물, 제사 등이 수행되는 주님'이 직접 자신의 제물을 받아들일 것이라는 '비범한 행운'으로 여긴다. 발리는 바마나가 원하는 어떤 부나 땅이라도 제공하겠다고 제안하지만, 세 걸음의 땅만을 요청받는다.
동의하자마자 바마나는 '그의 광대한 형상을 펼치고 눈 깜짝할 사이에 지구를 측정했으며', 세 세계를 가로지르면서 '데바들을 위해 위대한 아수라들을 죽였다'. 바마나는 세 세계를 인드라에게 돌려주고 발리에게는 저승 세계를 주며, '바이바스바타 마누 [7번째 현 통치 마누]가 사바르니 마누로 계승된 후, 당신은 인드라 [즉, 데바들의 왕]가 될 것이다'라고 약속한다. 바마나는 또한 발리가 '고대에' 자신을 가장 열렬히 숭배했기 때문에 '훌륭한 정원, 궁전, 풍부한 꽃, 호수, 강' 등이 풍부한 파탈라에서 살 수 있다고 언급한다. 바마나는 그리고 사라진다 (CCXLVI / 246). 다른 세부 사항은 다음과 같다:
- 발리의 100명의 아들 중 가장 나이가 많은 아들은 바나이며, 그는 1,000개의 팔을 가지고 있었다 (VI.6-10 / 6.6-10).
- 발리는 20,080,000년 동안 통치했다 (XLVII.55-57 / 47.55-57).
- 발리의 왕비는 빈디아발리이다 (CLXXXVII.38-42 / 187.38-42).
- 발리가 제사를 드린 장소는 일라브리타 바르샤라고 불리며, '모든 데바들의 탄생지로 유명하다' (CXXV.1 / 135.1).
- 슈카는 '오 프라흘라다, 당신의 손자 발리 왕은 온갖 영광을 누리며 여러 왕국을 다스릴 것입니다. 심지어 비슈누 경께서 난쟁이 화신으로 그의 왕국을 빼앗을 때 은밀히 당신의 손자에게 약속하실 것입니다... 우주에서 가장 지고한 주님 시바께서 저에게 비밀스럽게 말씀하시길, 발리는 미래의 데바 왕 [즉, 인드라]이 될 것이며, 따라서 그분은 모든 이에게 보이지 않게 그 시기를 기다리고 계십니다, 오 프라흘라다'라고 말한다 (XLVII.213-244 / 47.213-244).
- "나마 카라나바마냐는 이빨 앞니에 [자리하며] 스와티 성군과 바마나 (난쟁이) 화신에게 신성하다"고 명시되어 있다 (LII.18 / 52.18).

### 나라다 푸라나
| 나라다 푸라나 | 참조 | 주석                                       |
| ------------- | --- | ------------------------------------------ |
| 나라다 푸라나 | 1부: 2.9-11, 2.40, 11, 17.59-61, 40.30; 2부: 51.82b-83 (발리: 음식 공물); 3부: 66.44-49, 66.86-100, 68.59-60 (발리: 음식 공물) 70.24-27, 71.154-156, 4부: 120.36b-41a, 121.23b-24; 우타라바가 - 29.41 5부: 우타라바가 - 46.46, 56.48-50, 56.26-29, 56.48-50, 65.29b-30a, 65.91-92 | 나라다 푸라나는 숭배와 의식에 중점을 둔다. |

그 후, 지극히 축복받은 아디티는 매우 기뻐하고 온 세상의 존경을 받았으며, 때가 되어 온 세상이 경의를 표하는 아들을 낳았다. 그의 이름은 바마나였다. 그는 손에 소라와 원반을 들고 있었다. 그는 고요했다. 그는 달의 영역 한가운데서 빛났다. 불멸의 물이 담긴 항아리와 요리된 밥과 섞인 응고된 우유가 그의 손에 있었다. 그는 광채가 천 개의 태양과 같은 비슈누 경 자신이었다. 그의 눈은 만개한 연꽃과 같았다. 그는 모든 장신구로 장식되어 있었고 노란 옷을 입고 있었다.

칭송받을 가치가 있고 모든 세계의 유일한 지도자인 하리께서 수많은 현자들과 함께 나타나셨음을 깨닫고, 카샤파 (아디티의 남편이자 아디트야와 아수라/다이티야의 아버지)는 기쁨에 압도되었다. 그는 공손히 손바닥을 합장하고 그에게 절하며 칭찬하기 시작했다.— 나라다 푸라나, 작자 미상 번역 (1952), 1부, 11장, 68-71절

나라다 푸라나에서는 11장에 바마나의 전설이 나온다. (익명의) 번역가는 이 장의 각주 12 (208쪽)에서 '땅을 선물하는 것은 고대부터 가장 큰 공덕으로 크게 칭송받았다. 아파라카르는 비슈누 다르모타라 푸라나, 아디트야 푸라나, 마츠야 푸라나 등에서 많은 구절을 인용하며, 땅을 선물하는 것에 필적할 만한 선물은 없다고 말한다. 땅을 증여하는 것에 관한 구절은 푸라나나 스므리티 작품뿐만 아니라 인도 전역의 그러한 증여 기록과 구리판에도 기록되어 있다'고 말한다.
이 이야기에 따르면 비슈누는 아디티의 고행에 기뻐하여 그녀를 방문하여 은혜를 베푼다. 아디티는 자신의 아들들인 데바들이 권력을 되찾기를 요청하지만, '다이티야들도 제 아들이니 그들에게 어떤 해를 입히지 않고' 그렇게 해달라고 요청한다 (즉, 그녀의 자매이자 카샤파의 공동 아내인 디티를 통해서). 비슈누는 동의하고 그녀의 아들인 바마나로 태어나겠다고 약속한다. 태어날 때 카샤파에게 찬양받은 그는 '어머니와 아버지에게 작별을 고하고, 그 브라만 총각 바마나는 지극히 부유한 다이티야 [발리]의 위대한 희생제로 향했다'. 슈크라는 발리에게 바마나에 대해 경고하고, 그가 어떤 요청도 들어주지 말라고 조언하지만, 발리는 거절하며 '오 스승님, 덕의 길에 어긋나는 그런 조언은 하지 마십시오. 만약 비슈누 경께서 직접 공물이나 선물을 받으신다면, 그보다 더 좋은 것이 어디 있겠습니까?'라고 말한다. 바마나가 도착하고, 발리는 경의를 표하며 그를 맞이하며, 바드라마티 이야기를 통해 브라만들에게 땅을 기부하는 미덕을 설명한 후 '세 걸음만큼의 땅'을 요청한다. 발리가 땅을 바치기 위해 물 항아리를 들자, 슈크라는 제물이 바쳐지는 것을 막기 위해 물의 흐름을 방해하려 하지만, 바마나는 쿠사/다르바 풀 끝으로 항아리의 주둥이를 만져 이를 완성시킨다.
'우주의 영혼인 비슈누는 브라흐마의 거처에 이를 때까지 몸집을 키우기 시작했고', 세 걸음을 내디뎌 우주 알의 껍질을 뚫었다. 흘러들어와 그의 발을 씻은 물은 '그로 인해 순수해지고 세상을 성화했다... 그것은 일곱 현자 (큰곰자리)에 의해 회복의 근원으로 사용되었다. 그리고 그것은 메루산 꼭대기에 떨어져 갠지스강이 되었다'. 세 세계는 그렇게 데바들에게 돌아가고, 발리는 '모든 아수라들과 함께' 라사탈라를 받았으며, 바마나는 '고행을 수행하기 위해' 숲으로 갔다 (11). 다른 세부 사항은 다음과 같다:
- 아사다 달의 밝은 절반의 드바다시 날에, 단식하고 '지성을 부여하는 자' 바마나를 숭배해야 한다 (예: 1부: 17.59-61, 4부: 120.36b-41a).
- 10장은 데바들이 발리에게 패배한 것을 자세히 설명하며, 아수라들도 아디티에게 비슈누에 대한 고행을 멈추라고 설득하려고 시도한다 (1부: 10장).
- 여덟 번째 마누반타라 (즉, 이 칼파에서 총 14명의 마누 중 8번째 마누의 통치; 현재 우리는 7번째 마누의 통치를 받고 있다) 동안 '비슈누의 푸자의 힘으로 발리는 그들의 인드라 [즉, 데바들의 왕]로 기억된다' (1부: 40.30).
- '발리'는 제사에서 음식 제물 (쌀 공)로 여러 번 언급된다 (예: 2부: 51.82b-83 및 3부: 70.24-27).
- 바마나는 코티티르타에 '모든 데바들에 의해 설치되었다'고 명시되어 있다 (5부: 65.29b-30a).

### 파드마 푸라나
| 파드마 푸라나 | 참조 | 주석 |
| ------------- | --- | ---- |
| 파드마 푸라나 | 1부: 30; 2부: 38 (람과 바마나 형상의 전설), 41.33b-35, 41.178, 75.90; 3부: 19.29, 19.60-71, 32.32-54, 66.129-151a, 75.1-6, 76.25-33, 87.10-24; 4부: 98.52-78; 5부: --; 6부: 78.16b-43; 7부: 45.49-52, 53.2-16, 66.44-54, 71.23-29a, 71.199-212, 78.16.29, 78.44; 8부: 120.51b-73, 133.2-12, 138.1-15, 160; 9부: 218.10-16, 228.14-18, 229.40-44, 240; 10부: 6.175-190, 11.25-30; |      |

비슈마가 말했다: 제물 산에 도착한 강력한 비슈누는 그곳에 발자취를 남겼습니다. 만물의 주인이신 주님께서 남기신 이 발자취의 목적은 무엇입니까?... 오 위대한 현자 [[[풀라스티아]]], 그가 그곳에 발자취를 남긴 후 어떤 악마를 제압했는지 말씀해 주십시오. 비슈누의 거처는 천국에 있고, 위대한 영혼을 가진 분은 바이쿤타에 살고 있습니다. 그가 어떻게 인간 세상에 발자취를 남겼습니까?...

오 브라만이여, 그분께서 이 세계들을 떠나 땅에 두 발자취를 남기고, 브라흐마에게 신성한 이 장소, 즉 푸슈카람에 있는 제물 산에 어떻게 발자취를 남겼는지 자세히 말씀해 주십시오.— 파드마 푸라나 (N.A. 데쉬판데 번역, 1988), 1부, 30장 ('비슈누 발걸음의 기원'), 1-8절

파드마 푸라나에는 바마나 전설에 대한 두 가지 이야기가 있다.

#### 첫 번째 이야기

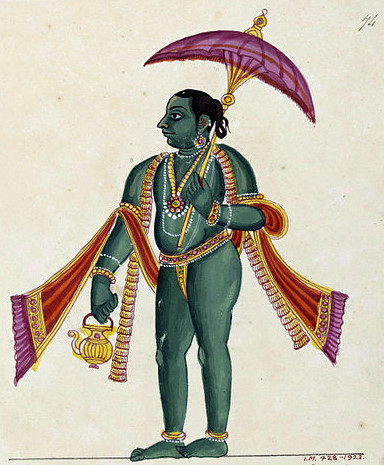
바마나.

첫 번째 이야기는 사트야 유가에 일어났던 일로, 현자 풀라스티아가 비슈마에게 들려주는 것이다 (1부: 30장). 바가바타 푸라나의 브리트라 전설과 비슷하게, 바스칼리 (즉, 발리)가 브라흐마로부터 무적의 은혜를 얻은 후 인드라가 이끄는 데바들을 정복하여, 그들이 궁극적으로 비슈누에게 피난처를 찾도록 강요한다. 비슈누는 돕기로 동의하고, 아디티 (카샤파의 아내)는 1,000년 동안 신성한 세월 동안 바마나 화신을 잉태한다. 아디티가 임신 기간 동안 악마들을 파괴하려는 '악의적인 계획'을 품고 있었다는 점이 주목된다.
'정해진 시간에, 신들 중의 주님(즉, 비슈누)은 모든 존재에게 친절하며, 깨끗하고 드문 머리카락을 가졌고, 달, 소라, (태양) 뜨는 해의 아름다움을 지니고 아디티의 아들로 (즉, 태어났다)'. 바마나는 나중에 인드라와 함께 바스칼리의 도시로 가서 세 걸음의 땅을 요청한다. 인드라가 놀랍게도, 그 도시에는 '종교적 공덕, 지식, 건축, 예술이 존재하지 않는 것이 없었고 (즉, 발견되지 않은 것이 없었다)', 심지어 베다조차도 '덕스러운 악마들'에 의해 낭송되고 있었다. 바스칼리 자신은 '의로움에 능통하고, 감사하며, 진실을 말하고, 감각을 제어했다'.
기뻐한 바스칼리는 인드라를 보는 것을 아그니스토마와 라자수야와 같은 제사와 비교한다. 인드라는 바스칼리를 칭찬하고 난쟁이-브라만이 제물을 바칠 불 성소를 갖기 위해 세 걸음의 땅을 요청한다. 바스칼리는 바마나를 칭찬하고 '탁월한 희생 제물로 백 번의 제사를 드린' 비슈누로서 바마나에게 항복하며, 비슈누가 '브리트라 나무치를 죽였다'고 덧붙인다 (이는 나라심하 화신의 발달과도 관련된 전설이다). 슈크라의 조언에도 불구하고 바마나에게 아무것도 주지 않으면 완전한 파멸에 직면할 것이라는 경고에도 불구하고, 바스칼리는 비슈누에게 항복할 수 있는 것을 행운으로 여기고 모든 것을 주고 싶어 한다. 인드라는 세 걸음의 땅만을 요청한다고 반복하고, '바스칼리는 (손에) 물을 (부은 후) 난쟁이에게 세 (발걸음)을 주면서 '하리께서 나에게 기뻐하시기를'이라고 말했다.
바마나의 첫 걸음은 태양 위에, 두 번째는 드루바 (북극성) 위에, 세 번째는 우주 밖에 닿는다. 비슈누의 발가락 끝으로 인해 우주 가장자리에 생긴 균열을 통해 쏟아져 들어오는 물은 비슈누파디 강 (즉, 갠지스강)이 되며, 이는 상서롭고 신성한 강이다. 비슈누는 바스칼리에게 은총을 베풀고, 바스칼리는 '고행자들에게도 접근할 수 없는' 영역에 들어가기 위해 자신의 손에 죽음을 제외한 더 큰 헌신만을 요청한다. 비슈누는 동의하고, 그들이 각각 바라하와 히란약샤로 화신하여 싸울 때 바스칼리를 죽이겠다고 약속한다. 그렇지 않으면 폐위된 후, '바스칼리는 저승에서 행복하게 살았으며 [반면] 인드라도 세 세계를 보호했다'.

#### 두 번째 이야기 및 기타 세부 사항
천 년이 지난 후 아디티는 바마나, 비슈누, 아치유타, 하리를 낳았다. 그는 모든 세계의 위대한 주인이었고, 가슴에 슈리바차와 카우스투바를 지니고 있었으며, 그의 광채는 보름달과 같았고, 잘생겼으며, 눈은 연꽃 같았고, 몸은 매우 작았다... 그는 베다와 베단가를 통해 알 수 있었으며, 허리띠, 사슴 가죽 조각, 그리고 지팡이와 같은 표식으로 구분되었다. 그 위대한 힘을 가진 그를 보고, 인드라가 이끄는 모든 신들은 위대한 현자들과 함께 그를 찬양하고 경배했다.— 파드마 푸라나 (N.A. 데쉬판데 번역, 1988), 9부, 240장 ('비슈누가 바마나로 화신하다'), 1-5a절

두 번째 이야기는 마하데바 (즉, 시바)가 들려주는 것으로, 훨씬 짧고 전형적인 성격을 띤다. 이 이야기에서 바마나는 데바들의 간청으로 발리의 제사를 방문하여 그에게서 세 세계를 요청한다. 바마나는 이번에는 인드라 없이 혼자이며, 발리가 그를 맞이하고 숭배하며, 땅을 기부하는 공덕을 설명하고 세 걸음을 요청하는데, 슈크라의 반대에도 불구하고 허락된다. 바마나는 '난쟁이 형상을 버리고... 50 크로르 (의 요자나)까지 확장하여 바다와 산, 대양, 섬, 데바, 악마, 인간을 포함한 지구를 차지했다'. 비슈누가 두 번째와 세 번째 걸음을 내디뎌 신성한 갠지스강을 만드는 과정에서, 발리는 자신의 우주적 '자나르다나 형태' (아르주나가 바가바드 기타에서 목격한 것과 유사함)를 볼 수 있는 능력을 부여받는다. 다른 세부 사항은 다음과 같다:
- 바스칼리(즉, 발리)가 지정한 세 가지 세속적 존재의 '세 가지 대상'(트리바르가)은 다르마, 아르타, 카마이다 (1부: 30.94).
- '바마나'는 비슈누의 백 가지 이름 중 하나로 등재되어 있다 (3부: 87.10-24).
- 바마나는 '발리의 죄를 상서로운 눈길로 제거했다... 브라만들의 무리에서 빛나는 바마나 경은 제사의 선두에서 브라만적 영광으로 장식되었다' (4부: 98.52-78).
- 바마나는 아말라키 에카다시 동안 다른 데바들과 함께 숭배되어야 한다 (7부: 45.49-52).
- '아파마르자나'라는 찬송가에서 바마나는 '귀의 뿌리'에 배정된다 (7부: 78.16.29).
- '둥글고 작은' 살라그라마 돌은 '바마나'라고 불린다 (8부: 120.51b-73).
- 비슈누는 바마나로서 카냐쿠브자와 바마나티르타라고 불리는 성지에 거주한다고 명시되어 있다 (8부: 133.2-12 및 160).
- 다른 현자들 중 가네샤의 은혜로 시바를 섬긴 바마나라는 현자에 대한 언급이 있다 (8부: 138.1-15).
- 바마나는 비슈누의 10가지 주요 화신인 다샤바타라에 등재되어 있다 (7부: 66.44-54, 71.23-29, 9부: 229.40-44).

### 시바 푸라나
| 시바 푸라나 | 참조 | 주석 |
| ----------- | --- | ---- |
| 시바 푸라나 | 1부: 51.14-15 (바나, 발리의 아들); 2부: 쿠마라-칸다: 9.18; 윳다-칸다: 16.7, 35.31, 51.14-15; 3부: 사타루드라-삼히타: 11.20; 우마-삼히타: 10.35-40, 10.45-46 (공물 또는 세금으로서의 발리); 4부: 우마-삼히타: 48.44; 바야비야-삼히타: 30.56-58, 31.134-136 |      |

옛날에는 거대한 바다에서 움직이던 수많은 생물들이 당신의 주인님의 몸에서 물고기 형태로 꼬리로 묶어 분열되었습니다. 당신은 거북이 형태로 땅을 지탱합니다. 당신은 멧돼지 형태로 그것을 들어 올렸습니다. 사자 형태로 히란약시푸가 [당신에게] 죽임을 당했습니다. 다시 난쟁이 [바마나] 형태로 당신은 발리를 묶었습니다. 당신은 모든 생명체의 기원입니다. 당신은 영원한 주님입니다.— 시바 푸라나 (J.L. 샤스트리 번역, 1950), 3부 (사타루드라 삼히타), 11장, 18-20절

바마나 전설은 시바 푸라나에 간략히 언급되어 있는 것으로 보인다. 위에 인용된 바와 같다. 번역가 J.L. 샤스트리는 4부 (1659쪽, 각주 93)에서 '파탈라는 발리사드만(발리의 거처)이라고 불린다. 전설에 따르면 신 비슈누는 브라만 난쟁이의 모습으로 발리에게 세 걸음의 땅을 간청했고, 이를 얻은 후 두 걸음으로 하늘과 땅을 가로질렀으나, 발리의 헌신과 그의 손자 프라흘라다의 미덕을 존중하여 그 자리에서 멈추고 저승인 파탈라를 그에게 남겨주었다'고 언급한다. 그러나 프라흘라다는 사실 발리의 할아버지(히란야카시푸의 아들)이며, 샤스트리가 잘못 진술한 것처럼 그의 손자가 아니다. 다른 세부 사항은 다음과 같다:
- 발리가 인드라가 이끄는 데바들을 정복한 것은 쿠르마 화신 전설의 서곡으로, 데바 (힌두교)와 아수라들이 우유 바다를 젓기 위한 협정을 맺는 내용이다 (2부: 15). 발리는 '데바들과 아수라들 사이에 암리타 소유를 위한 대규모 전투'가 벌어지는 젓기 현장에 있었으며, 그것을 획득한 후 비슈누가 모히니로 화신하여 암리타를 데바들에게 준다 (3부: 22).
- 아니룻다 (크리슈나의 화신/손자)는 바나 (발리의 아들)의 거주지에 몰래 들어가 우사 (바나의 딸)와 동맹을 맺는다 (2부: 51–53). 이 전설은 슈리마드 바가바탐과 같은 다른 푸라나에도 반복된다.
- 발리의 장남인 바나는 '시바의 신자가 되었다. 그는 매우 존경받고 지적이었다' (1부: 루드라-삼히타: 51.14-15).
- 바마나라는 산이 있다 (3부: 우마 삼히타: 18.47).
- 히란약시푸, 히란약샤, 비로차나 (발리의 아버지) '그리고 발리는 매일 시바를 숭배한다' (4부: 코티루드라-삼히타 37.18); 예외는 프라흘라다 (히란약시푸의 아들, 비로차나의 아버지, 그리고 발리의 할아버지)인데, 그는 시바를 숭배하지 않고 대신 비슈누를 숭배한다.
- 바마나는 비슈누의 10가지 주요 화신인 다샤바타라에 등재되어 있다 (4부: 바야비야-삼히타: 30.56-58 및 31.134-136).

### 스칸다 푸라나
| 스칸다 푸라나 | 참조 | 주석                                                               |
| ------------- | --- | ------------------------------------------------------------------ |
| 스칸다 푸라나 | 1부: 8.90, 18–19; 2부: 62.53; 3부: 푸르바르다 - 6.51b-53, 11.14; 4부: 벤카타찰라 마하트먀 - 20.77-82; 5부: 푸루숏타마-크셰트라 마하트먀 - 37.12-17 (공물로서의 발리), 44.12; 6부: 카르티카마사-마하트먀 - 9.49b-60; 7부: 바이사카마사 마하트먀 - 4.16, 18.21-23, 27.25-26; 8부: 세투 마하트먀 - 3.81-82, 10.50-51 (공물로서의 발리), 37.20, 46.36; 9부: --; 10부: 푸르바르다 - 5.44, 21.12; 11부: 우타라르다 - 58.53, 58.158-164, 61.220, 82.111, 84.20; 12부: 아반티크셰트라 마하트먀 - 48.42-50, 63.1-8, 63.86, 63.238-270, 70.54-56; 13부: 차투라시티-링가 마하트먀 - 26.40-44; 14부: 레바 칸다 - 48.15-24; 15부: 레바 칸다 - 149.7-15, 151.1-7, 230.31-40; 16부: 나가라 칸다 - 24.5-17, 51.44; 17부: --; 18부: 나가라 칸다 - 244.7, 273.4-6; 19부: 프라바사-크셰트라-마하트먀 - 19.96-97, 81.18, 81.25, 83.54-56 (공물로서의 발리), 114; 20부: 프라바사 칸다 - 167.66-68 | 발리는 9부 전체에 걸쳐 제물/공물로 언급된다 (예: 6.17-19 및 6.44). |

발리가 (바마나에게) 땅을 선물할 때 물의 흐름을 막았을 때, 바르가바 (즉, 수크라)는 비슈누 (즉, 바마나)가 손에 든 다르바 풀 끝에 찔려 눈을 잃었다. 그는 소나찰라로 가서 매우 어려운 고행을 수행했다. 그의 영혼이 정화되자 그는 눈을 되찾았다.—  스칸다 푸라나 (작자 미상 번역, 1951), 3부 (푸르바르다), 6장, 51b-53절

특히 이 위에 인용된 사건은 스칸다 푸라나에 나오는 바마나의 두 전설 중 어느 쪽에도 언급되지 않는다.

#### 첫 번째 이야기

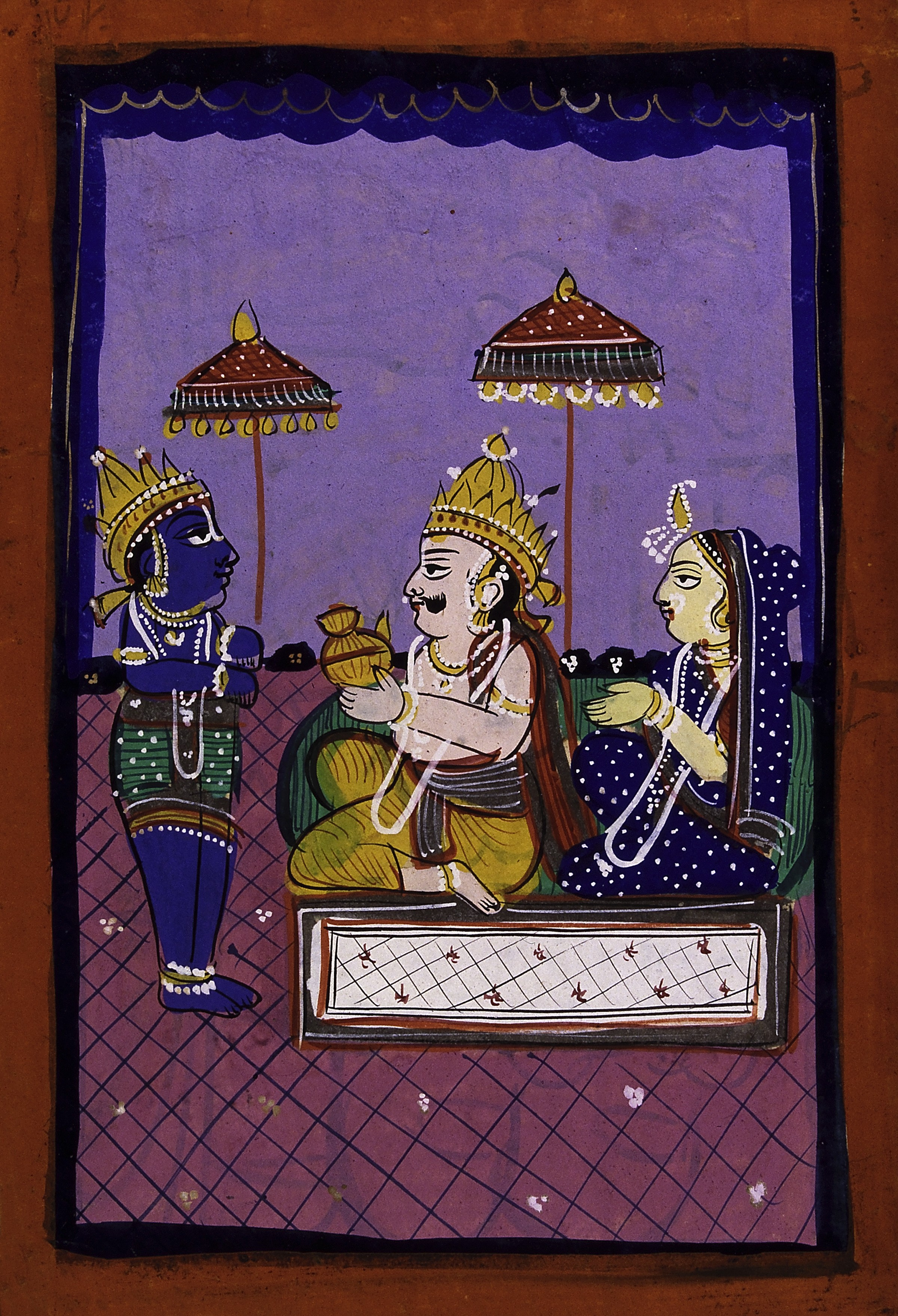
바마나, 발리, 그리고 빈디아발리.

첫 번째 이야기 (1부, 18–19장)에서는 다이티야들 (발리가 이끄는)에게 패배한 후, 부끄러워진 수라들 (인드라가 이끄는)은 여러 동물로 변장하여 은둔처인 카샤파와 아디티에게 피난처를 찾아간다. 아디티는 수라들을 돕고자 하여 카샤파의 조언에 따라 1년 동안 비슈누를 위해 에카박타 의식을 수행한다 (가장 상서로운 시간과 별 별자리를 포함한 세부 사항과 지침이 제공된다). 아디티의 성스러운 고행에 만족한 자나르다나 (비슈누)는 '드바다시 날이 슈라바나 성군과 일치하는 날 [브라마차린 (종교 학생)의 모습으로 나타났다]. 그는 두 팔을 가졌고 연꽃 같은 눈을 가졌다. 그는 아타시 (대마) 꽃 색깔을 가졌다. 그는 숲의 꽃으로 만든 화환으로 장식되었다'.
다이티야들을 어떻게 물리칠지 고민하던 바마나는 먼저 철퇴에게 발리를 죽이라고 명령하지만, 철퇴는 발리가 '위대한 브라만 (베다에 능통하고, 브라만들에게 친절하고 환대하는 자)'이므로 불가능하다고 답한다. 그의 원반과 사르가 활도 발리를 죽이라는 명령에 같은 답변을 한다: '주님께서 브라만인 것처럼, 오 비슈누, 이 위대한 다이티야 [발리]도 마찬가지입니다'. 한편, 다이티야들은 수라들이 버린 천국을 정복하고 발리를 인드라의 왕좌에 앉힌다. 발리의 이전 삶이 죄 많은 도박사였다는 이야기가 다시 들려오는데, 아디티가 자신의 브라타 (맹세)를 완료하자마자 - 그 직후 바마나, '위대한 종교 학생의 모습을 한 아디티의 아들'이 나타났다 - 발리의 100번째 말 제사 직전에 일어났음이 밝혀진다.
카샤파가 바마나를 위해 성스러운 실 의식을 거행할 때, 브라흐마는 성스러운 실을, 소마는 지팡이를, 지구는 두 샌들을, 바바니는 알름을 준다. 또한 미지의 존재들로부터 허리띠와 사슴 가죽을 받은 바마나는 발리의 다음 제사로 향한다. 발리는 브라만에게 온 지구를 줄 용의가 있지만, 바마나는 단 세 걸음의 땅만을 요청하고, 슈크라는 발리에게 종교 학생 ('바투')이 변장한 비슈누이며, 쿠르마 화신과 관련하여 비슈누가 이전에 모히니로 화신하여 암리타를 다이티야들로부터 빼앗아 수라들에게 주었다고 경고한다 (18장).
다음 장에서 발리는 '모든 이의 영혼인 하리 주님께서 나를 동정하여 나를 구원하시러 여기에 오셨으니' 요구하는 것은 무엇이든 주겠다고 말한다. 슈크라는 자신의 조언을 무시한 발리에게 저주를 내리고 은둔처로 물러난다. 슈크라가 제물을 막으려 하거나 눈을 잃는다는 언급은 없다. 바마나는 두 걸음을 내딛는데, 첫 걸음은 지구를 덮고 두 번째 걸음은 모든 존재를 덮는다. 브라흐마가 비슈누의 발을 씻는 데 사용한 물이 두 번째 걸음을 내딛자 갠지스강이 생성된다. 바마나는 원래 크기로 돌아오고, 가루다를 통해 발리를 꾸짖고 약속했던 세 걸음이 아닌 두 걸음만 선물한 것에 대해 발리를 묶는다 (모든 존재가 두 걸음 만에 덮였기 때문). 발리의 아내 빈디아발리는 이 계략을 간파하고 발리, 그녀의 아들 바나, 그리고 자신의 머리를 비슈누에게 바쳐 밟게 한다. 기뻐한 비슈누는 발리의 속박을 풀어주고, 발리에게 수탈라를 다스리라고 지시하며, 은혜를 베푼다. 발리는 '주님, 연꽃 같은 당신의 발 이외에는 아무것도 원하지 않습니다'라고 말한다. 비슈누는 발리의 문지기로 영원히 남아 있겠다고 약속하고, '세 세계의 모든 거지들과 구걸하는 자들은 발리에게 갔다. 그의 거처 입구에 서 있던 비슈누는 그들이 원하는 것은 무엇이든 주었다'. 이야기는 그리고 '그 발리가 이렇게 되었다' (즉, 행복하고 축복받았다)는 시바에 대한 찬양으로 끝난다 (19장).

#### 두 번째 이야기 및 기타 세부 사항
두 번째 이야기 (12부, 63장, 237절부터)에서, 비슈누에게 은혜를 받은 데바들의 요청에 따라, 바마나는 얼마 후 '아디티를 기쁘게 하는 자'로 태어난다. 이때 발리는 '인드라의 왕국을 빼앗기 위해 100회의 말 제사를 수행하고 있었다'. 바마나는 '네 베다의 만트라를 모두 노래하며', 카샤파와 브리구와 같은 인물들이 주재하는 발리의 제사에 도착한다. 문지기들의 안내를 받아 바마나는 발리에 의해 홀 중앙으로 안내되고, 그가 온 이유와 원하는 것을 묻는다.
바마나는 세 걸음의 땅을 요청한다. 발리는 훨씬 더 많은 것을 제안하지만, 바마나는 세 걸음의 땅만을 원한다고 반복한다. 브리구 (첫 번째 이야기에서는 슈크라)의 조언을 무시하고, 발리는 이를 허락하고, '하리는 즉시 우주를 차지했다. 산, 숲, 정글을 포함한 지구 전체가 두 발 반 [걸음]으로 덮였다'. 아수라들을 정복한 바마나는 세 세계를 사타크라투 (인드라)에게 돌려주고 지구로 돌아온다. 이 장의 나머지는 이 전설과 관련된 바마나 티르타 (성지)의 공덕에 관한 것이다. 다른 세부 사항은 다음과 같다:
- 발리의 파탈라 (즉, 저승)에 있는 도시는 보가바티라고 불린다 (3부: 푸르바르다: 11.14).
- 비슈누를 위한 12개월간의 제야스타판차카 브라타가 자세히 설명되어 있으며, 바마나에 대한 언급도 포함되어 있다 (5부: 44.12).
- 발리는 바마나에게 '디발리 축제 14일째에 사람들이 지옥에 등불을 바치면, 모든 조상들이 나라카에 머물지 않게 될 것'을 요청한다 (6부: 카르티카마사-마하트먀 - 9.49b-60).
- 비슈누 숭배를 위한 푸자 만다라 건축 절차에서 바마나는 가우타마 붓다와 함께 '동쪽 필라멘트의 앞에... 둘 다 구름처럼 어둡고 (피부색), 자비롭고, 고요하며, 독신이며, 성스러운 실과 흰 옷을 입고 오른손에 만개한 연꽃을 들고, 왼손은 그 위치로 아바야 (두려움으로부터의 보호)를 나타낸다'고 설치되어야 한다 (7부: 바이사카마사 마하트먀: 27.25-26).
- 바마나의 무르티가 집에 설치될 때 '그는 사람들을 번성하게 한다' (11부: 우타라르다: 61.220).
- 바마나는 비슈누의 10가지 주요 화신인 다샤바타라에 등재되어 있다 (15부: 레바 칸다: 151.1-7).
- 발리는 여덟 번째 마누의 통치 기간 동안 인드라의 자리를 차지할 것이다 (18부: 나가라 칸다: 273.4-6).

### 바마나 푸라나
| 바마나 푸라나 | 참조                                    | 주석 |
| ------------- | --------------------------------------- | ---- |
| 바마나 푸라나 | 사로마바트먀 - 2-10; 48-52 그리고 62-66 |      |

'오 왕이여, 불 성소를 위해 세 걸음을 주시오. 금, 마을, 보석 등은 그것을 원하는 자들에게 주시오.' 발리가 말했다 '오 지극히 존귀한 분이여, 세 걸음으로 무엇을 하시겠습니까? 백 걸음이나 천 걸음을 요청하십시오.' 스리 바마나가 말했다 '오 아수라들의 우두머리여, 간청하는 한 이 정도면 만족합니다. 다른 구도자들에게는 그들이 원하는 대로 귀중한 것을 주십시오.'— 바마나 푸라나, (A.S. 굽타 번역, 1968), 사로마바트먀, 10장, 44-45절

바마나 푸라나에는 바마나 전설에 대한 두 가지 주요 이야기가 있다. 전설과 관련 없는 사건이나 인물(예: 발리가 데바들을 미리 정복한 것과 발리를 저주한 후 프라흘라다의 순례)을 제외하면 최소 18개의 장이 바마나와 직접적으로 관련되어 있다. H.H. 윌슨은 이 푸라나에 나오는 바마나 전설을 '발리를 속임수로 겸손하게 만들기 위한 크리슈나의 난쟁이 탄생'이라고 요약한다. 이는 발리가 무력으로는 무적이었기 때문이다. 이야기는 평소와 같이 진행되지만, 배경은 쿠루크셰트라이다. 이 다소 무뚝뚝한 요약은 발리가 겸손해지거나 속임을 당하지 않았으므로 근본적으로 부정확하고 오해를 불러일으킨다. 일반적으로 발리는 고귀한 영혼을 가진 종교적인 인물로, 바마나가 누구인지 정확히 알고 있으며, 결과에 대한 경고에도 불구하고 세 발자국의 땅을 의도적으로 허락한다. 이는 바마나 푸라나에 포함된 두 이야기 모두에서 그러하며, 발리는 '겸손해진' 것이 아니라 저승의 통치자로 즉위하고 인드라 (즉, 데바들의 왕)의 직위를 약속받는다.

#### 첫 번째 이야기

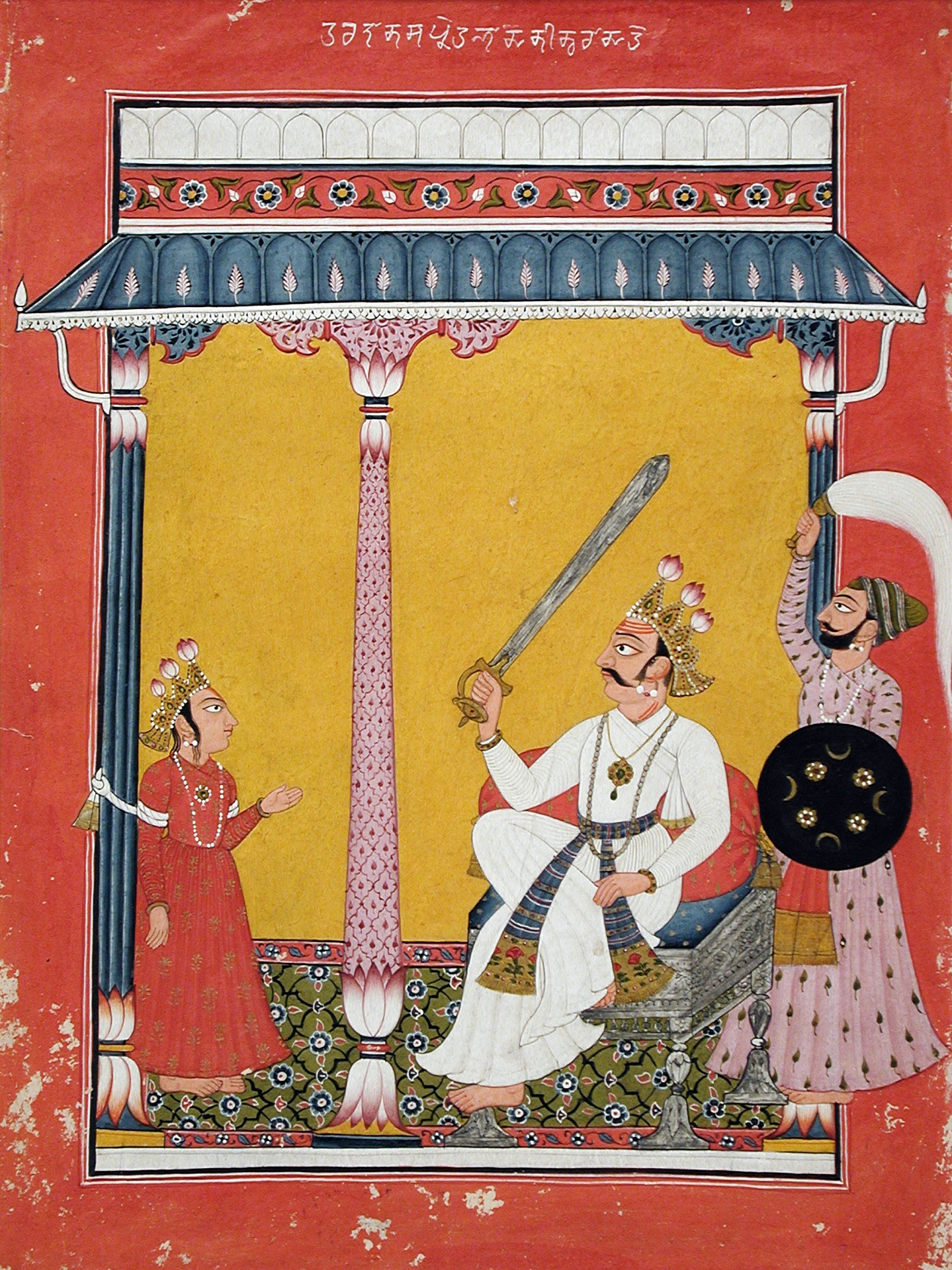
프라흘라다와 그의 아버지, 히란야카시푸.

첫 번째 이야기는 마츠야 푸라나의 이야기와 매우 유사하며 (위 참조), 9장 (사로마바트먀: 2-10)으로 구성되어 있다. 이야기는 발리가 인드라를 물리친 후 왕으로 즉위하는 것으로 시작된다. 고귀하고 종교적인 발리는 승리에 대한 축하를 받고 스리의 축복을 받는다 (2). 한편, 인드라는 그의 어머니 아디티에게 돌아가고, 아디티는 발리가 비슈누에 의해서만 패배할 수 있다고 말한다. 아디티와 데바들은 '존재의 창조자이자 모든 자손의 지고한 스승'인 카샤파에게 가서 브라흐마의 천상 거처인 브라흐마로카로 이동한다 (3).
브라흐마는 데바들에게 '모든 세계의 주님이시며, 우주의 영원한 주인이시며, 태초의 신으로 불리는 그분'에 의해 세 세계가 해방될 것이라고 말한다. 심지어 데바들조차 그 위대한 분이 누구인지 모른다'. 그곳에서 데바들은 '우주의 창조주가 계시는 북쪽 방향의 크시로다 바다의 북쪽 강둑... 암리타로 알려진 지역'으로 여행한다. 그곳에서 '천 개의 눈을 가진 신 나라야나'가 영적인 합일을 통해서만 깨달아질 수 있음을 알고, 1,000년 동안 성스러운 서약을 수행하고 베다를 낭송했다 (4). 카샤파는 또한 '데바데바'('데바들의 신')와 '프라시타라'('제사에서 공물을 먹는 자')를 포함한 비슈누의 많은 이름을 칭송하며 희생의 중요성을 언급한다 (5).
나라야나는 카샤파의 요청에 동의하여 '인드라의 남동생으로 태어나, 친족의 행복을 증진시키고, 아디티의 사랑스러운 아들이 되겠다'고 약속한다. 카샤파의 은둔처로 돌아온 아디티는 10,000년 동안 고행을 수행한다 (6). 그녀의 고행에 만족한 비슈누는 나타나 아디티의 아들 인드라를 권좌에 복귀시키려는 소원에 동의하고, 태 안에 잉태된다 (7). 악마들이 빛을 잃자, 발리는 할아버지이자 비슈누 신자인 프라흘라다에게 그 이유를 묻는다. 하리에 명상하면서 프라흘라다는 바마나의 환상을 보고 발리에게 알리는데, 발리는 비웃고 그 결과 '편재하는 지고한 영'에 대한 불경으로 저주를 받는다 (8). 발리는 사과하고 프라흘라다에게 용서받으며, 저주로 인해 왕국을 잃을 것임을 받아들인다. 한편, 바마나는 아디티에게서 10개월의 임신 후에 태어난다. 브라흐마는 자타카르마 의식 및 기타 의식을 수행한 후 검은 사슴 가죽을 선물하고, 브리하스파티는 성스러운 실을, 마리치는 아사다 지팡이를, 바시스타는 카만달루를, 앙기라스는 비단 옷을 주는 등이다. 난쟁이는 그리고 천천히 발리의 제사로 향하는데, 그의 발자취는 땅에 움푹 파인 흔적을 남긴다 (9).
슈크라는 발리에게 바마나가 도착한다고 경고하고, 어떤 요청도 거부하라고 조언한다. 발리는 자신이 원하더라도 희생제의 주님을 거부할 수 없으며, 주님께서 직접 야즈나에 도착하는 것을 매우 큰 행운으로 여긴다고 답한다. 발리는 바마나에게 '내 소유의 어떤 것이든 선물'을 제안하고 비슈누는 '불 성역 [제단]을 위한 세 걸음'을 요청한다. 발리는 동의하고 '물이 그의 손바닥에 떨어지자마자 난쟁이는 난쟁이가 아닌 차원으로 변모하여 모든 데바들을 포함하는 자신의 형상을 즉시 보여주었다'. 세 걸음으로 바마나는 세 세계를 되찾고, 이 세계들은 인드라에게 돌아가고, 발리는 '바이바스바타 시대가 끝나면' (즉, 일곱 번째 마누의 통치 말기) 인드라가 될 것을 약속받는다. 그때까지 그는 '수백 개의 궁전으로 가득 차 있고 데바들에게 필요한 편안함을 제공하는' 수탈라에서 통치해야 한다. 이 장의 나머지는 희생의 중요성과 '믿음 없이 수행된 희생'과 같은 다른 사람들의 부적절한 관행을 통해 발리가 얻은 공덕에 관한 것이다 (10).

#### 두 번째 이야기

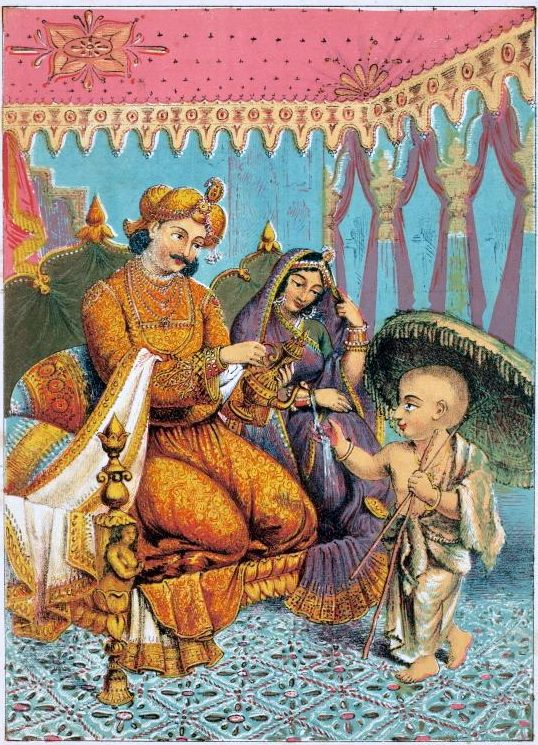
발리와 함께 있는 바마나.

두 번째 이야기(발리가 데바들을 정복한 내용과 발리를 저주한 후 프라흘라다의 순례와 같이 전설과 직접 관련이 없는 장을 제외하면 최소 5개의 장으로 구성된다(사로마바트먀: 50–51, 62, 64–65)). 이 이야기에서 인드라는 브라흐마로카로 가서 브라흐마와 카샤파와 협의하는데, 그곳에서 그는 디티의 태아를 파괴하려 한 죄 때문에 (비슈누가 구함) 자신의 왕국을 잃었다는 말을 듣는다. 디티는 카샤파의 또 다른 아내이자 다이티야들의 어머니이다. 인드라는 고행을 수행하고, 이에 대해 어머니 아디티에게 말한다. 아디티도 고행을 수행하고, 이에 기뻐한 비슈누는 그녀의 아들로 태어나 (즉 바마나) 인드라를 권좌에 복위시키기로 동의한다 (50). 첫 번째 이야기와 비슷하게, 발리는 바마나의 탄생에 대해 경고를 받고, 위협을 심각하게 받아들이지 않아 저주를 받는데, 이번에는 할아버지 프라흘라다(슈크라가 아님)에 의해 저주를 받고 순례를 떠난다 (51).
바마나가 태어나자 브라흐마는 우파나야나와 자타카르마 의식 등을 행하며 그를 찬양한다. 풀라하는 바마나에게 성스러운 실을 주고, 풀라스티아는 흰 옷 두 벌을, 아가스티아는 사슴 가죽을, 바라드바자는 허리띠를, 마리치는 지팡이를, 바시스타 (바루나의 아들)는 묵주를, 앙기라스는 우산잔디 빗자루를, 라구 왕은 우산을, 느르가는 신발 한 켤레를, 브리하스파티는 물병을 주는 등이다. 바마나는 '번영을 크게 가져다줄 쿠루크셰트라로 가겠다. 그곳에서 악마 왕 [발리]의 신성한 아슈바메다 제사가 진행 중이다'라고 말한다 (62).
슈크라는 발리에게 바마나에게 아무것도 주지 말라고 조언한다. 발리는 이 조언을 거절하고, '옛날 말라야 산에서 일어났던 코사카라의 아들 니사카라의 이야기를 들려준다'. 이 이야기는 바라트의 전설과 유사한데, 이전 생을 기억하는 사람이 정신 이상인 척하며 다른 사람들에게 학대를 당하면서 '마음, 행동, 말로 더 이상 끔찍한 죄를 짓지 않기 위해' 고통을 겪는다는 내용이다 (64). 바마나는 발리의 제사에 도착하여 세 걸음의 땅을 요청한다. 발리는 훨씬 더 많은 것을 제안하지만, 바마나는 다시 '세 걸음만 주십시오. 이만큼만 요구합니다'라고 반복한다. 발리는 동의하고, '물이 (항아리)에서 (비슈누의) 손에 떨어지자마자 그는 세 세계를 포괄하기 위해 신성하고 다채로운, 세상을 아우르는 형상으로 변모했다'. 두 걸음으로 바마나는 모든 존재를 덮고 갠지스강을 만든다. 바마나는 그리고 발리에게 '내 (남은) 걸음을 제공하거나 포로가 되라'고 말한다. 발리의 아들 바나는 이 계략을 간파하고, 비슈누가 난쟁이라는 작은 모습임에도 불구하고 한 걸음으로 모든 존재를 가로지를 수 있었을 것이라고 지적한다.
비슈누는 자신의 세 걸음이 발리의 이익을 위한 것이기도 했으며, 왕에게 직접 '오 왕이여, 나의 수수료가 지불될 때까지, 당신은 수탈라 (좋은 표면)라고 불리는 지하 영역에서 질병 없이 자유롭게 살 수 있습니다. 이는 매우 유익합니다'라고 말한다. 첫 번째 이야기와 마찬가지로, 비슈누는 저승에 거주하는 동안 부적절한 제물과 드바라-프라티파다와 같은 다른 성스러운 의식도 발리에게 이익이 될 것이라고 말한다. 그리고 '하늘을 인드라에게 되돌려주고, 데바들이 제물에서 그들의 몫을 누리게 한 후, 전능한 우주의 주님은 사라졌다' (65).

### 바라하 푸라나
| 바라하 푸라나 | 참조 | 주석 |
| ------------- | --- | ---- |
| 바라하 푸라나 | 1부: 1.11, 4.2-3, 7.32, 8.43, 15.14, 43.2-7, 48.18-22, 55.37, 113.25, 113.42; 2부: 160.40, 166.25, 174.53-54, 174.63, 174.76-83, 210.64, 211.69 |      |

지팡이와 사슴 가죽을 든 키 작은 브라흐마차리가 요가 힘으로 측정할 수 없는 거대한 몸으로 변모하여 땅을 초월하고 발리의 제사를 무효화시켰으니, 그분이 우리를 정화하시기를.— 바라하 푸라나 (작자 미상 번역, 1960), 1부, 15장, 14절

바라하 푸라나에서는 바마나 전설이 위에 인용된 것처럼 간략하게만 언급되어 있는 것으로 보인다. 다른 세부 사항은 다음과 같다:
- 바마나는 비슈누의 10가지 주요 화신 (다샤바타라) 중 하나이다 (1부: 4.2-3, 113.42 및 2부: 211.69).
- '차이트라 (메사) 달에, 드바다시 날에 적절한 단식 후에 비슈누를 숭배해야 한다. 발은 바마나로서 숭배되어야 한다' (1부: 43.1-2).
- 바마나 숭배는 '모든 혼미함'을 제거한다 (1부: 48.18).
- '다르마에 무지하고 무관심하며 자비심이나 선물을 주지 않는 자들을 위한 유일한 구원의 수단은 바드라파다 달에 슈라바나 별이 드바다시와 결합할 때 마투라의 합류점에서 바마나 경에게 숭배와 희생을 바치는 것'이라고 말한다 (2부: 174.53-54).

### 바유 푸라나
| 바유 푸라나 | 참조 | 주석 |
| ----------- | --- | ---- |
| 바유 푸라나 | 1부: 50.41 (발리의 도시), 55.3, 55.7; 2부: 5.133, 35.73, 35.77, 36.74-85, 37.26-32, 38.21-22, 46.29 (공물로서의 발리); |      |

세 번째 화신인 바마나는 모든 세 세계가 다이티야들에게 점령당하고 발리가 다스리던 일곱 번째 트레타 유가에 일어났다... 상서로운 때에 브라만의 모습을 취하여 발리에게 요청했다: "오 왕이여, 당신은 세 세계의 주인이십니다. 모든 것이 당신 안에 있습니다. 제게 세 걸음의 공간을 허락해야 합니다."

"주겠소." 비로차나의 아들 발리 왕은 약속했다. 그가 바마나 (난쟁이)임을 알고 그는 매우 기뻐했다. 그러나 오 훌륭한 브라만들이여, 그 바마나 경은 세 걸음으로 전 우주, 즉 땅, 천국, 그리고 하늘을 측정했다.— 바유 푸라나 (작자 미상 번역, 1960), 2부, 36장, 74-76절

바유 푸라나에서 바마나의 전설은 2부 (36.74-85)에 간략히 재현되어 있으며, 그 발췌문이 위에 인용되어 있다. (다른 많은 전설에 비해) 단순화된 버전으로, 바마나가 아수라들로부터 세 세계를 되찾은 후, '그는 그들을 아들과 손자들과 함께 저승의 바닥으로 후퇴하도록 강요했다. 나무치, 샴바라 그리고 프라흘라다 (그들 중)도 포함되었다. 잔인한 다나바들은 죽임을 당했다'. 발리 또한 '친척, 친구, 추종자들과 함께 거대한 올가미에 묶였다'고 명시되어 있다.
바마나 이전의 비슈누의 이전 두 화신은 바라하와 나라심하로 명시되어 있다. 특히, 일반적으로 나열되는 화신과 달리, 네 번째 (열 번째 트레타 유가에서 일어난) 화신은 다타트레야, 다섯 번째 (열다섯 번째 트레타 유가)는 만다트리, 여섯 번째 (열아홉 번째 트레타 유가)는 파라슈라마, 그리고 일곱 번째 (스물네 번째 트레타 유가)는 라마이다. 라마 이후의 다른 화신들은 여기에 나열되지 않았다. 다른 세부 사항은 다음과 같다:
- 발리의 아들들은 '이 땅에 네 카스트의 규율을 확립했다' (2부: 37.26-32).
- 두 명의 다른 발리가 있다. 첫 번째는 마하발리, 비슈누/바마나에게 세 걸음으로 정복당한 인드라의 라이벌이다. 두 번째는 '자식이 없어서 디르가타마스에게 [자손]을 요청했던 또 다른 동인도 왕'이다 (2부: 37장, 각주 1, 796쪽). 익명의 번역가는 바유 푸라나가 37장에서 이 두 발리를 혼동하는 것 같다고 지적한다 (즉, 마하발리는 자식이 없지 않았다).
- '이전에 발리, 비로차나의 아들이었던 그는 그들 데바들의 인드라가 될 것'이라고 명시되어 있다 (2부: 38.21-22).
- 발리의 아들 중 한 명인 차크라바르마는 마하바라타의 주요 악당 중 한 명인 카르나로 환생할 것이라고 명시되어 있다 (2부: 7.32).

### 비슈누 푸라나
| 비슈누 푸라나 | 참조                                                | 주석 |
| ------------- | --------------------------------------------------- | ---- |
| 비슈누 푸라나 | 1권: 9; 2권: --; 3권: 1; 4권: --; 5권: 5; 6권:' --; |      |

만물의 주님이신 신들의 신 자나르다나가 (다양한 형태로) 인류 가운데 내려오는 것처럼, 그의 보조자 슈리도 그러하다. 그리하여 하리가 난쟁이로, 아디티의 아들로 태어났을 때, 락슈미는 연꽃에서 (파드마, 또는 카말라로) 나타났다; 그가 브리구 족속의 람 (또는 파라슈라마)으로 태어났을 때, 그녀는 다라니였다; 그가 라가바 (라마찬드라)였을 때, 그녀는 시타였다; 그리고 그가 크리슈나였을 때, 그녀는 루크미니가 되었다. 비슈누의 다른 하강에서도 그녀는 그의 동반자이다. 그가 천상의 형태를 취하면, 그녀는 신성하게 나타나고; 필멸의 형태를 취하면, 그녀도 필멸이 되어, 비슈누가 입고 싶어하는 어떤 특성에도 맞게 자신의 몸을 변화시킨다.— 비슈누 푸라나, (H.H. 윌슨 번역, 1840), 3권, 1장

비슈누 푸라나에서는 바마나 전설이 간략하게만 언급된 것으로 보인다. 위에 인용된 바와 같다. 번역가 H.H. 윌슨의 주석에 따르면, '더 자세한 내용은 바가바타 푸라나, 쿠르마, 마츠야, 바마나 푸라나에 나타난다'. 그러나 위 인용문에는 바마나에게 파드마 또는 카말라라는 아내가 있었고, 그녀는 그의 영원한 배우자인 락슈미의 화신이라고 명시되어 있다. 아내에 대한 유일한 다른 언급은 바가바타 푸라나에 나오는데, 그 이름은 키르티(Kirti, '명성'을 의미, 위 참조)였다.

## 상감 문학
타밀 상감 문학의 여러 텍스트, 예를 들어 물라이파투와 페룸파나라루파타이는 비슈누의 바마나 화신을 트리비크라마로 언급하며, 그가 지구를 가로지른 행위를 지칭한다.

## 축제

### 발리프라티파다
발리프라티파다는 디왈리의 닷새 동안 지켜지는 고대 축제로, 다른 것들 중에서도 발리-바마나 전설을 기념한다. 이 전설은 헌신, 선의, 관용을 의미한다.

### 오남

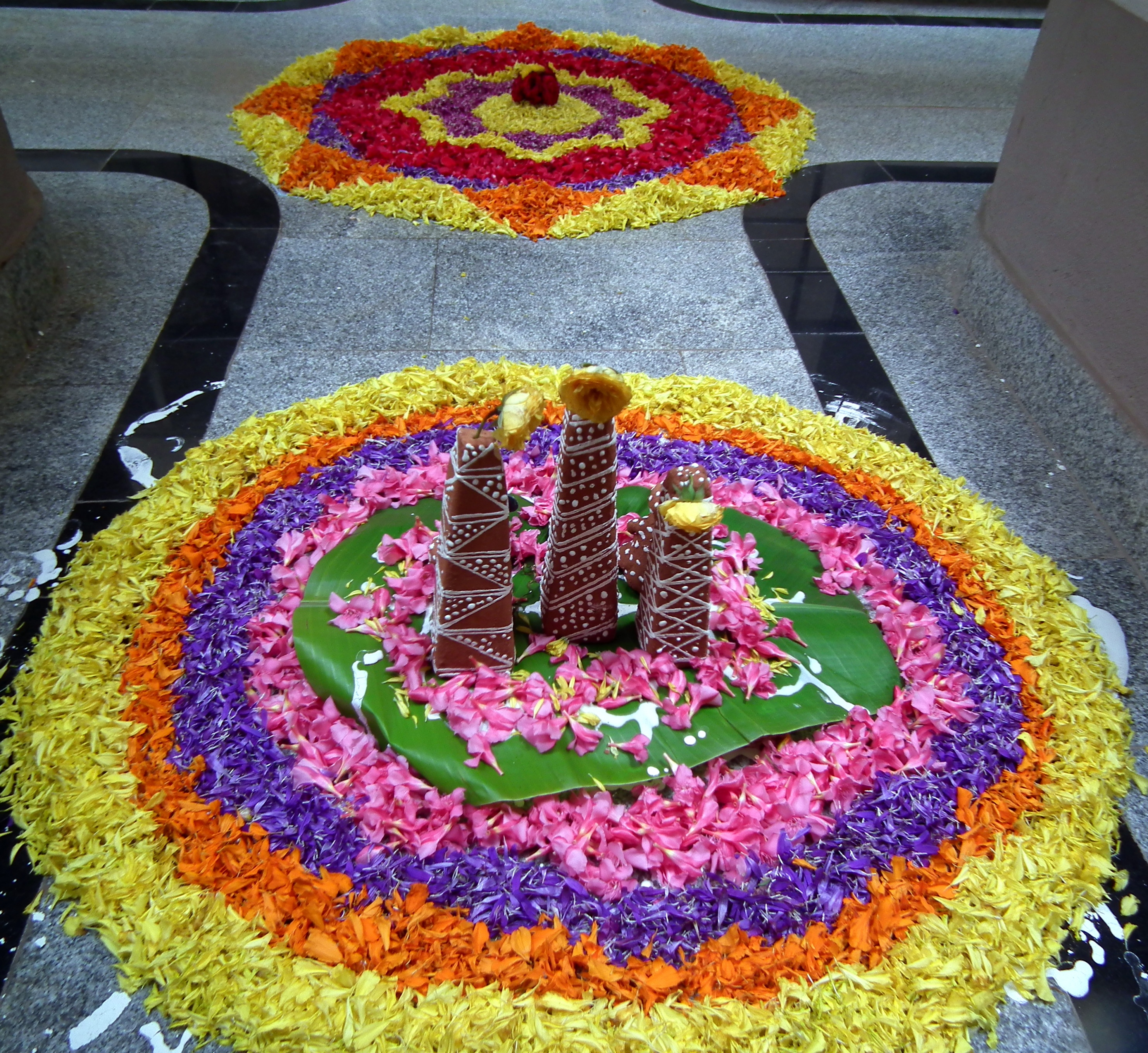
오남 기간 동안 푸칼람 안에 있는 트리카카라 아판 오나타판 우상 (바마나 화신의 아니콘)

바마나 전설의 한 버전에서, 마하발리가 비슈누의 세 번째 발걸음을 위해 자신을 바친 것은 마하발리의 헌신적인 행위였다. 비슈누는 그에게 은총을 베풀었다. 마하발리는 매년 한 번 자신이 이전에 다스렸던 땅과 사람들을 다시 방문하기로 선택했다. 이 방문은 오남 축제를 기념하며, 그의 덕스러운 통치와 비슈누 앞에서 약속을 지킨 겸손을 상기시킨다.
마하발리 없는 이 전설의 더 단순한 형태는 리그베다와 베다 경전인 샤타파타 브라마나에서 발견되는데, 여기서는 태양신이 비슈누의 힘을 가진 것으로 묘사된다. 이 이야기는 시간이 지남에 따라 발전했을 가능성이 있으며, 부분적으로는 우화적이다. 여기서 발리는 몬순 기간 동안 쌀 수확의 풍요 후에 감사 제물의 은유이며, 비슈누는 오남에 앞서 케랄라주의 태양과 여름의 은유이다. 마하발리 이야기는 케랄라의 오남에 중요하지만, 유사한 마하발리 전설은 우타르프라데시주의 발리아 지역, 같은 주의 바완, 구자라트주의 바르치, 마하라슈트라주의 마하발레슈와르에서도 중요하다. 이 이야기는 마하발리의 통치가 끝났기 때문에 중요한 것이 아니라, 사건의 주기적인 본질에 대한 힌두교 신념, 즉 미덕과 모든 슬픔을 극복하는 자기 이해를 제외하고는 어떤 개인, 어떤 통치자, 어떤 것도 영원하지 않다는 것을 강조한다.

## 도상학
바마나의 도상학은 지역에 따라 다르다. 세 가지 도상이 일반적인데, 하나는 그의 왼발이 무릎 위로 들려 있는 모습, 두 번째는 그의 발이 배꼽 위로 들려 있는 모습, 세 번째는 이마 위로 들려 있는 모습이다. 이 도상들은 각각 바마나가 트리비크라마로서 덮었던 세 가지 세계, 즉 저승, 지구, 천국을 상징한다.

## 사원

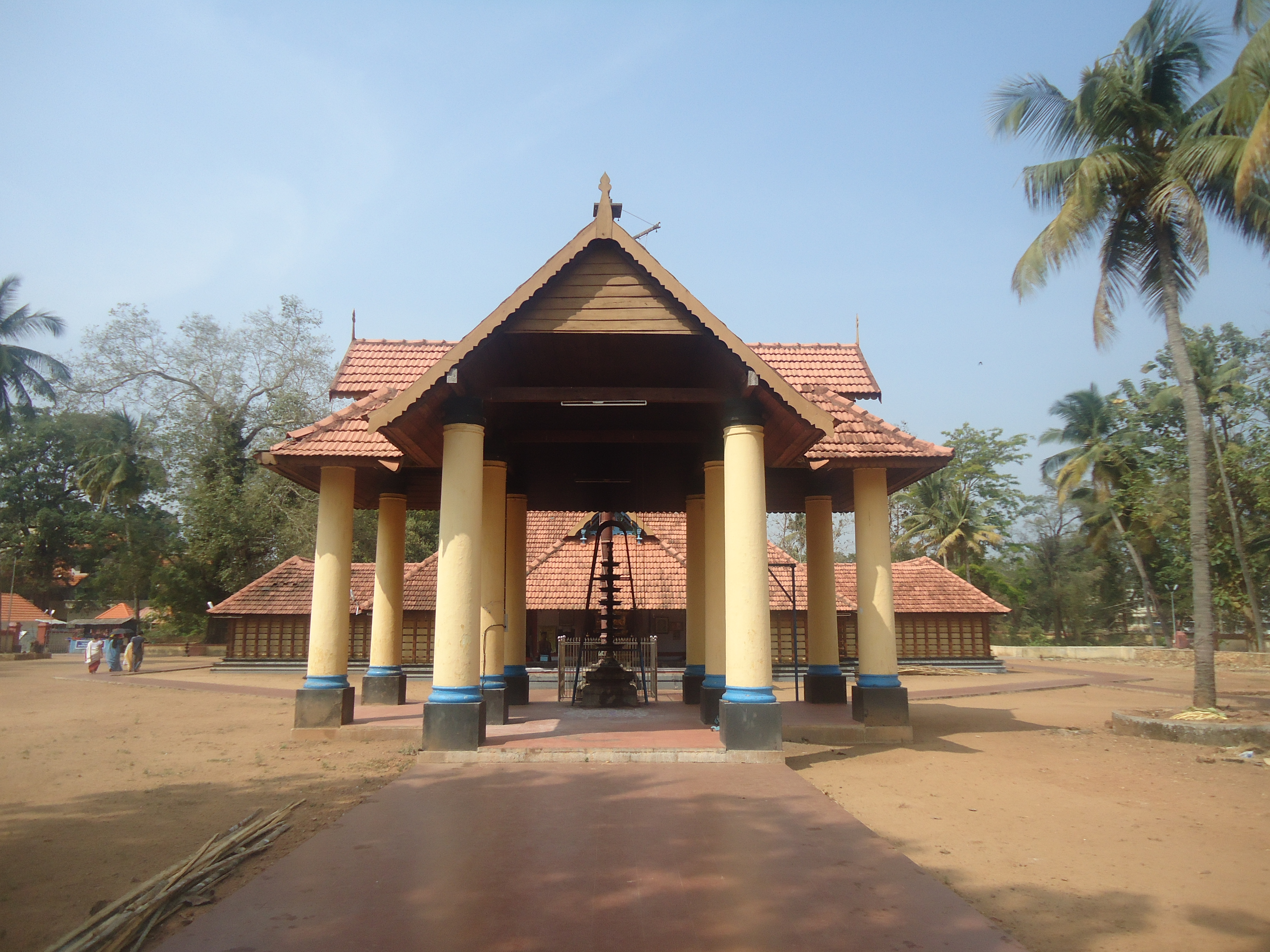
케랄라주 트리카카라 사원

바마나 도상과 이미지는 많은 비슈누파 사원에서 발견된다. 일부 바마나 사원은 다음과 같다:
- 자발푸르 마리아의 바마나 사원 (5세기, 굽타 제국 시대)[198][199]
- 마하라슈트라주 람기리 사원의 나가푸르 단지에 있는 바마나 사원 (서기 5세기)[200]
- 웃타르프라데시주 데오가르 다샤바타라 사원의 비슈누 다른 아바타라들과 함께 있는 바마나 (서기 500-500년)[201]
- 케랄라주 코친 트리카카라 사원
- 코타얌, 케랄라의 벨루르 스리 바마나 스와미 사원
- 트리수르, 케랄라의 미트라난다푸람 바마나무르티 사원
- 에르나쿨람, 첼라마트롬의 마탐필리 바마나 무르티 사원
- 티루바난타푸람 티루말라의 트리비크라마망갈람 마하비슈누 (바마나) 사원 (보호 기념물)
- 칸치푸람의 울라갈란타 페루말 사원 (칸치푸람)
- 마디아프라데시주 카주라호 동부 사원군의 바마나 사원 (카주라호)
- 타밀나두주 빌루푸람 지구 티루코일루르의 울라갈란타 페루말 사원 (티루코일루르)
- 타밀나두주 시르카지의 카지시라마 빈나가람
- 자간나트 푸리 사원의 본당 탑에는 남쪽에 바라하, 서쪽에 나라싱하, 북쪽에 바마나의 세 보조 사당이 있다. 높은 부조의 바마나 데바는 발리 사건을 정교하게 묘사한다.

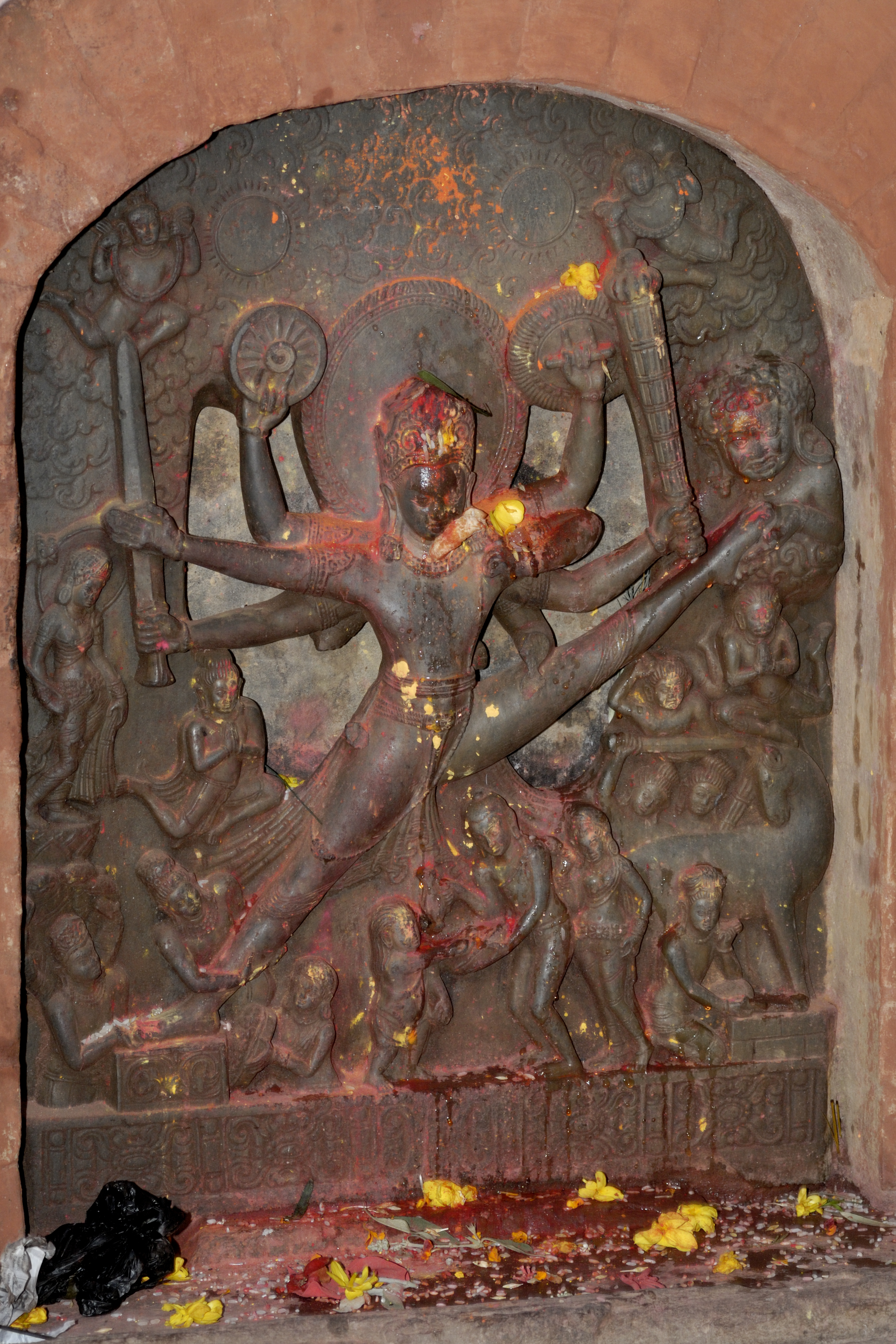
거대한 걸음을 내딛는 바마나, 네팔
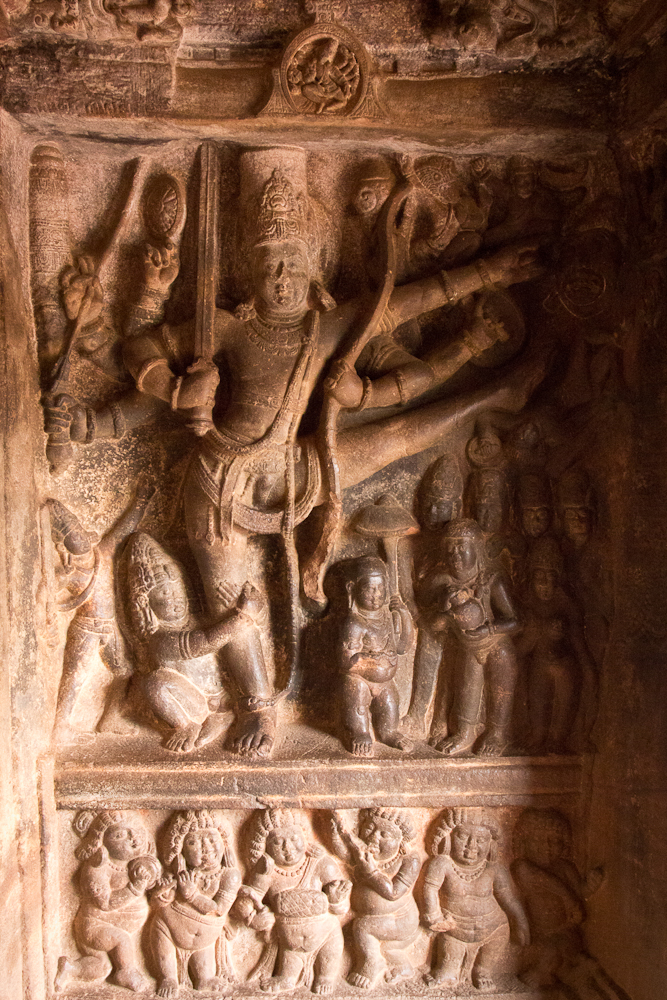
카르나타카주 바다미 동굴 사원의 바마나
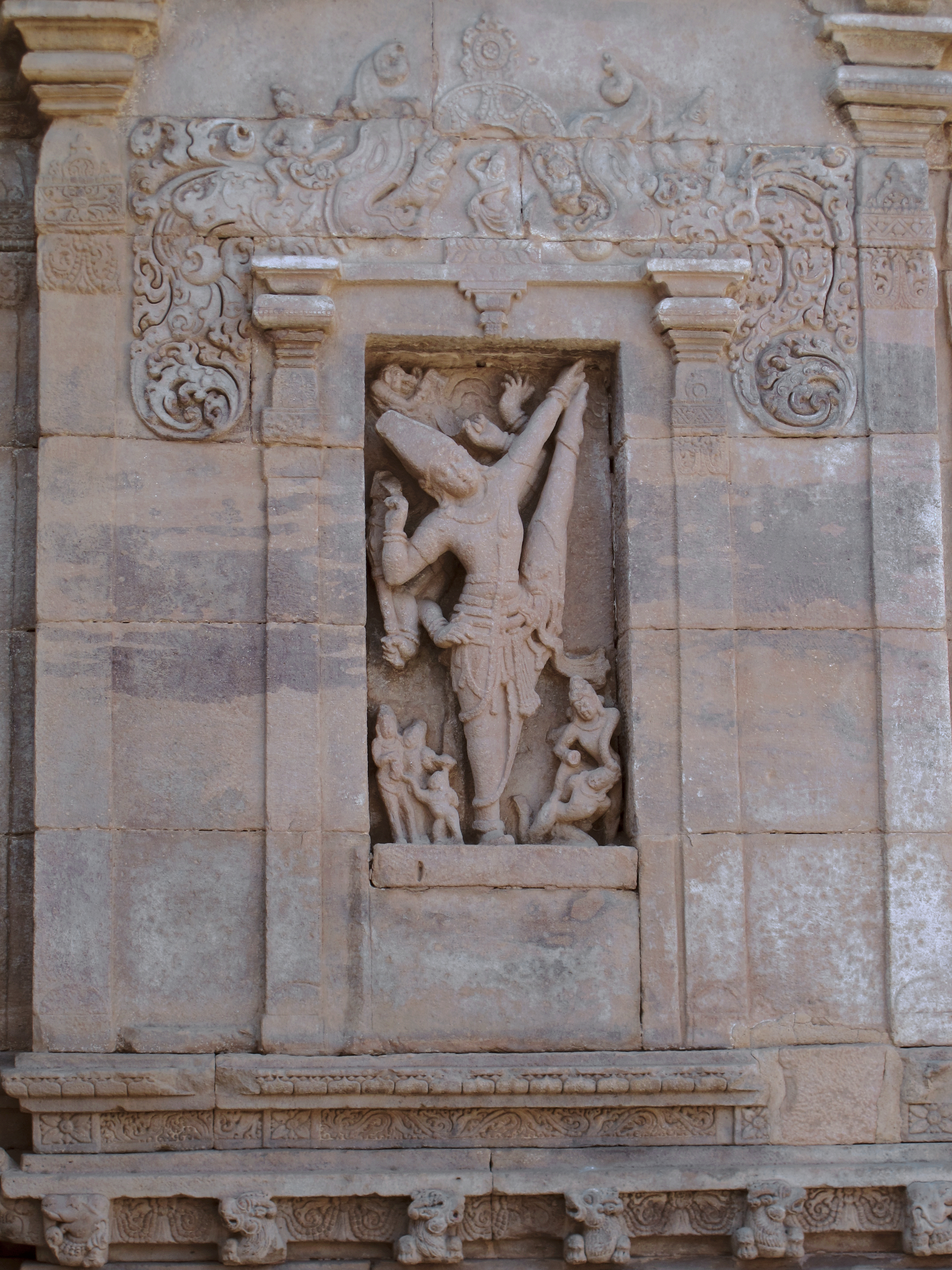
하늘을 가로지르는 바마나, 카르나타카주
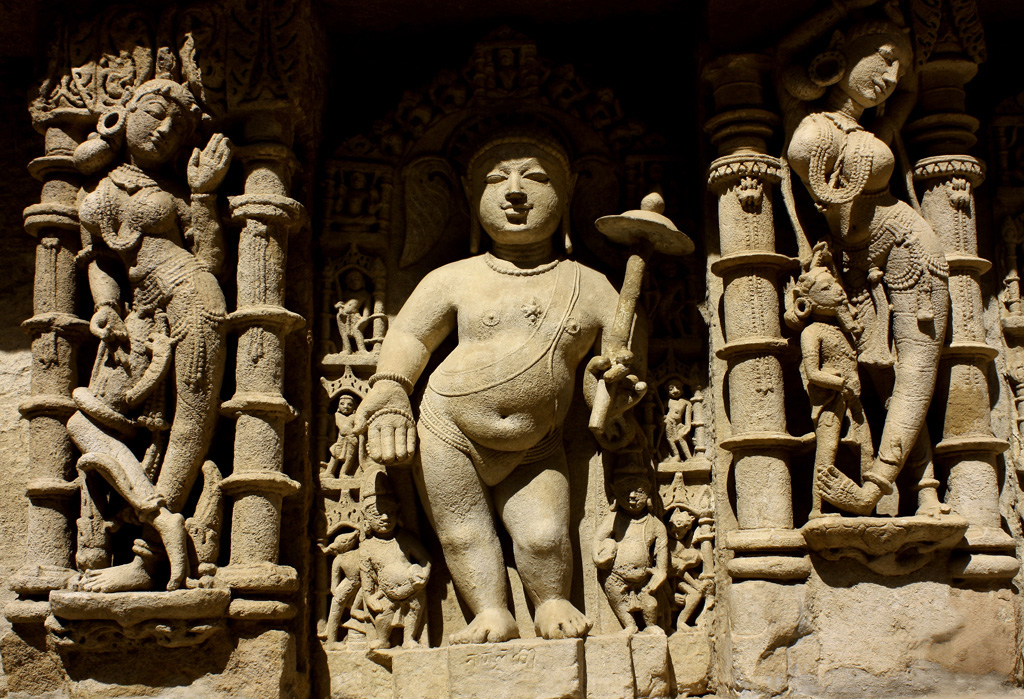
구자라트주 파탄 라니 키 바브의 난쟁이 바마나 아바타라
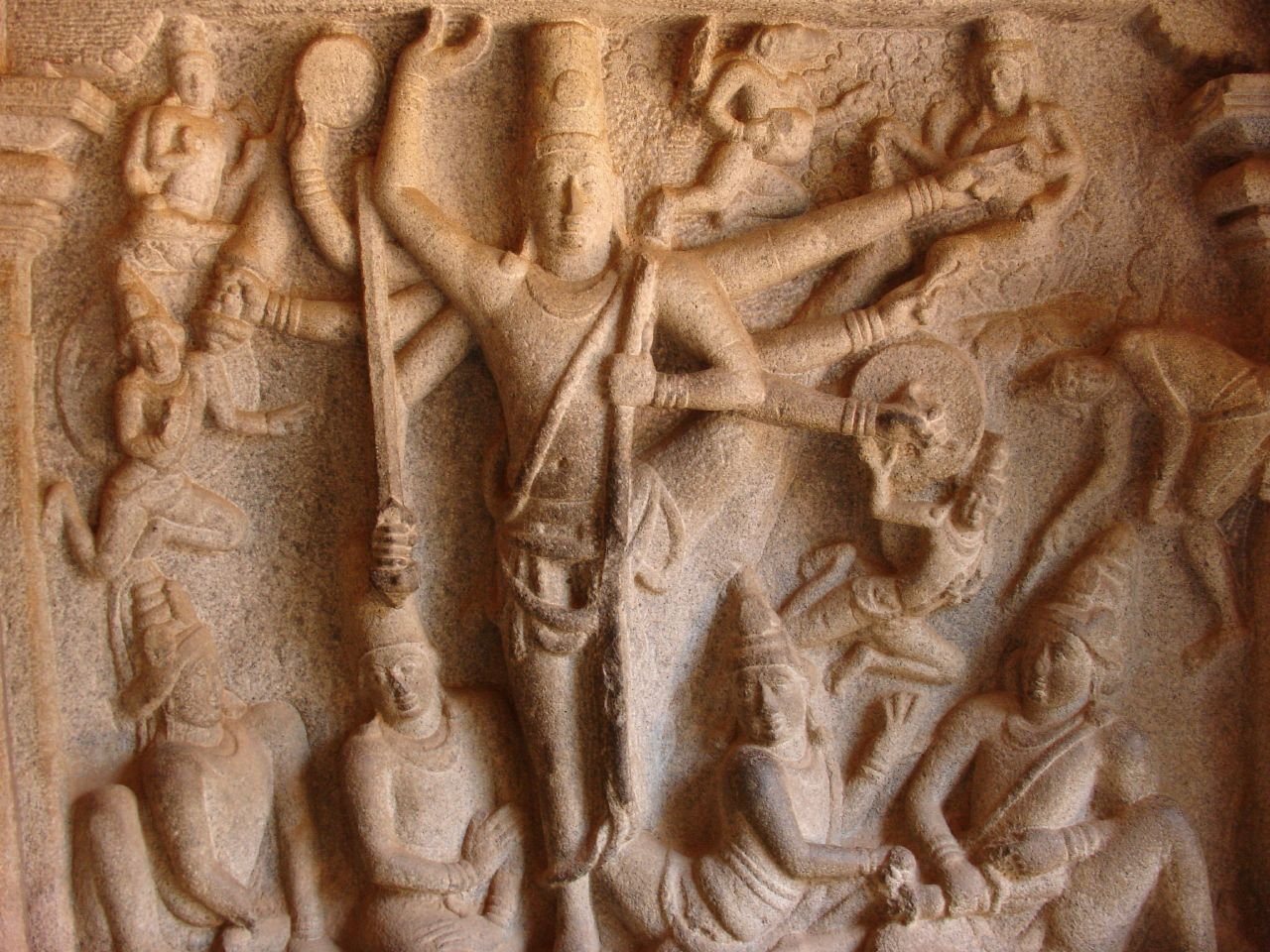
타밀나두주 마하발리푸람의 트리비크라마로서의 비슈누
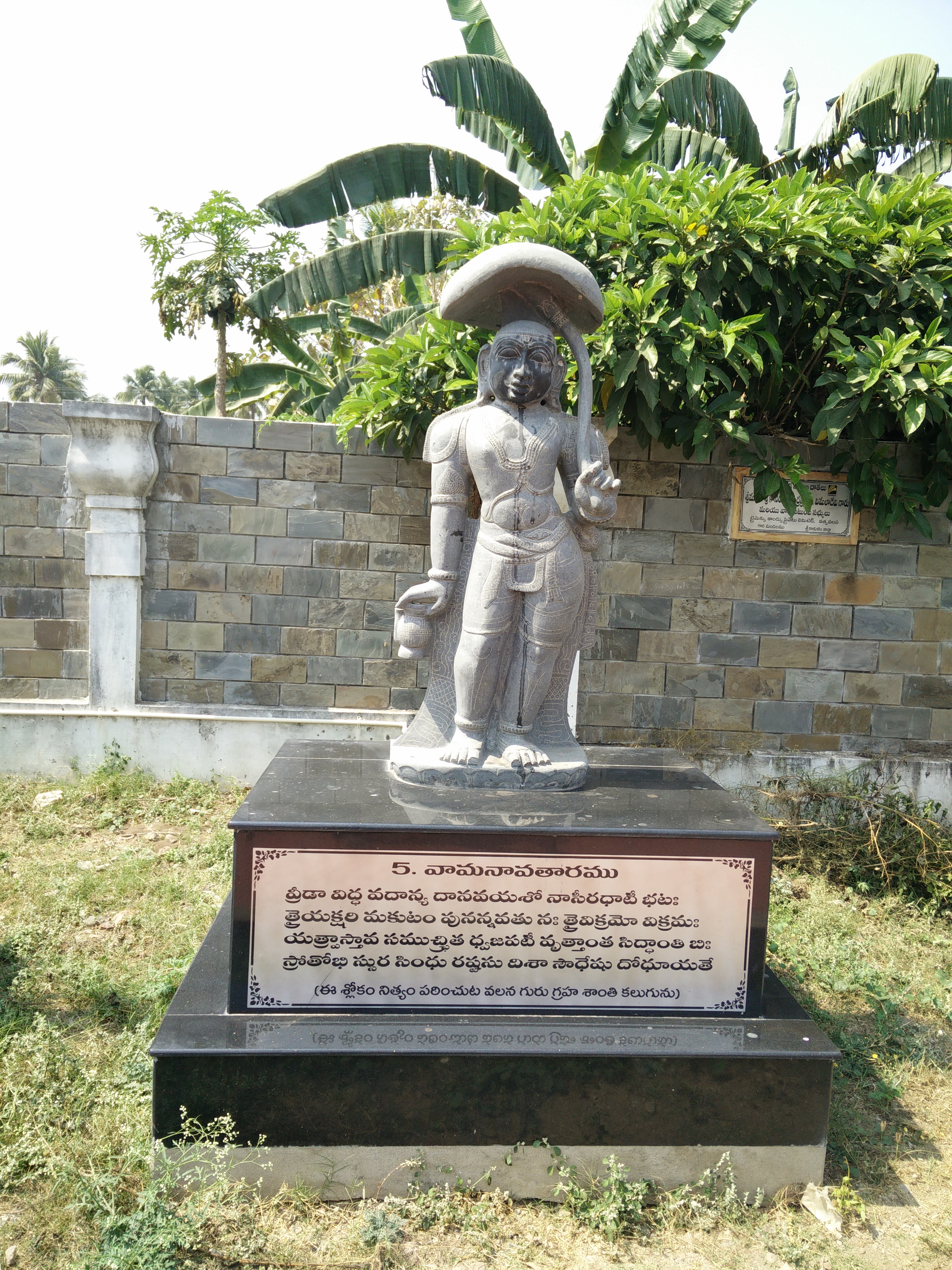
안드라프라데시주 스리쿠르맘의 난쟁이 바마나
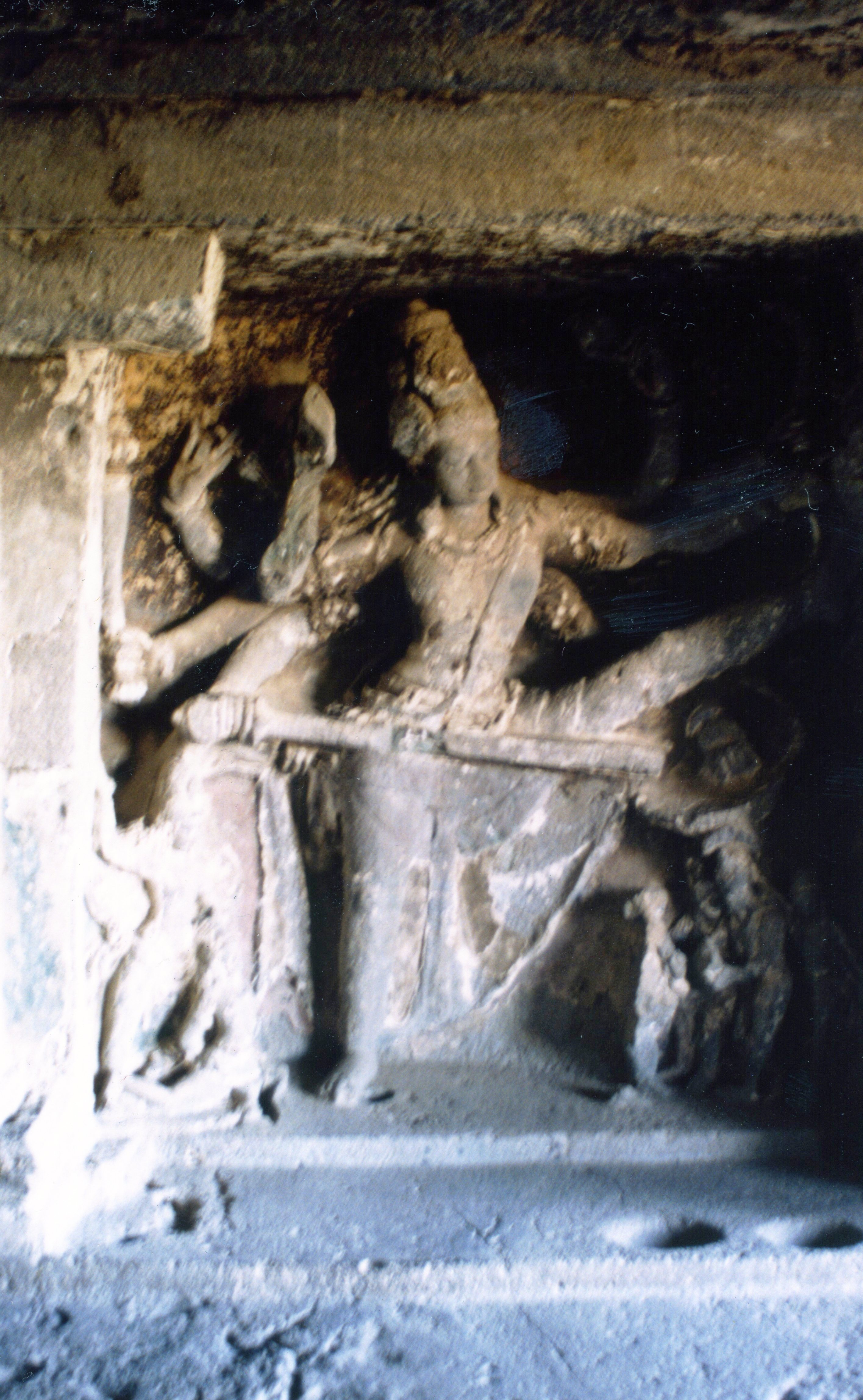
마하라슈트라주 엘로라 석굴의 바마나

## 같이 보기
- 붓다
- 칼키
- 라마 (힌두교)
- 밤바데바
- 바라하
- 비슈누
- 비슈누 푸라나